# Zbrodnia katyńska

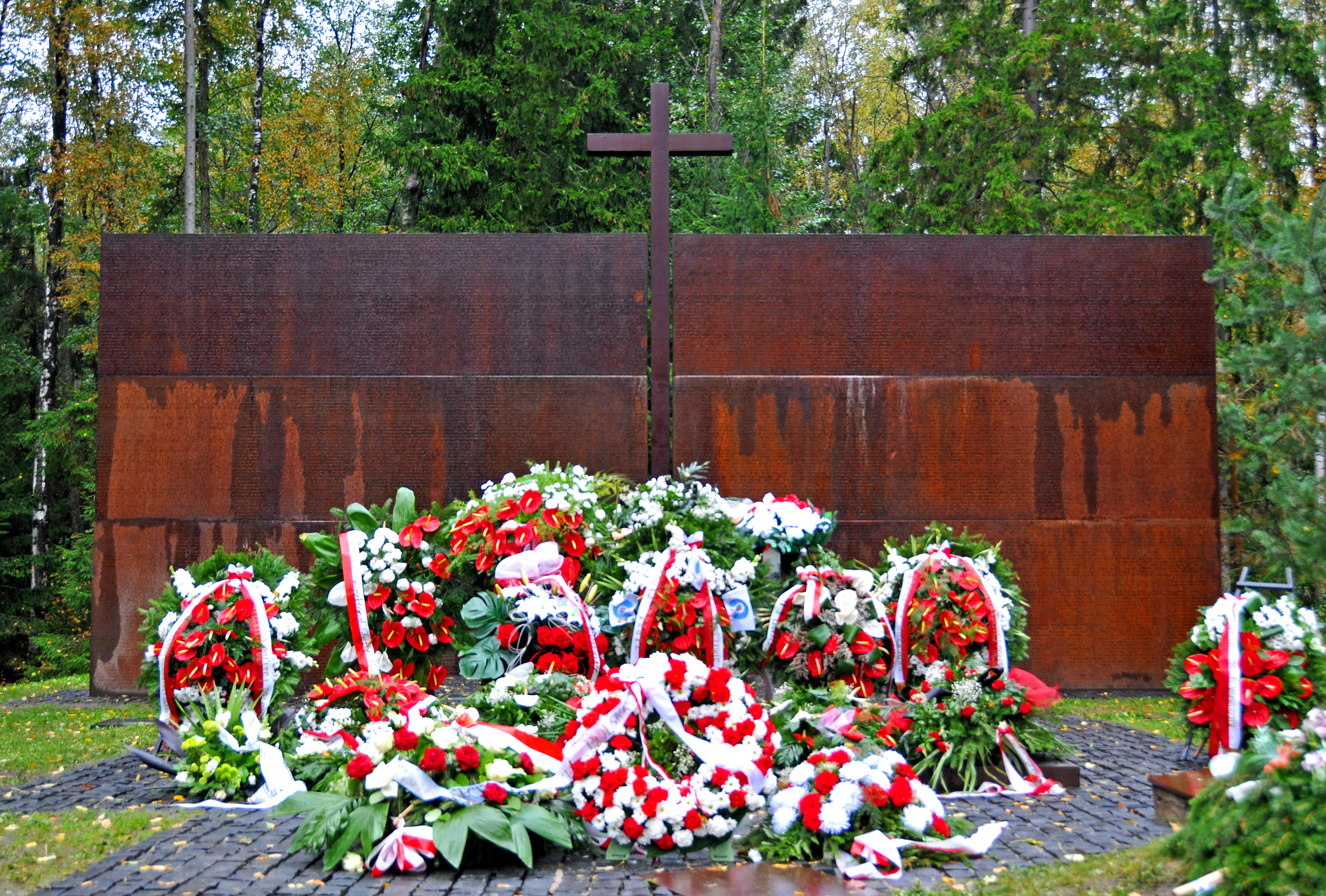
Pomnik i ołtarz w Katyniu

Zbrodnia katyńska – zbrodnia popełniona przez NKWD poprzez rozstrzelanie wiosną 1940 roku prawie 22 tys. obywateli Polski (w tym prawie 15 tys. oficerów Wojska Polskiego i Policji Państwowej).
Zbrodnia ma, zgodnie z uchwałą Sejmu RP, znamiona ludobójstwa i jest kwalifikowana jako zbrodnia wojenna, zbrodnia przeciwko ludzkości, zbrodnia przeciwko pokojowi i zbrodnia komunistyczna.
Dokonano jej na mocy decyzji najwyższych władz ZSRR zawartej w tajnej uchwale Biura Politycznego KC WKP(b) z 5 marca 1940 roku (tzw. „decyzja katyńska”). Przez 50 lat (1940–1990) władze ZSRR zaprzeczały swojej odpowiedzialności za zbrodnię katyńską. 13 kwietnia 1990 roku oficjalnie przyznały, że była to „jedna z ciężkich zbrodni stalinizmu”. Wiele kwestii związanych z tą zbrodnią nie zostało jak dotąd wyjaśnionych.
Egzekucji ofiar, uznanych za „wrogów władzy sowieckiej”, NKWD dokonywało przez strzał w tył głowy z broni krótkiej. W zbrodni katyńskiej zginęło co najmniej 21 768 osób:
- 14 463 jeńców wojennych z obozów w Kozielsku, Ostaszkowie i Starobielsku (z ogólnej liczby 14 858[10][c]),
- 7305 więźniów politycznych z innych obozów i więzień na terenach zajętych przez ZSRR (z ogólnej liczby 18 632, w tym według NKWD 10 685 Polaków[11]).

W języku mniej oficjalnym na określenie zbrodni katyńskiej używane są metonimiczne wyrażenia „Katyń” i „Las Katyński”. W polskim piśmiennictwie ofiary zbrodni katyńskiej są określane jako katyniacy i katyńczycy.

## Charakter zbrodni – ofiary, miejsca pochówku, ocena prawna
Ofiarami zbrodni byli oficerowie, podoficerowie oraz szeregowi Wojska Polskiego, częściowo pochodzący z rezerwy (naukowcy, lekarze, inżynierowie, prawnicy, nauczyciele, urzędnicy państwowi, przedsiębiorcy, przedstawiciele wolnych zawodów), którzy po agresji ZSRR na Polskę, uzgodnionej przez ZSRR z III Rzeszą na podstawie paktu Ribbentrop-Mołotow, zostali po 17 września 1939 roku w różnych okolicznościach rozbrojeni i zatrzymani przez Armię Czerwoną na terytorium Rzeczypospolitej Polskiej jako jeńcy wojenni. Zamordowano także kilkutysięczną grupę funkcjonariuszy Policji Państwowej, Korpusu Ochrony Pogranicza (KOP), Straży Granicznej i Służby Więziennej. Poza tym wśród ofiar było przeszło 7 tys. osób cywilnych, policjantów i oficerów bez statusu jeńca, osadzonych w więzieniach na terenie okupowanych przez ZSRR Kresów Wschodnich Rzeczypospolitej Polskiej. Rodziny ofiar zbrodni przebywające na tych terenach – ok. 22–25 tys. rodzin (ponad 60 tys. osób) – wysiedlono w kwietniu 1940 roku do Kazachstanu na podstawie uchwały Biura Politycznego KC WKP(b) z 2 marca 1940 roku podjętej na wniosek Ławrientija Berii i Nikity Chruszczowa.
Ofiary zbrodni katyńskiej pogrzebano w masowych grobach w Katyniu pod Smoleńskiem, Miednoje koło Kalinina, Piatichatkach na przedmieściu Charkowa, Bykowni koło Kijowa i w przypadku ok. 6–7 tys. ofiar w innych nieznanych miejscach (prawdopodobnie m.in. Kuropaty na Białorusi).
Zbrodnia ta, ze względu na jej ideologiczne umotywowanie względami klasowymi, a faktycznie narodowymi, masowość i ówczesny sojusz ZSRR z III Rzeszą, jest według oceny prawnej Głównej Komisji Ścigania Zbrodni przeciwko Narodowi Polskiemu – pionu śledczego Instytutu Pamięci Narodowej – uznawana za ludobójstwo, zbrodnię przeciwko ludzkości i zbrodnię wojenną, w sprawie której od 30 listopada 2004 roku prowadzone jest śledztwo o sygnaturze S 38/04/Zk. Polska ocena prawna zbrodni jest odrzucana przez Rosję, następcę prawnego ZSRR. 16 kwietnia 2012 roku Europejski Trybunał Praw Człowieka w Strasburgu w wydanym przez siebie wyroku nazwał zbrodnię katyńską „zbrodnią wojenną popełnioną przez władze ZSRR” (ang. war crime committed by the USSR authorities). W lipcu 2012 roku krewni ofiar zbrodni katyńskiej odwołali się od tego wyroku do Wielkiej Izby Trybunału, wnioskując, by zbadała ona, czy Rosja rzetelnie prowadziła śledztwo katyńskie.

## Wstęp do wydarzeń – polscy jeńcy w ZSRR
Polscy jeńcy wojenni wzięci do niewoli we wrześniu 1939 roku przez Armię Czerwoną zostali następnie wbrew konwencjom międzynarodowym przekazani NKWD, które skupiło ich w specjalnie utworzonym systemie obozów NKWD dla jeńców polskich, podlegającym Zarządowi ds. Jeńców Wojennych NKWD. Nastąpiło to po oddzieleniu oficerów od szeregowych i podoficerów, których przekazano stronie niemieckiej, skierowano do pracy przymusowej w obozach Gułagu lub zwolniono. NKWD aresztowało również funkcjonariuszy Policji Państwowej, KOP i innych formacji mundurowych (wraz z szeregowymi i podoficerami), a także osadników wojskowych, ziemian, fabrykantów i urzędników. Po różnych działaniach mających miejsce do marca 1940 roku, m.in. przemieszczeniach, wyselekcjonowaniu osób gotowych do współpracy po indywidualnych szczegółowych przesłuchaniach wszystkich jeńców, aresztowaniach w obozach, większość oficerów Wojska Polskiego i policjantów więzionych w ZSRR – ok. 15 tys. – skoncentrowano w trzech obozach specjalnych: obozie w Kozielsku (urządzonym w dawnej prawosławnej Pustelni Optyńskiej), obozie w Starobielsku w żeńskim monasterze przy ul. Kirowa i obozie w Ostaszkowie (gdzie przetrzymywani byli funkcjonariusze Policji, KOP, Straży Granicznej i Służby Więziennej), urządzonym w dawnej Pustelni Niłowo-Stołobieńskiej.

## Decyzja Politbiura WKP(b) o wymordowaniu polskich jeńców
2 marca 1940 roku Ławrientij Beria – Ludowy Komisarz Spraw Wewnętrznych ZSRR (szef NKWD) – skierował do Józefa Stalina tajną notatkę nr 794/B (794/Б), w której po zdefiniowaniu, że polscy jeńcy wojenni (14 736 osób – w tym 97 proc. Polaków) oraz więźniowie w więzieniach zachodniej Białorusi i zachodniej Ukrainy (18 632 osoby, z tego 1207 oficerów i 5141 policjantów – ogółem 57 proc. Polaków) stanowią zdeklarowanych i nie rokujących nadziei poprawy wrogów władzy sowieckiej, stwierdził, że NKWD ZSRR uważa za uzasadnione:
- rozstrzelanie 14,7 tys. jeńców i 11 tys. więźniów, bez wzywania skazanych, bez przedstawiania zarzutów, bez decyzji o zakończeniu śledztwa i aktu oskarżenia,
- zlecenie rozpatrzenia spraw i podejmowania decyzji trójce NKWD w składzie: Wsiewołod Mierkułow, Bogdan Kobułow (wpisany odręcznie zamiast skreślonego nazwiska najprawdopodobniej Berii otwierającego wykaz), Leonid Basztakow.

Notatka posiada cztery zatwierdzające podpisy: Stalina, Woroszyłowa, Mołotowa i Mikojana oraz dopiski sekretarza: Kalinin – za, Kaganowicz – za. Zgodnie z notatką Biuro Polityczne KC WKP(b) w dniu 5 marca 1940 roku wydało tajną decyzję nr P13/144 z zaproponowaną przez Berię treścią.
14 marca 1940 roku w gabinecie Bogdana Kobułowa, szefa Głównego Zarządu Gospodarczego NKWD, odbyła się narada. Oprócz Kobułowa uczestniczyło w niej kilkanaście osób, m.in. Piotr Soprunienko, szefowie zarządów NKWD obwodów smoleńskiego, kalinińskiego i charkowskiego, ich zastępcy oraz naczelnicy tzw. wydziałów komendanckich wymienionych zarządów obwodowych NKWD. To im wówczas zlecono wymordowanie jeńców. 22 marca 1940 roku Beria wydał tajny rozkaz nr 00350 „O rozładowaniu więzień NKWD USRR i BSRR” – w tych więzieniach przetrzymywano głównie obywateli polskich. 3 kwietnia 1940 roku z obozu w Kozielsku wyruszył pierwszy transport jeńców kierowanych na egzekucję do Katynia; wysyłkę skazanych prowadzono na podstawie list dyspozycyjnych przysyłanych z Moskwy.

### Motywy decyzji władz ZSRR z 1940 roku
Motywy podjęcia takiej decyzji są przedmiotem różnych hipotez, gdyż nie są znane dokumenty wyjaśniające tę kwestię. Wysuwane są przypuszczenia o osobistej zemście Stalina za porażkę w wojnie 1920 roku, co jest jednak kwestionowane. Według części badaczy powodem była chęć pozbawienia narodu polskiego warstwy przywódczej, elity intelektualnej, której przedstawicielami byli zamordowani oficerowie, by uniemożliwić odrodzenie polskiej państwowości. Zwracano uwagę na podobieństwa zbrodni katyńskiej do prowadzonych przez III Rzeszę akcji eksterminacyjnych skierowanych przeciwko polskiej inteligencji (tzw. Akcja AB oraz operacja Tannenberg). Wskazywano również, że zbrodnia katyńska zbiegła się w czasie ze skargami Niemców na to, że Rosjanie zapewnili oficerom polskim schronienie, mając w tym ukryty cel.
Istnieje też opinia, że dla Stalina i jego otoczenia zabójstwo polskich oficerów było kontynuacją czerwonego terroru czasów wojny domowej i wielkiego terroru, więc miało to charakter klasowy, a nie narodowy. Józef Mackiewicz nalegał na to od samego początku: «po zdjęciu z ofiar mundurów, pozostają one zaledwie cząstką w łańcuchu takich samych już uprzednio popełnionych zbrodni masowych, których początek sięga czasów, gdy Hitlerowi nawet się nie śniły jego Oświęcimy». Według rosyjskiego historyka I.I. Kaliganowa zbrodnia katyńska «stanowiła prewencyjną „sanację klasową” dla nieskrępowanej budowy socjalizmu w Polsce Ludowej», której powstanie, z punktu widzenia kierownictwa bolszewickiego, było nieuniknione po zwycięstwie ZSRR nad Niemcami w nadchodzącej wojnie. Na prewencyjny – odnoszący się do przyszłych raczej niż przeszłych działań jeńców i więźniów – charakter rozumowania Berii („Każdy z nich oczekuje oswobodzenia, by uzyskać możliwość aktywnego włączenia się w walkę przeciwko władzy radzieckiej”) wskazuje również uzasadnienie śledztwa wszczętego w 2004 przez Instytut Pamięci Narodowej.
Rosyjski historyk Aleksandr Gurjanow zauważa, że motyw dość jasno i wyczerpująco podany jest we wniosku Berii do KC WKP(b): niezbędne jest wykonanie kary śmierci na polskich oficerach, policjantach etc., ponieważ «…все они являются закоренелыми, неисправимыми врагами советской власти…»" („wszyscy oni są zatwardziałymi, niepoprawnymi wrogami władzy sowieckiej”).

### Kwestia możliwej współpracy NKWD i Gestapo
Ukrywanie zbrodni przez stronę radziecką, a potem utajnienie śledztwa przez stronę rosyjską sprawiły, iż niektórzy historycy wysuwają tezę, że zbrodnia katyńska była dokonana przy współpracy NKWD i Gestapo lub przynajmniej znana wcześniej stronie niemieckiej. Podstawą współpracy NKWD i Gestapo była tajna umowa z 28 września 1939 roku, zobowiązująca III Rzeszę i ZSRR do wspólnego zwalczania wszelkich form polskiego oporu wobec okupacji. Zgodnie z tym porozumieniem Gestapo i NKWD przeprowadziły kilka konferencji w Zakopanem, Krakowie i Lwowie; mogły one dotyczyć metod zabijania, deportacji i skutecznego działania. Prof. George Watson z Uniwersytetu w Cambridge uważa, iż o losie polskich jeńców postanowiono na jednej z takich konferencji w Krakowie – opinię tę zacytował Louis R. Coatney. Poglądy takie przedstawiają również inni autorzy badający okoliczności zbrodni, np. Allen Paul.

## Zagłada polskich jeńców – Katyń, Charków, Kalinin, Kijów, Mińsk

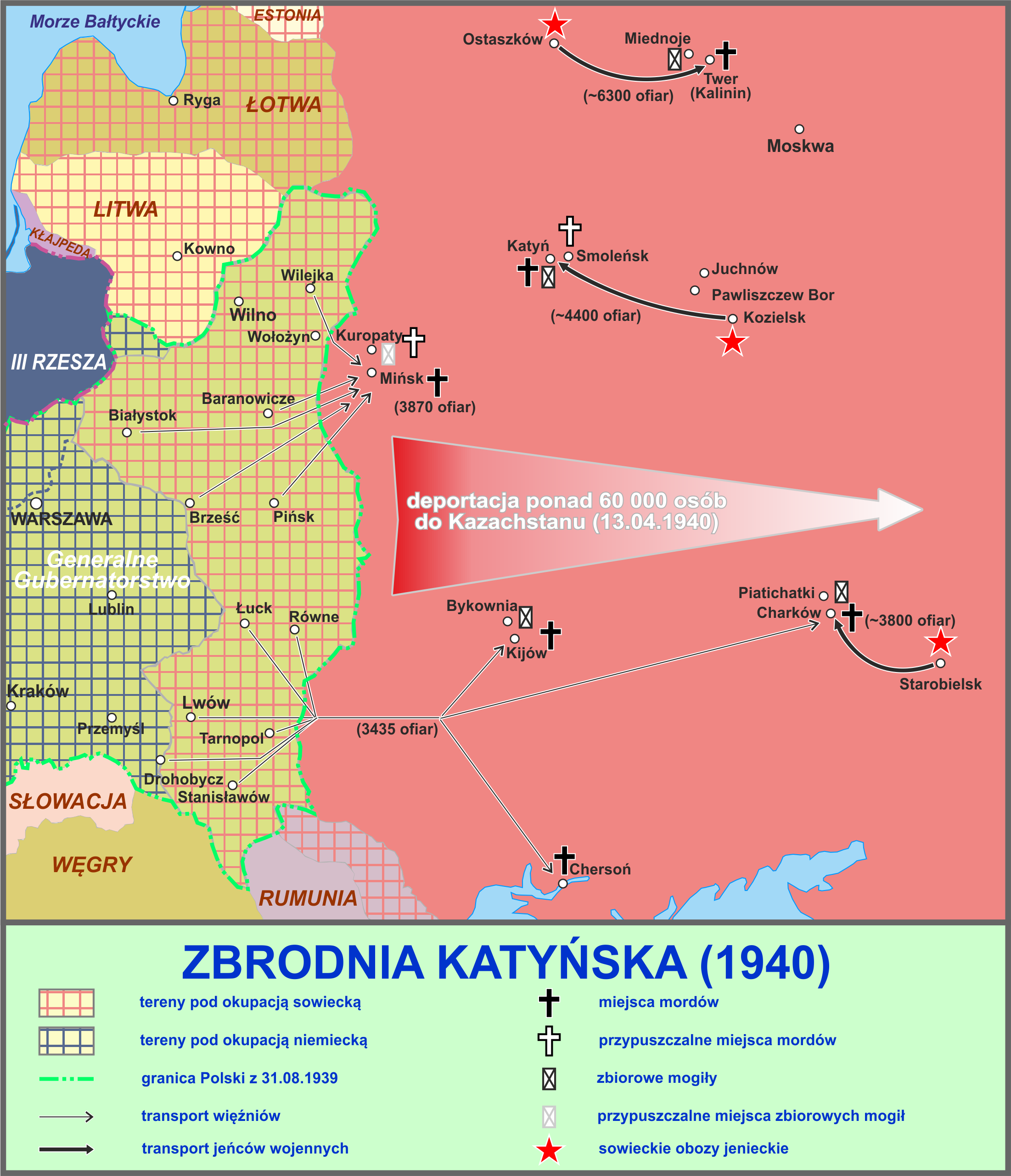

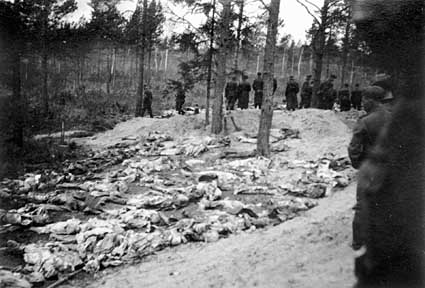
Masowy grób – ekshumacja 1943

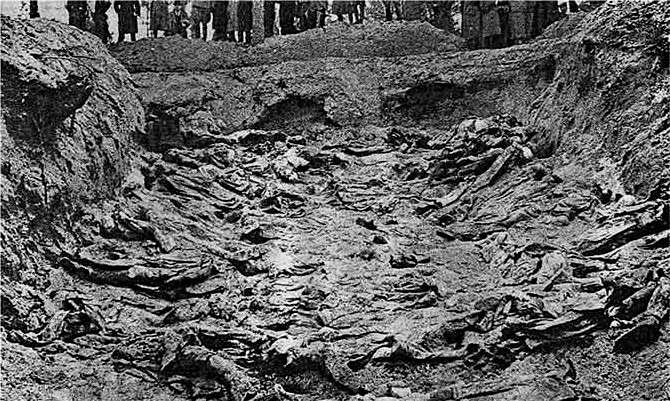
Masowy grób oficerów – ekshumacja 1943

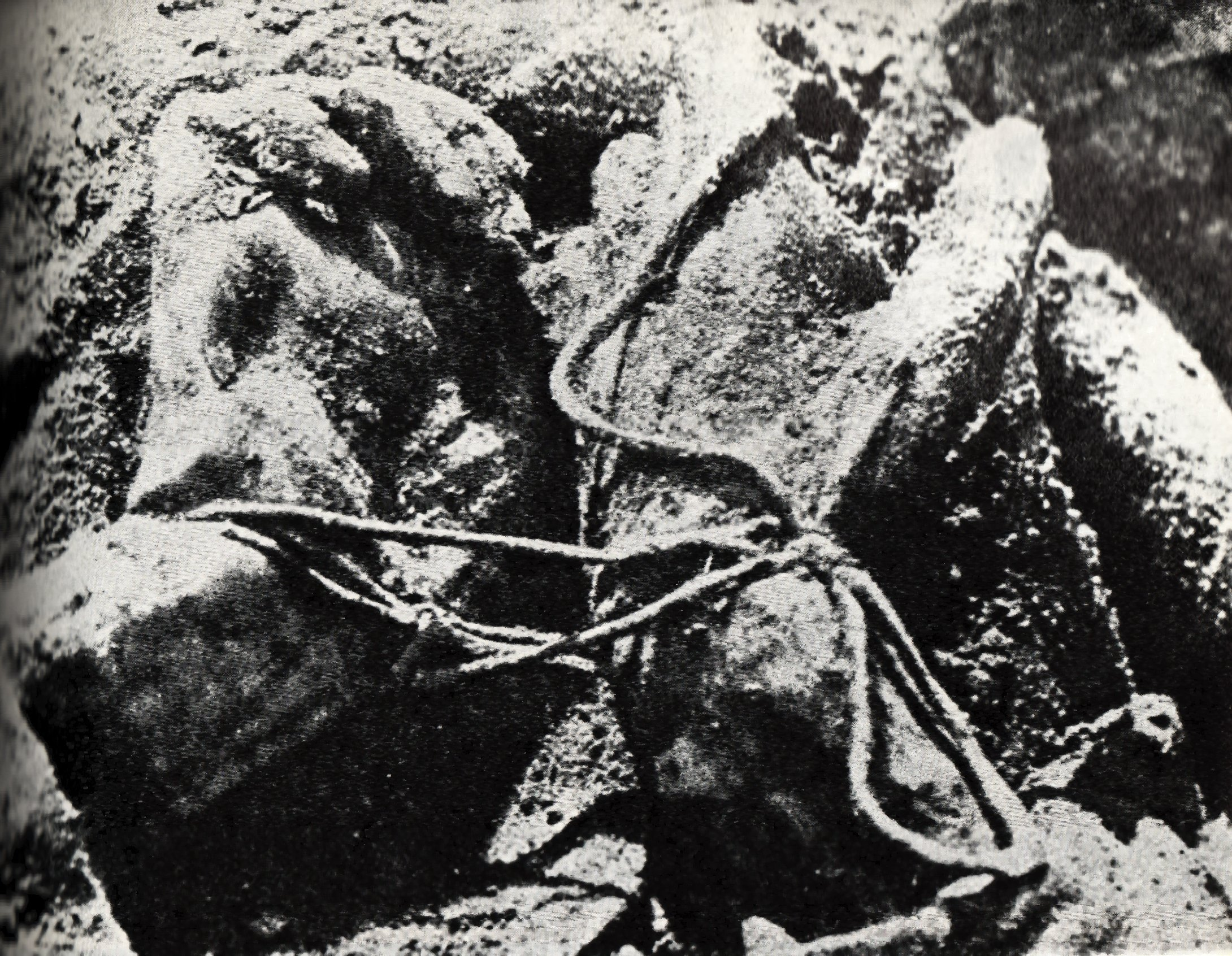
Węzeł katyński – ręce związane na plecach ofiary

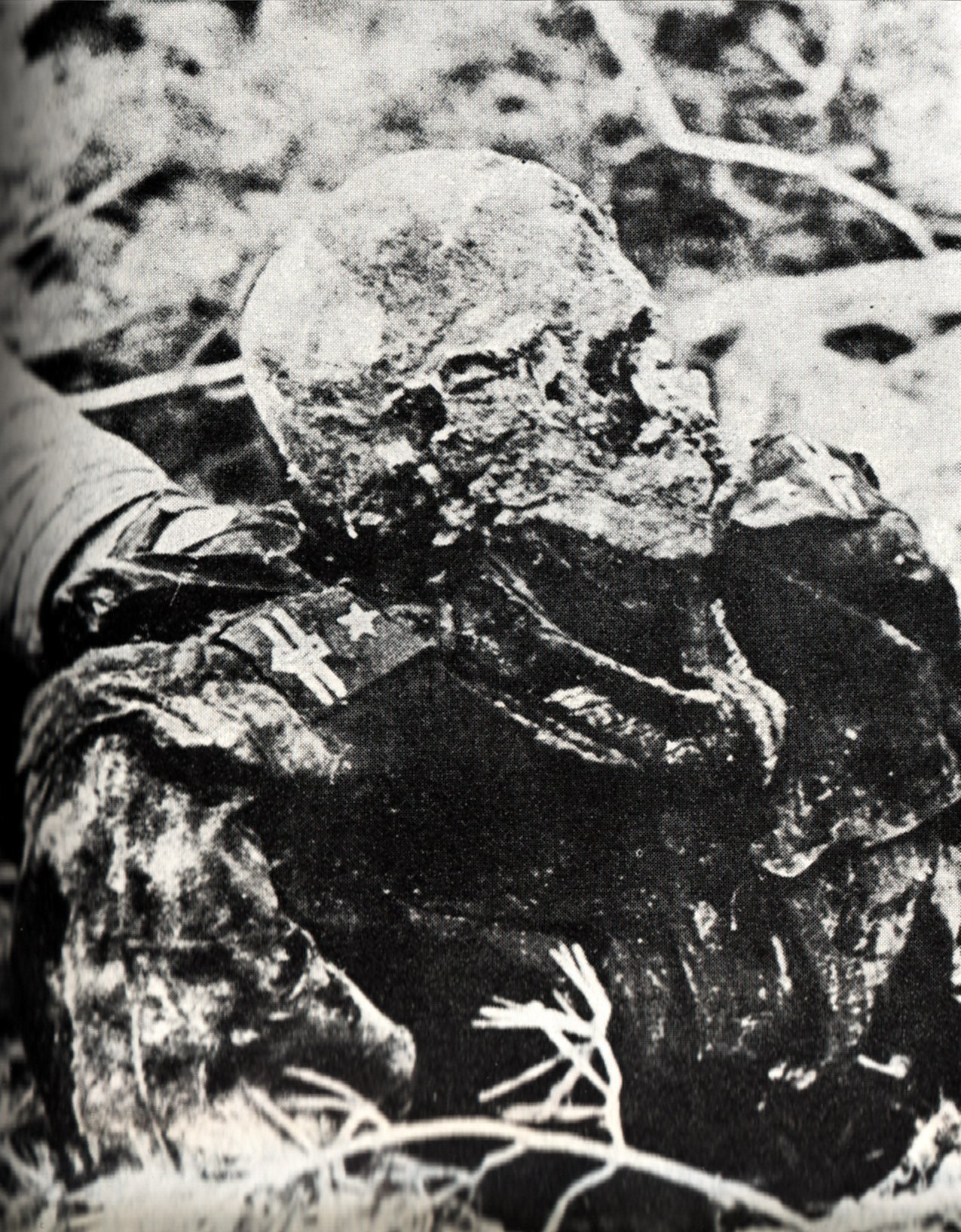
Rozkładające się zwłoki majora Adama Solskiego z 57 Pułku Piechoty, zidentyfikowane w 1943 roku

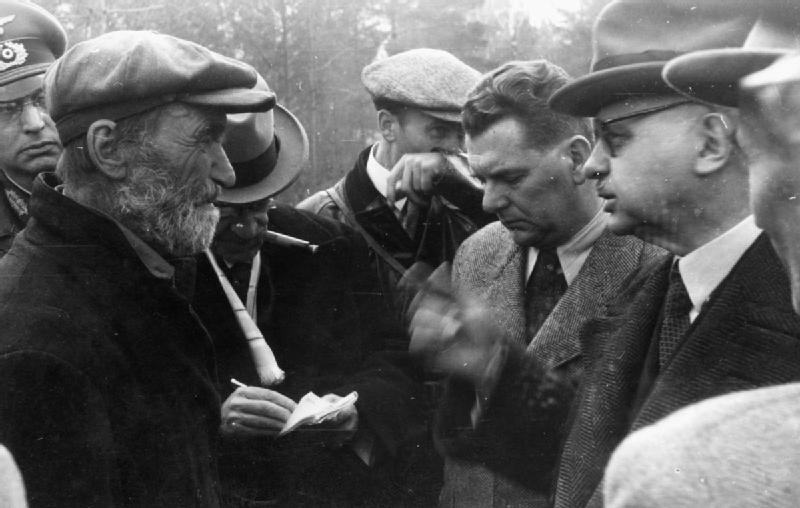
Jeden ze świadków zbrodni katyńskiej Parfien Kisielew w rozmowie z dr. Ferencem Orsósem

Wymienione wyżej listy dyspozycyjne były – poza kilkoma decydującymi o wywozie do obozu Pawliszczew Bor – wyrokami śmierci. Na ich podstawie tworzono konwoje, które w kombinowany sposób, pieszo, wagonami i samochodami więziennymi, docierały do miejsc egzekucji. Dokładna liczba tych miejsc nie jest znana; dwie ostatnie wymienione w tytule tego rozdziału lokalizacje są nadal sporne ze względu na brak danych – często podaje się wiele miejsc mordowania tej grupy ofiar.
- Katyń, miejscowość pod Smoleńskiem z ośrodkiem wypoczynkowym NKWD

Wymordowanie ok. 4400 jeńców z obozu w Kozielsku. Konwoje z obozu w grupach od 50 do 344 osób były organizowane od 3 kwietnia do 12 maja. 12 maja ostatni transport jeńców kierowanych na egzekucję do Katynia został z niewyjaśnionych powodów cofnięty na stację Babynino i jadący nim więźniowie ocaleli. Zamordowani zostali pochowani w Katyniu w ośmiu masowych grobach. Wśród ofiar zbrodni znaleźli się m.in. kontradmirał Xawery Czernicki, generałowie Bronisław Bohatyrewicz, Henryk Minkiewicz i Mieczysław Smorawiński, naczelny kapelan wyznania prawosławnego WP ppłk Szymon Fedorońko, naczelny rabin WP mjr Baruch Steinberg, a także jedna kobieta – ppor. pilot Janina Lewandowska.
Więźniów w ciągu ok. doby dowożono koleją przez Smoleńsk do stacji Gniezdowo – naocznym świadkiem trasy konwoju z 29 na 30 kwietnia 1940 roku był prof. Stanisław Swianiewicz. Z Gniezdowa oficerów transportowano autobusem więziennym (tzw. „czornyj woron”) na miejsce zbrodni na tzw. uroczysku Kozie Góry, gdzie nad masowymi grobami młodszym i silniejszym zarzucano na głowę płaszcze wojskowe i wiązano z tyłu ręce sznurem konopnym produkcji radzieckiej, po czym wszystkich zabijano z małej odległości strzałem z pistoletu Walther kal. 7,65 mm, zwykle jednym w potylicę. W masowych grobach znaleziono łuski i pociski kal. 7,65 mm (rzadko kal. 7,62 mm). Poza tym niektóre ofiary przebijano czworokątnym bagnetem radzieckim. Przyjmuje się, że część ofiar wymordowano w piwnicach tzw. więzienia wewnętrznego Obwodowego Zarządu NKWD w Smoleńsku na ul. Dzierżyńskiego 13 (skazany miał być umieszczany we włazie kanalizacyjnym, jego głowę kładziono na brzegu, po czym strzelano w tył głowy).
Ogólny nadzór nad egzekucjami sprawował naczelnik smoleńskiego NKWD Jemielian Kuprijanow. Według relacji strażnika więziennego Kiriłła Borodienkowa z 1989 roku rozstrzeliwań w Katyniu dokonywali m.in. naczelnik więzienia wewnętrznego NKWD w Smoleńsku lejtnant bezpieczeństwa państwowego Iwan Iwanowicz Stelmach, komendant Wydziału Administracyjno-Gospodarczego smoleńskiego NKWD starszy lejtnant bezpieczeństwa państwowego Josif Iwanowicz Gribow, jego zastępca Nikołaj Afanasjewicz Gwozdowski i pracownik smoleńskiego NKWD I.M. Silczenkow.
- Charków, pl. Dzierżyńskiego 3 – siedziba Obwodowego Zarządu NKWD w Charkowie

Wymordowanie ok. 3800 jeńców z obozu w Starobielsku. Konwoje z obozu były organizowane od 5 kwietnia do 12 maja. Zamordowani, w tym generałowie Leon Billewicz, Stanisław Haller, Aleksander Kowalewski, Kazimierz Łukoski, Konstanty Plisowski, Franciszek Sikorski, Leonard Skierski i Piotr Skuratowicz, zostali pochowani w masowych grobach pod Charkowem, 1,5 km od wioski Piatichatki.
Konwoje docierały wagonami więziennymi na stację Charków Pasażerski, a stamtąd samochodami do wewnętrznego więzienia NKWD. Jeńców rozstrzeliwano nocami, stosując rewolwery Nagant kal. 7,62 mm. Skazanym wiązano z tyłu ręce sznurkiem i wprowadzano do bezokiennego pomieszczenia w piwnicach więzienia NKWD, gdzie byli zabijani strzałem w kark. Ciała zamordowanych z zawiązanymi na głowach płaszczami były w nocy wywożone ciężarówkami i grzebane.
Egzekucjami, pod nadzorem grupy funkcjonariuszy przybyłych z Moskwy, kierowali naczelnik charkowskiego NKWD major bezpieczeństwa państwowego Piotr Safonow, jego zastępca kapitan bezpieczeństwa państwowego Paweł Tichonow i komendant Wydziału Administracyjno-Gospodarczego charkowskiego NKWD starszy lejtnant bezpieczeństwa państwowego Timofiej Fiodorowicz Kuprij.
- Kalinin (obecnie i poprzednio Twer), ul. Sowiecka 2 – siedziba Obwodowego Zarządu NKWD w Kalininie

Wymordowanie ok. 6300 jeńców z obozu w Ostaszkowie, głównie policjantów i funkcjonariuszy KOP (w tym ponad 5,5 tys. szeregowych i podoficerów). Konwoje z obozu były organizowane od 4 kwietnia do 16 maja. Zwłoki ofiar mordu zakopano pod Kalininem w miejscowości Miednoje w 23 masowych grobach.
W Miednoje spoczywa 169 funkcjonariuszy, którzy służyli na terenie XII Okręgu Policji Państwowej (Pomorskiego) z siedzibą w Toruniu w okresie dwudziestolecia międzywojennego.
Konwoje jeńców były transportowane koleją do Kalinina (Tweru), przewożone samochodami więziennymi do siedziby NKWD (obecnie Twerski Instytut Medyczny) i umieszczane w więzieniu wewnętrznym NKWD, znajdującym się w piwnicach budynku. Egzekucje odbywały się w nocy. Więźniów wprowadzano pojedynczo do obszernego pomieszczenia piwnicznego (tzw. pokój leninowski), gdzie każdy był pytany o nazwisko. Stamtąd skazany ze skutymi rękami przechodził do następnego, mniejszego pomieszczenia z drzwiami obitymi wojłokiem, gdzie strzelano mu w tył głowy z pistoletu Walther. Pierwszego dnia po nadejściu konwoju z ponad 300 jeńcami kaci musieli kończyć egzekucje za dnia i następne partie nie przekraczały 250 osób. Zwłoki wynoszono z piwnic i wywożono ciężarówkami do odległej o ok. 20 km miejscowości Miednoje nad rzeką Twercą. Tam, na terenie letniskowym kalinińskiego NKWD, na skraju lasu znajdowały się doły o głębokości kilku metrów, przygotowane wcześniej przez koparkę. W jednym dole mieściło się przeciętnie 250 zwłok. Zrzucone do dołów ciała były zasypywane przez koparkę. Terytorium to w czasie wojny ZSRR z III Rzeszą nie było pod okupacją niemiecką, toczyły się tam tylko walki.
Według zeznań z 1991 roku byłego naczelnika kalinińskiego NKWD, gen. Dmitrija Tokariewa, egzekucje w Kalininie organizował jego zastępca Wasilij Pawłow, a do przeprowadzenia zbrodni została przysłana z Moskwy grupa, w której skład weszli m.in. starszy major bezpieczeństwa państwowego Nikołaj Siniegubow, kombryg Michaił Kriwienko i major bezpieczeństwa państwowego Wasilij Błochin. Błochin, członek ochrony osobistej Stalina, został nazwany przez polskiego historyka Wojciecha Materskiego jednym z najkrwawszych katów, jakich zna historia.
- Kijów, ul. Korolenki 17; Charków, pl. Dzierżyńskiego 3; oraz Chersoń[39]

Wymordowanie 3435 więźniów z Zachodniej Ukrainy z tzw. listy ukraińskiej, w tym 900 więźniów ze Lwowa, 500 z Łucka, 500 z Równego, 500 z Tarnopola, 400 ze Stanisławowa i 200 z Drohobycza. Ciała ofiar ukryto w różnych miejscach, w tym w Bykowni. Na liście ukraińskiej znajdowało się przeszło 750 policjantów oraz 726 oficerów WP, w tym generałowie Romuald Dąbrowski, Kazimierz Dzierżanowski, Władysław Jędrzejewski, Szymon Kurz, Mieczysław Linde, Franciszek Paulik i Rudolf Prich, co stało się wiadome dopiero w 1995 roku, po przekazaniu przez Główną Prokuraturę Wojskową Federacji Rosyjskiej listy ukraińskiej.
- Mińsk, ul. Lenina 17

Wymordowanie 3870 więźniów z Zachodniej Białorusi z tzw. listy białoruskiej, w tym z Białegostoku, Brześcia, Pińska, Baranowicz i Wilejki. Zwłoki ofiar ukryto prawdopodobnie w Kuropatach.
Z obozów jenieckich w Kozielsku, Starobielsku i Ostaszkowie ocalało łącznie 395 jeńców wywiezionych do obozu w Juchnowie, a potem do obozu jenieckiego NKWD w Griazowcu.

### Wykonawcy – funkcjonariusze NKWD
26 października 1940 roku 125 funkcjonariuszy NKWD uczestniczących w przygotowaniu zbrodni i jej wykonaniu zostało nagrodzonych przez Ławrientija Berię tajnym rozkazem nr 001365 NKWD ZSRR za pomyślne wykonanie zadań specjalnych. Według Witolda Kuleszy liczbę sprawców współdziałających w różnych formach w dokonaniu zbrodni można prawdopodobnie określić jako zbliżoną do 2 tys. osób.

## Pierwszy okres ukrywania zbrodni przez Stalina
Po tajnych egzekucjach polskich jeńców ich rodziny straciły z nimi kontakt – przestała nadchodzić korespondencja, wysyłana poczta wracała, próby uzyskania informacji o losach jeńców i miejscu ich pobytu były pozostawiane bez odpowiedzi. Jednocześnie zaczęły krążyć pogłoski, częściowo oparte na faktach – m.in. o zesłaniu jeńców do obozów na północy Rosji, na Ziemię Franciszka Józefa i Nową Ziemię lub utopieniu części z nich w Morzu Białym bądź Oceanie Arktycznym.
W 1941 roku kilku przedstawicieli władz ZSRR (łącznie ze Stalinem) wypowiadało się o losach zatrzymanych polskich oficerów, lecz nigdy nie sugerowało udziału Niemców w śmierci zaginionych. Po zmianie stosunków polsko-radzieckich po ataku Niemiec na ZSRR, zawarciu układu Sikorski-Majski i podjęciu poszukiwań polskich oficerów przez Rząd RP na uchodźstwie (poszukiwaniami tymi kierował rtm. Józef Czapski, ocalały jeniec obozu w Starobielsku) władze radzieckie nie udzieliły żadnych wyjaśnień.
3 grudnia 1941 roku, podczas wizyty gen. Sikorskiego w Moskwie, odpowiadając na pytania gen. Sikorskiego i gen. Andersa o los polskich oficerów, Stalin kłamał i starał się unikać jednoznacznej odpowiedzi, podobnie podczas rozmowy z płk. Okulickim 18 marca 1942 roku:

Gen. Władysław Sikorski: „Poleciłem sprawdzić, czy nie ma ich w kraju, z którym mam stałą łączność. Okazało się, że nie ma tam żadnego z nich, podobnie jak w obozach jeńców wojennych w Niemczech. Ci ludzie znajdują się tutaj. Nikt z nich nie wrócił”. Józef Stalin: „To niemożliwe! Oni uciekli”. Gen. Władysław Anders: „Dokądże mogli uciec?”. Stalin: „No, do Mandżurii na przykład”...
Stalin: „Ja już wydałem wszystkie rozkazy, by ich zwolnić. (...) Nie wiem, gdzie są. Na co nam ich trzymać? Może byli w obozach na terenach, które zajęli Niemcy, rozbiegli się”. Płk Leopold Okulicki: „To niemożliwe, o tym byśmy wiedzieli”. Stalin: „Myśmy zatrzymywali tych tylko Polaków, którzy są na niemieckiej służbie”.

Od jesieni 1941 aż do czasu odkrycia masowych grobów polski rząd na uchodźstwie stale zwracał się do strony sowieckiej z monitami w sprawie wyjaśnienia losu zaginionych oficerów, łączna liczba not skierowanych w tej sprawie do władz Związku Sowieckiego przekroczyła 200.

## Ujawnienie masowych grobów w Katyniu

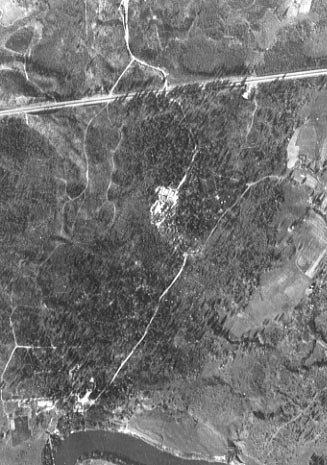
Groby katyńskie podczas ekshumacji – zdjęcie lotnicze

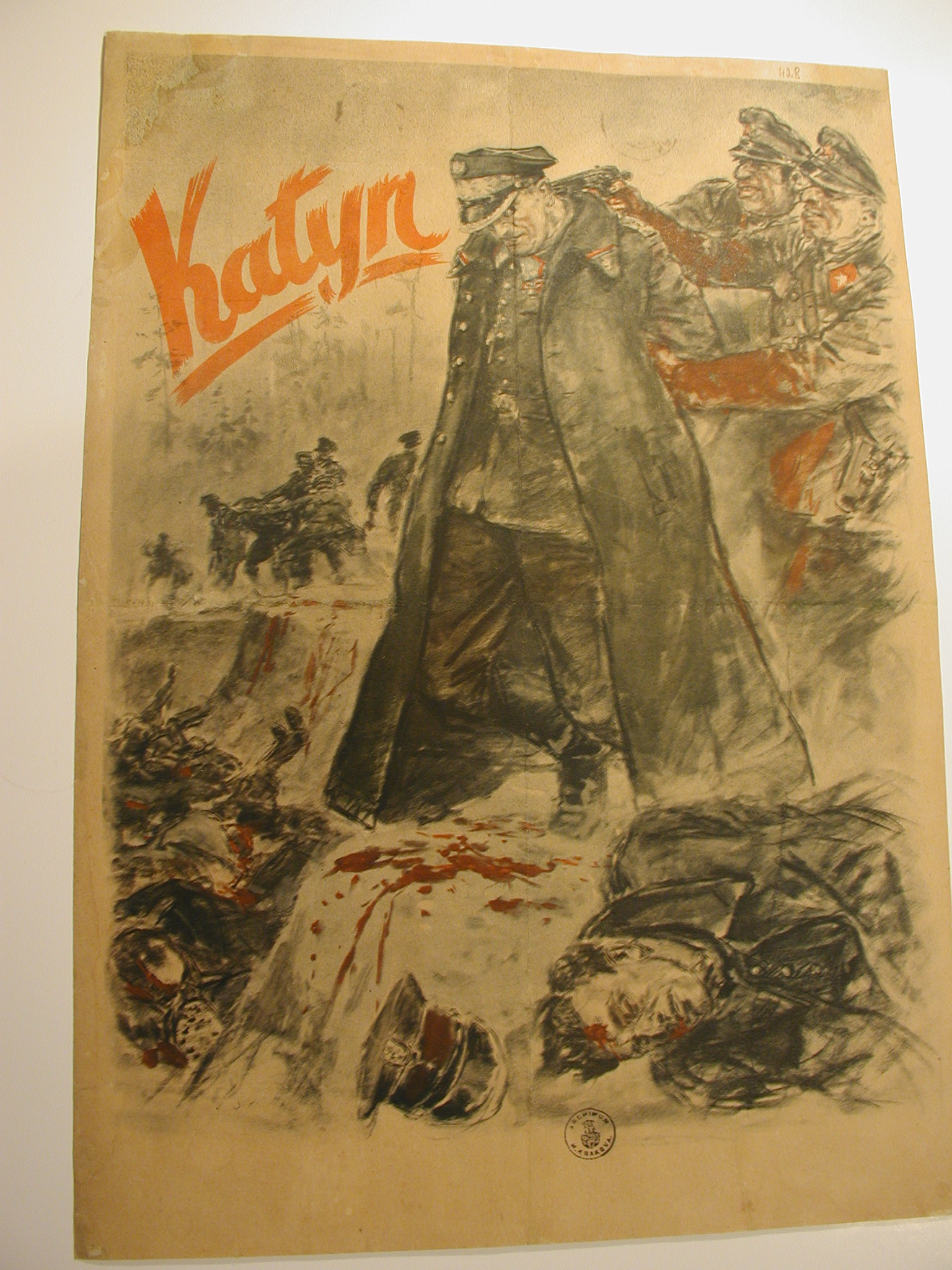
Katyń – niemiecki afisz propagandowy.

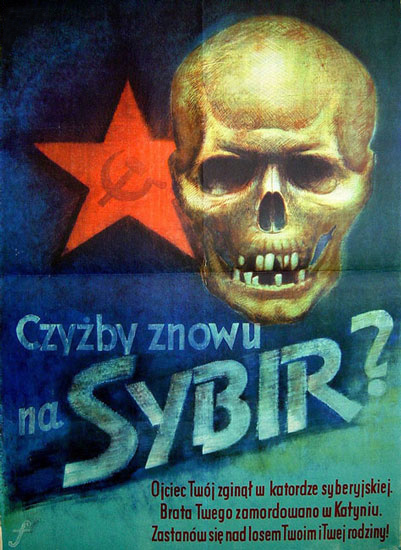
Niemiecki plakat antysowiecki, wywieszany na ulicach Krakowa prawdopodobnie około 1943, wykorzystujący zbrodnię propagandowo

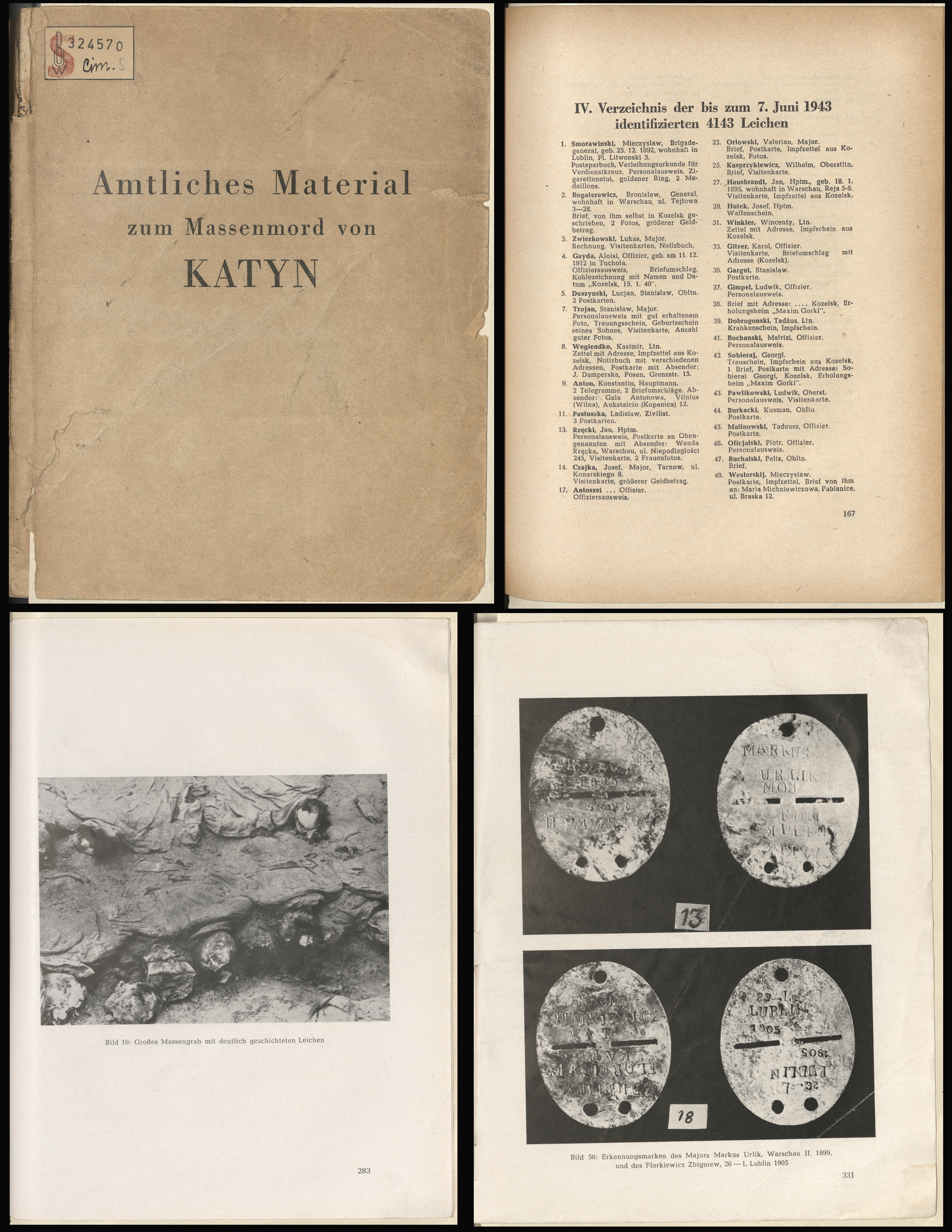
4 strony z "Amtliches Material zum Massenmord in Katyn": 1. okładka, 2. pierwsza strona z listą zidentyfikowanych ciał, 3. fotografia zwłok w masowym grobie, 4. nieśmiertelniki podporuczników Markusa Ulrika (ur. 1895) i Zbigniewa Florkiewicza (ur. 1905)

Nie jest możliwe wskazanie tylko jednej daty ujawnienia masowych grobów w Katyniu ze względu na różnice w źródłach.
Najwcześniejsze daty wskazują na październik 1941, gdy masowe groby w Katyniu mieli wtedy odkryć dwaj polscy przymusowi robotnicy kolejowi pracujący w Organizacji Todt, lub na marzec 1942 roku, gdy mieli je odnaleźć polscy robotnicy przymusowi z terenu woj. poznańskiego, skierowani przez Niemców do Organizacji Todt i pracujący w pociągu Bauzug nr 2005-M. Wśród robotników był m.in. Teofil Dolata, któremu na początku 1942 zamieszkująca pod Witebskiem młoda Polka przekazała informację o pomordowanych polskich oficerach i wręczyła ukrywaną oficerską czapkę, którą jeden z przewożonych na egzekucję do lasu katyńskiego Polaków, miał wyrzucić z pociągu wołając Jeszcze Polska nie zginęła. Wkrótce, w marcu 1942 w pobliżu miejscowości Kozie Góry Teofil Dolata wraz z Janem Wachowiakiem i Zygfrydem Musielakiem odkrył na terenie przedwojennego niemiecko-radzieckiego ośrodka NKWD, znajdującego się w lesie, zwanym katyńskim, szczątki pomordowanych oficerów Wojska Polskiego (poszukując najpierw natrafili na zwłoki w błękitnych mundurach – według informacji od okolicznych mieszkańców byli tam także mordowani i chowani żołnierze łotewscy i rumuńscy). Na przełomie marca / kwietnia 1940[wymaga weryfikacji?] roku Polacy ustawili na tym miejscu dwa krzyże z drzewa.
Dokładna data, gdy władze niemieckie dowiedziały się po raz pierwszy o istnieniu masowych grobów w Lesie Katyńskim, nie jest również znana. W dokumentach źródłowych i opracowaniach historycznych pojawiają się różne hipotetyczne daty, np. jesień 1942 roku (raport sir Owena O’Malleya z 24 maja 1943 roku) lub wyżej wskazana jesień 1941 roku, ibid., s. 126–130. Znane są także niepotwierdzone relacje o obecności oficerów niemieckich na miejscu egzekucji w Katyniu wiosną 1940 roku, pierwsza pochodząca od polskiego polityka Leona Kozłowskiego, ibid., s. 137–140, a druga od gen. NKWD Leonida Rajchmana.
Za najbardziej ze względu na liczbę źródeł udokumentowaną datę odkryć masowych mogił można uznać luty 1943 r. Stało to się na podstawie informacji miejscowej ludności rosyjskiej, gdy 17 lub 18 lutego 1943 roku Rosjanie mieszkający w pobliżu Katynia (szczególnie znani stali się dwaj chłopi: Iwan Kriwoziercew i Parfien Kisielew) wskazali władzom niemieckim dokładne miejsce pochówku. Niemcy rozpoczęli prace ekshumacyjne i 11 kwietnia Agencja Transocean nadała komunikat o odnalezieniu w Lesie Katyńskim zwłok 10 tys. polskich oficerów. 13 kwietnia 1943 roku informacje te powtórzyło Radio Berlin. 17 kwietnia 1943 „Ilustrowany Kurier Polski” (jeden z dzienników prasy gadzinowej w okupowanej Polsce) ujawnił odkrycie masowych grobów w Katyniu w artykule pt. Oficerowie polscy ofiarami okrucieństw bolszewickich wraz z informacją o zidentyfikowanych osobach dwóch generałów – Bohaterewicza i Smorawińskiego oraz pułkownika Andrzeja Hałacińskiego.
Niemcy starali się wykorzystać ujawnione fakty propagandowo i 15 kwietnia zaprosili do badań Międzynarodowy Czerwony Krzyż (MCK). 17 kwietnia rząd gen. Sikorskiego niezależnie zwrócił się do MCK o zbadanie sprawy. MCK po sześciu dniach oświadczył, że gotowy jest uczestniczyć w ekshumacjach, jeśli poproszą o to wszystkie zainteresowane strony, a więc też ZSRR. Pozwoliło to Stalinowi zablokować działania MCK. Wobec tego władze niemieckie utworzyły Międzynarodową Komisję Lekarską (MKL) złożoną z 12 ekspertów z krajów zależnych od III Rzeszy i 1 eksperta ze Szwajcarii. Komisja przebywała w Katyniu od 28 do 30 kwietnia. W tym czasie Niemcy zapewnili członkom komisji niezbędne warunki pracy, przydzielili im ludzi do pomocy, dali swobodę działania i poruszania się na miejscu, w tym dokonywania wybranych ekshumacji oraz przesłuchiwania okolicznych mieszkańców. Wyniki jej badań opublikowano we wrześniu 1943 roku w Berlinie w sprawozdaniu pt. Amtliches Material zum Massenmord von Katyn wraz z innymi materiałami dotyczącymi Katynia (m.in. spis 4143 zwłok zidentyfikowanych do 7 lipca 1943 roku na str. 167-273 oraz bogaty materiał fotodokumentacyjny we wstępie i ciągiem na str. 274-331).
Ponadto Niemcy zażądali od Polskiego Czerwonego Krzyża wysłania na miejsce zbrodni oficjalnej delegacji PCK. Decyzją Zarządu Głównego PCK, w porozumieniu z Armią Krajową, powołano Komisję Techniczną pod kierownictwem sekretarza generalnego PCK Kazimierza Skarżyńskiego z udziałem dr. Mariana Wodzińskiego z PCK i Rady Głównej Opiekuńczej. Zadania Komisji dotyczyły głównie ekshumacji i identyfikacji zwłok. Chodziło o uniemożliwienie okupantowi niemieckiemu wykorzystania orzeczeń PCK do celów propagandowych, a jednocześnie wypełnienie ważnej roli Biura Informacyjnego PCK polegającej na informowaniu bliskich poległych żołnierzy o zaginionych członkach rodzin. Za wiedzą i zgodą Rządu RP na Uchodźstwie oraz polskich władz podziemnych na miejsce zbrodni udało się też kilkunastu Polaków, m.in. pisarze Ferdynand Goetel i Józef Mackiewicz oraz ks. Stanisław Jasiński jako wysłannik abp. Adama Sapiehy. Do Katynia przywiezieni zostali również Leon Kozłowski i Jan Emil Skiwski (bez zgody rządu), delegacje społeczeństwa polskiego z okupowanego Generalnego Gubernatorstwa, dziennikarze i jeńcy z niemieckich oflagów – oficerowie brytyjscy, amerykańscy i polscy.
W trakcie ekshumacji ośmiu masowych grobów odnaleziono ciała dwóch generałów – Bohaterewicza i Smorawińskiego – pochowane następnie w oddzielnych mogiłach. Do 7 czerwca 1943 roku wydobyto 4243 ciała i zidentyfikowano 2730 z nich; w identyfikacjach uczestniczył dr Wodziński z PCK. Prace dokumentowano, określając m.in. sposób dokonania zabójstw i rodzaj używanej broni. Stwierdzono stosowanie amunicji niemieckiej kal. 7,65 mm od Waltherów PP/PPK (nie Waltherów P38 na amunicję 9x19 mm) oraz w pewnych przypadkach także kal. 6,35 mm do pistoletu TK tzw. Korowin firmy Geco, które to pociski były produkowane w fabryce należącej do Gustawa Genschow w Durlach, masowo eksportowane do ZSRR przed 1939; przy zwłokach zamordowanych odnaleziono korespondencję z bliskimi kończącą się na przełomie kwietnia i maja 1940 roku. Czas dokonania zbrodni ustalono również na podstawie wieku korzeni i słoi sosen rosnących na mogiłach, których czas zasadzenia w 1943 określono na trzy lata wstecz. W celu zatarcia śladów masowe groby zostały obsadzone przez NKWD sosnami. Podczas ekshumacji z 1943 członkowie międzynarodowej komisji odkrywając ten sposób działania wykonawców zbrodni, ujawniali kolejne masowe groby na terenie lasu katyńskiego wypatrując zasadzone młode sosny o analogicznej wielkości. Podczas badań ekshumacyjnych odnaleziono także masowy grób z ciałami sowieckich kobiet i mężczyzn, zamordowanych ok. 5-10 lat wcześniej, przy czym na zwłokach stwierdzono skrępowanie sznurami w taki sam sposób jaki zastosowano wobec polskich oficerów mordowanych w 1940 i spoczywających obok. Badania ekshumacyjne z 1943 ustaliły, że sznur był każdorazowo ucięty na podobną długość, był pochodzenia rosyjskiego. Ponadto na ciałach ofiar ujawniono pchnięcia czterograniastymi bagnetami, których w 1940 używali jedynie Rosjanie.
7 czerwca 1943 roku na polecenie Niemców Komisja Techniczna PCK przerwała prace przed zakończeniem ekshumacji ostatniego, ósmego grobu, z którego nie wydobyto ok. 200 zwłok. Niemcy zajęli się w tym czasie ekshumacjami ofiar mordu w Winnicy. W końcu września 1943 roku teren Katynia opanowała Armia Czerwona.
Dokumentacja badań w czasie wojny znalazła się w Instytucie Medycyny Sądowej w Krakowie. Pod koniec wojny zaginęła (zachowały się jej kopie, tzw. Archiwum Robla, odnalezione wiosną 1991 roku w skrytce w Instytucie Ekspertyz Sądowych w Krakowie). Niemieckie protokoły badań podające liczbę 4143 ekshumowanych zwłok zostały podpisane przez członków Międzynarodowej Komisji Lekarskiej (MKL) złożonej z przedstawicieli medycyny sądowej i kryminologii uniwersytetów europejskich. Byli to: dr Reimond Speleers z Belgii, dr Marko Markow z Bułgarii, dr Helge Tramsen z Danii, dr Arno Saxén z Finlandii, dr Vincenzo Mario Palmieri z Włoch (po wojnie atakowany przez Włoską Partię Komunistyczną na polecenie ZSRR), dr Herman Maximilien de Burlet z Holandii, dr François Naville ze Szwajcarii, dr František Hájek z Czech, dr Alexandru Birkle z Rumunii, dr František Šubik ze Słowacji, dr Ferenc Orsós z Węgier (wybrany przez członków zespołu na jego przewodniczącego) i dr Eduard Miloslavić z Chorwacji. Dwóch z nich – prof. Hájek z Czech i prof. Markow z Bułgarii – po wojnie zostało zmuszonych do złożenia oświadczenia odwołującego swoje podpisy. Żaden inny członek komisji, jak np. prof. F. Naville ze Szwajcarii, znajdujący się poza radziecką sferą wpływu, nie złożył podobnego oświadczenia. Na podstawie prac komisji pod przewodnictwem dr. Mariana Wodzińskiego został przez Kazimierza Skarżyńskiego przygotowany poufny raport PCK (opublikowany w 1955 roku w Paryżu, a w 1989 roku w Polsce) podający liczbę 4243 ekshumowanych zwłok. PCK ustalił, że w grobach katyńskich znajdują się ciała ok. 4400 oficerów, a nie 10–12 tys., jak podawała propaganda niemiecka, lub 11 tys., jak podawała propaganda radziecka.

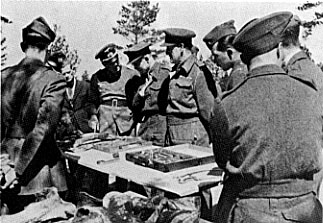
Oficerowie brytyjscy i amerykańscy (jeńcy) przywiezieni do Katynia na oględziny ekshumacji
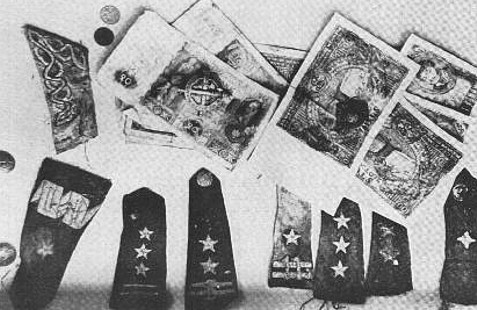
Polskie banknoty i naramienniki znalezione w badanych mogiłach
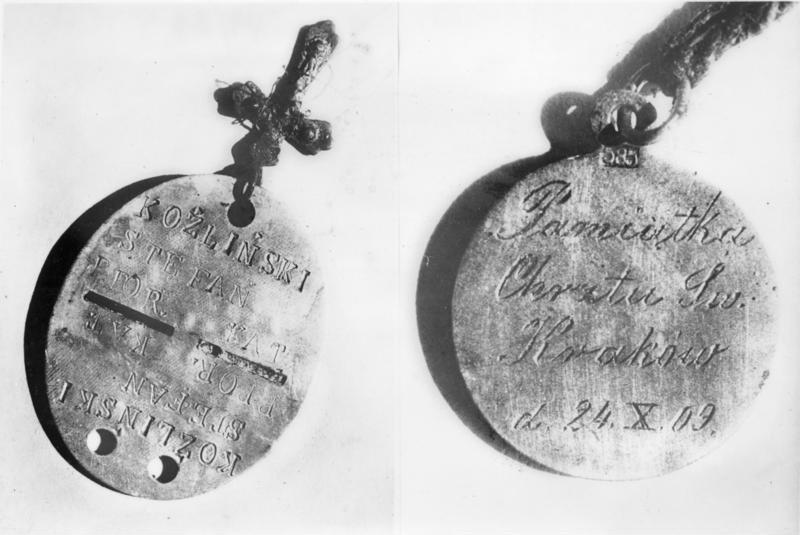
Odnalezione w Katyniu: nieśmiertelnik i pamiątkowy medalik chrzcielny

## Fałszowanie i zatajanie zbrodni – kłamstwo katyńskie
W 1943 roku rozpoczął się okres fałszowania i zatajania zbrodni katyńskiej, co jest określane przez historyków mianem „kłamstwa katyńskiego”.

### ZSRR
W odpowiedzi na komunikat Radia Berlin radio moskiewskie 15 kwietnia 1943 roku nadało komunikat Sowinformbiura (Sowieckiego Biura Informacyjnego), który 16 kwietnia 1943 roku opublikowano również w gazecie „Prawda”. Komunikat radziecki oskarżał o zbrodnię Niemców i stwierdzał, że polscy jeńcy wojenni pracowali w 1941 roku na robotach budowlanych na zachód od Smoleńska i latem 1941 roku wpadli w ręce wojsk niemieckich. Po zwróceniu się rządu polskiego do Międzynarodowego Czerwonego Krzyża „Prawda” opublikowała artykuł pt. Polscy wspólnicy Hitlera, a w nocy z 25 na 26 kwietnia polski ambasador Tadeusz Romer otrzymał notę o zerwaniu stosunków dyplomatycznych.
We wrześniu 1943 roku, po wyparciu armii niemieckiej ze Smoleńszczyzny, w Katyniu natychmiast przystąpiła do pracy specjalna ekipa funkcjonariuszy NKWD i kontrwywiadu wojskowego Smiersz kierowana przez Wsiewołoda Mierkułowa, Leonida Rajchmana i Siergieja Krugłowa. Odgrodziła ona miejsce pochówku, otworzyła mogiły i utworzyła dwa nowe miejsca pochowania zwłok. Funkcjonariusze NKWD umieszczali w grobach sfałszowane dokumenty, przygotowywali fałszywych świadków, a niewygodnych likwidowali lub skazywali na wieloletnie więzienie. Działania te trwały trzy miesiące, do stycznia 1944 roku; w tym okresie dostęp do mogił mieli wyłącznie funkcjonariusze NKWD.
Po zakończeniu tych przygotowań, uchwałą z dnia 13 stycznia 1944 roku Biuro Polityczne KC WKP(b) powołało tzw. „Specjalną komisję ds. ustalenia i przeprowadzenia śledztwa okoliczności rozstrzelania w lesie katyńskim polskich jeńców wojennych przez niemiecko-faszystowskich najeźdźców”, kierowaną przez akademika Nikołaja Burdenkę, znaną jako tzw. Komisja Burdenki. W jej skład weszli m.in. pisarz Aleksiej Tołstoj oraz dostojnik podporządkowanej NKWD Rosyjskiej Cerkwi Prawosławnej, egzarcha Ukrainy, metropolita kijowski i halicki Mikołaj, natomiast w jej składzie nie było nikogo z innych krajów niż ZSRR, a nawet z zależnych od Kremla Związku Patriotów Polskich czy armii Berlinga.
Komisja Burdenki pracowała w Katyniu w dniach 13–24 stycznia 1944 roku (wcześniej jej członkowie nie mieli dostępu do miejsca pochowania zwłok), przeprowadziła pewną liczbę ekshumacji i przesłuchań przygotowanych przez NKWD świadków, a także odnalazła sfałszowane przez NKWD dokumenty. Na tej podstawie członkowie Komisji podpisali końcowy komunikat, również przygotowany przez służby specjalne, wskazujący na winę Niemców – polscy jeńcy wojenni mieli zostać wiosną 1940 roku umieszczeni bez prawa do korespondencji w trzech obozach nr 1-ON, 2-ON, 3-ON (specjalnego przeznaczenia) w rejonie Smoleńska, a następnie zamordowani przez Niemców jesienią 1941 roku. Komunikat ten, podający fałszywe dane na temat liczby ofiar pochowanych w Katyniu (według Komisji Burdenki w Katyniu pochowano ok. 11 tys. jeńców polskich, choć faktycznie pochowano ich tam ok. 4400), opublikowano 26 stycznia 1944 roku. W latach 1990–1994, w trakcie śledztwa w sprawie zbrodni katyńskiej prowadzonego przez rosyjską Główną Prokuraturę Wojskową, grupa śledcza pod kierunkiem płk. Aleksandra Trietieckiego przestudiowała oryginalne dowody zebrane przez Komisję Burdenki i przesłuchała świadków, po czym ustaliła, że Komisja dopuszczała się fałszerstw, by wykazać winę Niemców.
Po przejściu frontu wschodniego i zajęciu Katynia przez Armię Czerwoną z września 1943, w Katyniu 30 stycznia 1944 odbyły się uroczystości żałobne upamiętniające ofiary zbrodni katyńskiej, w których uczestniczyli żołnierze 1 Korpusu Polskich Sił Zbrojnych w ZSRR; w ich trakcie w wygłoszonych przemówieniach wersję sprawstwa Niemców pomordowania polskich oficerów potwierdzili gen. Zygmunt Berling, mjr Aleksander Zawadzki i podczas kazania ks. mjr Wilhelm Kubsz.
3 marca 1959 roku Aleksandr Szelepin, przewodniczący KGB, w tajnej notatce nr N-632-Sz (Н-632-Ш), zwanej przez historyków notatką Szelepina, zaproponował Nikicie Chruszczowowi zniszczenie 21 857 teczek personalnych ofiar zbrodni katyńskiej – jak się wyraził: osób byłej burżuazyjnej Polski – jako nieprzydatnych zarówno operacyjnie, jak i historycznie, a zachowanie jedynie protokołów tzw. trójki NKWD mieszczących się w oddzielnej teczce. Prof. Wojciech Materski, członek Polsko-Rosyjskiej Grupy do Spraw Trudnych, stwierdził jednak w maju 2010 roku, że w archiwach pozostałych po ZSRR nie ma żadnych dowodów na zniszczenie teczek personalnych ofiar zbrodni katyńskiej i można powiedzieć z dużą dozą prawdopodobieństwa, że nadal znajdują się w archiwach. Analogiczne stanowisko zajęli prof. Krzysztof Jasiewicz i były konsul generalny RP w Moskwie dr Michał Żurawski.
W 1969 roku, w epoce Leonida Breżniewa, główny pomnik wojenny na Białorusi upamiętniający ofiary zbrodni nazistowskich został zbudowany przez władze radzieckie w niewielkiej wiosce o nazwie Chatyń. Według brytyjskiego historyka Normana Daviesa wieś tę wybrano celowo, w celach dezinformacyjnych, ze względu na podobieństwo jej nazwy do Katynia. Rosyjski historyk Natalia Lebiediewa uważa, że chodziło o to, by powiązać zbrodnię katyńską z Niemcami. Później do Chatynia zapraszano wielu gości zagranicznych, w tym Richarda Nixona, Urho Kekkonena, Fidela Castro, Rajiva Gandhiego, Jasera Arafata i Jiang Zemina. W tym samym czasie działania na rzecz upamiętnienia ofiar zbrodni katyńskiej podejmowane w Europie Zachodniej wywoływały protesty dyplomatyczne ZSRR (jak w przypadku Pomnika Katyńskiego w Londynie w 1976 roku).
Informacje oskarżające Niemców zamieszczono m.in. w powojennym (drugim) wydaniu Wielkiej Encyklopedii Radzieckiej, natomiast w wydaniu trzecim z lat 70. XX w. hasło o Katyniu nie pojawiło się (znalazło się tam jednak hasło o Chatyniu na Białorusi).
W 1978 roku w Katyniu utworzono zespół upamiętniający – wybudowano betonowe stele z marmurowymi zwieńczeniami, na których umieszczono po polsku i rosyjsku fałszywy napis: Ofiarom faszyzmu – oficerom polskim rozstrzelanym przez hitlerowców w 1941 roku. Przy wejściu do Lasu Katyńskiego postawiono także pomnik poświęcony 500 jeńcom radzieckim rzekomo rozstrzelanym przez Niemców w trakcie ekshumacji w 1943 roku (zdarzenie takie w rzeczywistości nie miało miejsca i pomnik usunięto w 1990 roku).
W latach 1989–1990 sprawę zbrodni katyńskiej badał na własną rękę mjr Oleg Zakirow, funkcjonariusz KGB, który dotarł do bezpośrednich świadków zbrodni, dawnych pracowników smoleńskiego NKWD. Trzech z nich opowiedziało dramatyczną historię więźnia, który zabił konwojenta, przedostał się do zbrojowni i otworzył ogień. Według relacji zebranych przez Zakirowa funkcjonariusze NKWD przez trzy dni nie potrafili go zabić, zalewali piwnicę wodą z pompy strażackiej, a potem otruto go gazem. Zakirow wystąpił z KPZR, a za samowolne śledztwo został zwolniony z KGB. W 1998 roku w obawie o swoje życie wyjechał z rodziną do Polski, gdzie w 2002 roku otrzymał polskie obywatelstwo.

### Proces norymberski
Zbrodnia katyńska została podniesiona w 1946 roku podczas procesu norymberskiego, gdy prokurator ZSRR Roman Rudienko wniósł akt oskarżenia o ludobójstwo ok. 11 tys. polskich oficerów w Katyniu przez III Rzeszę. Oskarżyciel sowiecki Pokrowski mówił o zamordowaniu 15.000 oficerów polskich, jeńców wojennych, w lesie katyńskim pod Smoleńskiem, przypisując tę zbrodnię Niemcom. Do akt sądowych włączono sprawozdanie Komisji Burdenki i prokuratorzy radzieccy zażądali, by Trybunał przyjął je bez dowodów i przesłuchiwania świadków. Sędziowie nie wyrazili na to zgody i postanowili przesłuchać trzech świadków oskarżenia i trzech świadków obrony (prof. W. I. Prozorowski, prof. Bazylewski i Bułgar prof. Marko Markow). Prozorowski stwierdził, że ponad wszelką wątpliwość oficerowie polscy byli pogrzebani jesienią 1941, Bazylewski podał, że jeńcy polscy byli w Kozielsku w sierpniu 1940, gdy spędzał tam urlop (zatem według niego nie mogli zostać zabici wiosną 1940), natomiast Markow zmienił swoje wcześniejsze stanowisko z czasu uczestnictwa w Międzynarodowej Komisji i poinformował, że jej członkowie podpisali raport pod presją niemiecką i stwierdził, że zrobili to Niemcy. Później okazało się, że Markow zmienił swoje stanowisko po wytoczeniu mu procesu w Bułgarii po zajęciu tego kraju przez Sowietów.
Przesłuchania ujawniły nieścisłości i błędy w komunikacie Komisji Burdenki: w szczególności ustalono, że w Katyniu stacjonowała niemiecka jednostka 537 – sztab 537 Pułku Łączności, a dowodził nim płk Ahrens (a nie, jak podano w komunikacie Komisji Burdenki, Arnes). Na żądanie obrony Hermanna Göringa, oskarżonego o zbrodnię katyńską, płk Ahrens został przesłuchany jako świadek. Przybył on do Katynia dopiero w listopadzie 1941 roku, wobec czego wezwany został jego poprzednik, płk. Bedenk, a także zwierzchnik obu oficerów gen. Oberhäuser. Ich zeznania, mimo starań oskarżycieli sowieckich, oczyściły ich od stawianych im zarzutów.
W akcie oskarżenia, na wniosek prokuratury ZSRR, widniał zapis o zbrodni katyńskiej dokonanej przez faszystów jako zbrodni ludobójstwa, co jest podnoszone jako dowód prawa międzynarodowego przez Polskę, ponieważ ZSRR na procesie norymberskim, poprzez akt oskarżenia prokuratora Romana Rudienki, sam nadał zbrodni katyńskiej taką kwalifikację prawną. Prawna ocena zbrodni katyńskiej jako ludobójstwa nie jest uznawana przez władze Federacji Rosyjskiej. W dalszym przebiegu procesu norymberskiego kwestia zbrodni katyńskiej nie była już podnoszona. W wyroku Trybunału kwestia odpowiedzialności za zbrodnię katyńską została pominięta z braku dowodów
Dopiero po 60 latach wyszło na jaw, dlaczego po przesłuchaniu świadków zbrodnia katyńska już nie została poruszona w procesie: Decydujący impuls do tych działań dał były niemiecki oficer Fabian von Schlabrendorff, który nieoficjalnie był jednym z doradców amerykańskiej delegacji: Schlabrendorff w czasie wojny stacjonował w Smoleńsku i odwiedzał groby w Lesie Katyńskim. Kiedy dowiedział się, że główny sowiecki oskarżyciel Roman Rudenko chciał przypisać zbrodnię katyńską Niemcom, przekonał byłego szefa amerykańskiego wywiadu OSS, generała Williama Donovana, który był doradcą Roberta Jacksona, głównego oskarżyciela USA w Norymberdze, że nie może być wątpliwości co do sowieckiego sprawstwa. Schlabrendorff był dla Amerykanów wiarygodny, ponieważ brał udział w dwóch zamachach na Adolfa Hitlera. Jackson po rozmowie z Schlabrendorffem blokował sowieckie kłamstwo katyńskie.

### Europa Zachodnia i USA
Wielka Brytania, której zależało na sojuszu z ZSRR, doradzała rządowi polskiemu wstrzemięźliwość i umiar. 15 kwietnia 1943 roku premier Wielkiej Brytanii Winston Churchill stwierdził w rozmowie z gen. Sikorskim: Są rzeczy, które, choć wiarygodne, nie nadają się do tego, by mówić o nich publicznie. W rozmowie z ambasadorem radzieckim w Londynie Majskim Churchill oświadczył, że nawet jeśli wersja niemiecka jest prawdziwa, to i tak nie zmieni to stanowiska Londynu wobec Moskwy, ponieważ jest zainteresowany jak najszybszym pokonaniem wspólnego wroga. Dwukrotnie jeszcze napomknął Majskiemu o swoich wątpliwościach, łagodząc je stwierdzeniem, że „na wojnie wszystko się zdarza”.
Nieliczni, jak brytyjski ambasador przy Rządzie RP na uchodźstwie sir Owen O’Malley, polityk sir Douglas Lloyd Savory czy pisarz Louis FitzGibbon, starali się dociec, kim byli sprawcy. Tajny raport O’Malleya z 24 maja 1943 roku potwierdzający winę Sowietów, wywołał irytację rządu brytyjskiego.
Stany Zjednoczone również nie chciały dopuścić do rozpadu koalicji z udziałem ZSRR; przez kilka lat podtrzymywały tezy radzieckie i tuszowały przypadki prób ujawnienia prawdy. W 1945 roku amerykański podpułkownik John H. Van Vliet, przywieziony w maju 1943 roku przez Niemców wraz z innymi jeńcami wojennymi do Katynia, złożył pisemny raport na temat zbrodni katyńskiej gen. Claytonowi Bissellowi, zastępcy dowódcy amerykańskiego wywiadu wojskowego. Raport van Vlieta został utajniony, a następnie zniknął w niewyjaśnionych okolicznościach z archiwów Pentagonu. W 1950 roku ppłk van Vliet odtworzył swój raport, a później przekazał go Komisji Katyńskiej Kongresu USA.
Mimo to w USA podejmowano działania mające na celu ujawnienie prawdy. W 1949 roku amerykański dyplomata Arthur Bliss Lane i dziennikarz Julius Epstein założyli Amerykański Komitet do Zbadania Zbrodni Katyńskiej. Sytuacja zmieniła się po kilku latach, gdy po śmierci Stalina 5 marca 1953 roku Stany Zjednoczone, mając nadzieję na lepsze relacje z ZSRR, zaprzestały podejmowania kolejnych prób wyjaśnienia zbrodni. Strona amerykańska uważała, że szukanie odpowiedzialnych za zbrodnię katyńską przeszkadzałoby w relacjach z Sowietami.

### Polska

Broszura Zarządu Propagandy Wojska Polskiego z 1981 roku prezentująca radziecką wersję zbrodni katyńskiej przypisującą ją Niemcom

Mimo doniesień osób będących świadkami ekshumacji pomordowanych w Katyniu w kraju nie było pewności co do sprawców mordu. W swoich zeznaniach przed komisją Kongresu USA w sprawie katyńskiej Ferdynand Goetel zeznawał, że gdy wrócił z Katynia do Warszawy złożyć relację władzom Państwa Podziemnego spotkał się z powszechnym przekonaniem, że zbrodni dokonali Niemcy (opinię taką wyrażał również gen. Bór-Komorowski). Inaczej sprawę postrzegała osoba z przeciwstawnego obozu politycznego - Władysław Gomułka, który w swoich pamiętnikach pisanych w latach 70. twierdził, że większość ludności polskiej uważała kolportowane przez niemiecką propagandę informacje o Katyniu za prawdziwe.
W dniu 29 września 1944r. w wyzwolonej części Warszawy (Praga) ukazuje się  Biuletyn Informacyjny (Komendy m. st. Warszawy) Nr 5 wydawanym dla Warszawy-Pragi pojawia się  w nim obszerny artykuł wyjaśniający Zbrodnie Katyńską "11 000 najlepszych synów narodu padło z rąk niemieckiego oprawcy - wykazano to w sposób niezbyty, nie ulegający wątpliwości" 
Również zależne od ZSRR polskie instytucje miały wkład we wspieranie wersji o niemieckim sprawstwie mordu – dotyczy to m.in. Wandy Wasilewskiej, gen. Zygmunta Berlinga i gen. Leona Bukojemskiego. Wiosną 1945 roku z polecenia ministra sprawiedliwości Henryka Świątkowskiego podjęto śledztwo dotyczące zbrodni na polskich oficerach w Katyniu. Jego prowadzenie powierzono, pod nadzorem znanego później profesora prawa, a wtedy prokuratora Jerzego Sawickiego, doktorowi Romanowi Martiniemu, przedwojennemu podprokuratorowi Sądu Okręgowego w Kielcach. Śledztwo prowadził niespełna rok. Został zamordowany 30 marca 1946 roku przez 17-letnią dziewczynę i jej narzeczonego. Według różnych źródeł katyńskie śledztwo miało predefiniowany cel (wykazanie winy Niemców), ale za sprawą prokuratora Martiniego toczyło się w innym kierunku (winy ZSRR), co mogło być przyczyną inscenizacji jego śmierci. Podczas swojej pracy Roman Martini miał odnaleźć tajny raport z 10 czerwca 1940 autorstwa kierownika zarządu NKWD obwód Mińsk, potwierdzający likwidację trzech polskich obozów jenieckich, Kozielsk, Ostaszków i Starobielsk, na wiosnę 1940 (tzw. „raport Tartakowa”).
W specjalnym oświadczeniu z lutego 1952 rząd Józefa Cyrankiewicza, odnosząc się do działań tzw. „specjalnej komisji Izby Reprezentantów dla sprawy Katynia”, oświadczył m.in., iż wymordowanie w Katyniu tysięcy oficerów i żołnierzy polskich było dziełem zbrodniarzy hitlerowskich. Władysław Gomułka, I sekretarz KC PZPR w latach 1956–1970, pisał odnośnie do sprawy katyńskiej w swoich pamiętnikach wspominając czas okupacji: „Osobiście nie miałem też najmniejszych wątpliwości, iż oficerów polskich osadzonych w obozach jenieckich w ZSRR wymordowali Niemcy. (…) w początkach maja 1943 r. zamieściłem w „Głosie Warszawy” własny obszerny artykuł oskarżający Niemców o dokonanie zbrodni w Katyniu. (…) Eliminowałem go z całą świadomością z wykazu moich publikacji okupacyjnych, miałem bowiem już przy ich wyborze do edycji zupełnie inny pogląd na zbrodnię katyńską. (…) Z całą pewnością nie napisałbym owego artykułu, gdybym znał wtedy podstawowe okoliczności wskazujące na winnych zgładzenia polskich oficerów w Katyniu. Ale też, gdybym już wówczas rozporządzał dowodami, że zbrodni tej dokonano w 1940 r. również z całą pewnością nie obwiniałbym o nią ZSRR, lecz popierał bez najmniejszych wahań (…) oświadczenie Radzieckiego Biura Informacyjnego (…). Bywają sytuacje, kiedy w imię najżywotniejszych interesów narodu nawet brudne kłamstwo należy przybierać w szaty prawdy. (…) Widzieliśmy, jak zareagował Stalin na ustosunkowanie się rządu Sikorskiego do rewelacji Niemców o odkryciu grobów oficerów polskich. (…) Nie ulega (…) wątpliwości, że gdyby Churchill solidaryzował się z postępowaniem rządu Sikorskiego w sprawie Katynia – co siłą rzeczy musiałby wpierw uzgodnić z prezydentem Stanów Zjednoczonych – reakcja Stalina nie mogłaby się sprowadzić jedynie do zerwania stosunków przez ZSRR z Wielką Brytanią i Stanami Zjednoczonymi, jak to miało miejsce w stosunku do rządu polskiego, lecz zmusiłaby rząd radziecki do szukania porozumienia z Niemcami hitlerowskimi i zawarcia z nimi separatystycznego pokoju. Jasne jest (…), że rozbicie koalicji antyhitlerowskiej – o co zawsze zabiegali Niemcy (…) – zapobiegłoby klęsce wojennej Rzeszy hitlerowskiej, umożliwiłoby jej wyjście z wojny w charakterze zwycięzcy przy znacznym rozszerzeniu jej przedwojennego terytorium. (…) Ale nade wszystko rozbicie antyhitlerowskiej koalicji pociągnęłoby za sobą najgroźniejsze konsekwencje dla narodu polskiego. Zawarcie z Niemcami separatystycznego pokoju w II wojnie światowej (…) musiałoby nieuchronnie przekreślić nadzieje Polaków(…).”. Po objęciu władzy w 1956 roku Gomułka nakazał propagandzie partyjnej milczenie i nieangażowanie się w żadną wersję odpowiedzialności za mord katyński. Na spotkaniu z młodzieżą 29 października 1956 r. oświadczył, że rząd polski nie może zająć w tej sprawie stanowiska, gdyż komisje badające tę kwestię pracowały bez udziału strony polskiej. Nie pozostawił jednak wątpliwości, że odpowiedzialnością obarcza ZSRR stwierdzając, iż wchodzenie w konflikt z ZSRR byłoby sprzeczne z interesami Polski, oraz „byłoby czczą demonstracją”. Wydał polecenie aby Encyklopedia PWN w ogóle nie zamieszczała hasła Katyń, a na krzyżu katyńskim znajdującym się na Cmentarzu Powązkowskim kazał nie umieszczać żadnej daty wychodząc z założenia, że skoro nie można ze względów geopolitycznych mówić prawdy, należy wstrzymać się od głoszenia kłamstwa.
Zalecenia dla cenzorów odnośnie do opisywania śmierci polskich oficerów w Katyniu wydał Główny Urząd Kontroli Prasy, Publikacji i Widowisk (poł. lat 70). Notka informacyjna nr 2 opublikowana przez ten urząd 14 stycznia 1974 roku nakazywała aby w ocenie zbrodni katyńskiej kierować się opinią „Bolszoj Sowietskoj Encyklopedii” oraz przyjąć ocenę za „Komunikatem Komisji Specjalnej” powołanej przez władze radzieckie w 1943 roku. Zalecenia wzbraniały prób obarczenia Związku Radzieckiego odpowiedzialnością za śmierć polskich oficerów w lasach katyńskich, w publikacjach dopuszczano sformułowania zmarł bądź zginął w Katyniu, zaś w drugim przypadku dopuszczalne było określenie zgonu po lipcu 1941, nie akceptowano określenia jeńcy wojenni, lecz wskazywano za właściwe internowani, a ponadto zastrzeżono dla GUKPPiW akceptację publikacji ogłoszeń o nabożeństwach, klepsydr i nekrologów dotyczących ofiar Katynia. Za dopuszczalne sformułowanie o przyczynach śmierci polskich oficerów jakie mogło być zamieszczane w opracowaniach naukowych, pamiętnikarskich, biograficznych peerelowska cenzura uznawała formę „rozstrzelany przez hitlerowców w Katyniu”. Tomasz Strzyżewski w swojej książce o cenzurze PRL zamieścił treść tajnego dokumentu datowanego na rok 1975 z zaleceniami na temat Katynia przeznaczonego dla cenzorów.
21 marca 1980 roku na znak protestu przeciwko kłamstwu katyńskiemu na Rynku Głównym w Krakowie dokonał samospalenia Walenty Badylak, były żołnierz AK.
Informacje o zbrodni w Katyniu, bez określania sprawców tej zbrodni, zaczęły pojawiać się w podręcznikach szkolnych w PRL w połowie lat 80.

## Działania emigracji polskiej na rzecz ujawnienia prawdy
W 1948 roku w Londynie ukazał się raport Zbrodnia katyńska w świetle dokumentów, przygotowany przez polski rząd na uchodźstwie, opracowany przez Józefa Mackiewicza i Zdzisława Stahla. W 1949 roku Józef Mackiewicz opublikował w Szwajcarii, w tłumaczeniu na niemiecki swoją książkę Katyń. Zbrodnia bez sądu i kary (niem. Katyn – ungesühntes Verbrechen), która później ukazywała się w przekładach na inne języki, po angielsku jako The Katyn Wood Murders (1951). W 1962 roku w USA ukazała się głośna książka prof. Janusza Zawodnego Śmierć w lesie. Historia mordu katyńskiego (ang. Death in the Forest. The Story of the Katyn Forest Massacre).
Po wyborze Karola Wojtyły na papieża Józef Mackiewicz zaproponował w paryskiej „Kulturze”, by papież odprawił mszę za polskich oficerów i intelektualistów pomordowanych w 1940 roku. Polacy w Ameryce zebrali nawet na ten cel pieniądze, które zostały przesłane w ofierze do Rzymu. Jan Paweł II jednak odmówił, a władze kościelne zerwały dotychczasowe kontakty z Mackiewiczem.

## Komisja Śledcza Kongresu USA (1951–1952)
22 grudnia 1952 roku specjalna komisja Kongresu Stanów Zjednoczonych, która po staraniach Kongresu Polonii Amerykańskiej badała sprawę, ogłosiła raport końcowy ze swoich prac (tzw. raport Maddena), w którym za winnych zbrodni katyńskiej uznała Sowietów i wezwała społeczność międzynarodową do powołania międzynarodowego trybunału dla osądzenia tej zbrodni. Komisja uznała wymordowanie polskich oficerów za jedną z najbardziej barbarzyńskich zbrodni międzynarodowych w historii świata i zarekomendowała rządowi amerykańskiemu przedstawienie sprawy Organizacji Narodów Zjednoczonych.

## Oficjalne ujawnienie odpowiedzialności władz ZSRR

### Ujawnienie odpowiedzialności NKWD w 1990 roku
W związku z pierestrojką w 1987 roku utworzono w porozumieniu z ówczesnym przywódcą ZSRR Michaiłem Gorbaczowem mieszaną polsko-radziecką komisję historyków partyjnych (PZPR i KPZR) do wyjaśnienia białych plam w historii wzajemnych stosunków. Jej prace dotyczyły także zbrodni katyńskiej. Przewodniczącym delegacji polskiej został prof. Jarema Maciszewski; stronę radziecką reprezentował prof. Georgij Smirnow. Na pierwszym posiedzeniu komisji w maju 1987 r. polska delegacja zreferowała swoje stanowisko w sprawie Katynia podważając wiarygodność prac komisji Burdenki oraz wystąpiła o dopuszczenie jej do radzieckich materiałów archiwalnych dotyczących zaginionych polskich oficerów. Prof. Smirnow stanowisko polskie uznał za uleganie propagandzie antyradzieckiej, ale poprosił stronę polską o sporządzenie ekspertyzy w tej sprawie, która miała stać się podstawą dalszej dyskusji. Na następnym posiedzeniu komisji wspólnej w marcu 1988 r. w Warszawie strona radziecka okazała się być nieprzygotowana do dyskusji na temat Katynia. Odebrała jedynie ekspertyzę strony polskiej, w której stwierdzono, że „brak jakichkolwiek nowych dokumentów radzieckich w tej sprawie nie pozwala na osłabienie argumentacji przemawiającej za winą NKWD”. Ostatnie posiedzenie komisji wspólnej odbyło się w końcu listopada 1988 r. Strona polska zażądała ustosunkowania się strony radzieckiej do polskiej ekspertyzy w sprawie Katynia. Ponieważ jednak do tego nie doszło strona polska postanowiła jednostronnie opublikować ekspertyzę (ukazała się m.in. w piśmie „Odrodzenie” z 18 II 1989 i nr 11 z 18 III 1989).
13 kwietnia 1990 roku podczas wizyty prezydenta RP Wojciecha Jaruzelskiego w Moskwie, Michaił Gorbaczow przekazał pochodzące z radzieckich archiwów dokumenty dotyczące zbrodni katyńskiej, po raz pierwszy oficjalnie przyznając, że zbrodni dokonało NKWD. Tego samego dnia w oświadczeniu państwowej agencji TASS oznajmiono, że bezpośrednią odpowiedzialność za zbrodnię katyńską ponoszą Beria, Mierkułow i ich pomocnicy. W komunikacie tym, zatwierdzonym tajną uchwałą Biura Politycznego KC KPZR z 7 kwietnia 1990 roku, padło stwierdzenie: Strona radziecka, wyrażając ubolewanie w związku z tragedią katyńską, oświadcza, że jest ona jedną z ciężkich zbrodni stalinizmu.
Pod koniec istnienia ZSRR wielką rolę w ujawnieniu prawdy o zbrodni katyńskiej odegrali Rosjanie, przełamujący opory władz: historycy, dziennikarze i osoby, które – jak pisała w 1990 roku gazeta „Moskowskije nowosti” – nie ugięły się pod naciskami lub restrykcjami i wykazały ludzką godność. Publikację komunikatu agencji TASS w dniu 13 kwietnia 1990 roku należy jednak zestawić z tym, że Michaił Gorbaczow musiał od początku pełnienia funkcji przywódcy ZSRR znać treść teczki specjalnej nr 1 (dokumenty dotyczące zbrodni katyńskiej przechowywano w ZSRR m.in. w tzw. „teczce specjalnej nr 1”, która jako jedna z najważniejszych tajemnic państwowych była przekazywana przywódcy KPZR przy objęciu władzy wraz z kodami do broni jądrowej), ponadto w listopadzie 1990 roku zainicjował skierowaną przeciwko Polsce akcję propagandową znaną jako tzw. „anty-Katyń” mającą relatywizować zbrodnię katyńską).
Po ujawnieniu oświadczenia w TASS w 1990 ostatni premier Edward Szczepanik, a następnie rząd RP na uchodźstwie domagali się wskazania wszystkich pozostałych miejsc kaźni i pochówków polskich żołnierzy, a także zażądał przeprosin, odszkodowań i zadośćuczynienia od Związku Sowieckiego. Żądania odszkodowania i ujawnienia szczegółów zbrodni katyńskiej powtórzyła również VIII Rada Narodowa Rzeczypospolitej Polskiej w rezolucji z 28 lipca 1990.

### Ujawnienie teczki specjalnej nr 1 w 1992 roku
14 października 1992 roku na polecenie prezydenta Borysa Jelcyna naczelny archiwista państwowy Rosji Rudolf Pichoja przekazał prezydentowi Lechowi Wałęsie uwierzytelnione kopie dokumentów z teczki specjalnej nr 1, w tym kopie uchwały Biura Politycznego KC WKP(b) z 5 marca 1940 roku i notatki Szelepina z 3 marca 1959 roku. Dokumenty opublikowano w 1992 roku w Polsce w zbiorze Katyń. Dokumenty ludobójstwa, a w Rosji w pierwszym numerze miesięcznika „Woprosy istorii” z 1993 roku. Wtedy też otwarto na pewien czas dla polskich historyków część archiwów postradzieckich. 25 sierpnia 1993 roku w czasie wizyty w Polsce prezydent Rosji Borys Jelcyn złożył kwiaty pod Krzyżem Katyńskim na Cmentarzu Wojskowym na Powązkach i wypowiedział słowo: „Wybaczcie” (ros. Простите).

## Cmentarze wojenne: Katyń, Miednoje, Charków, Bykownia

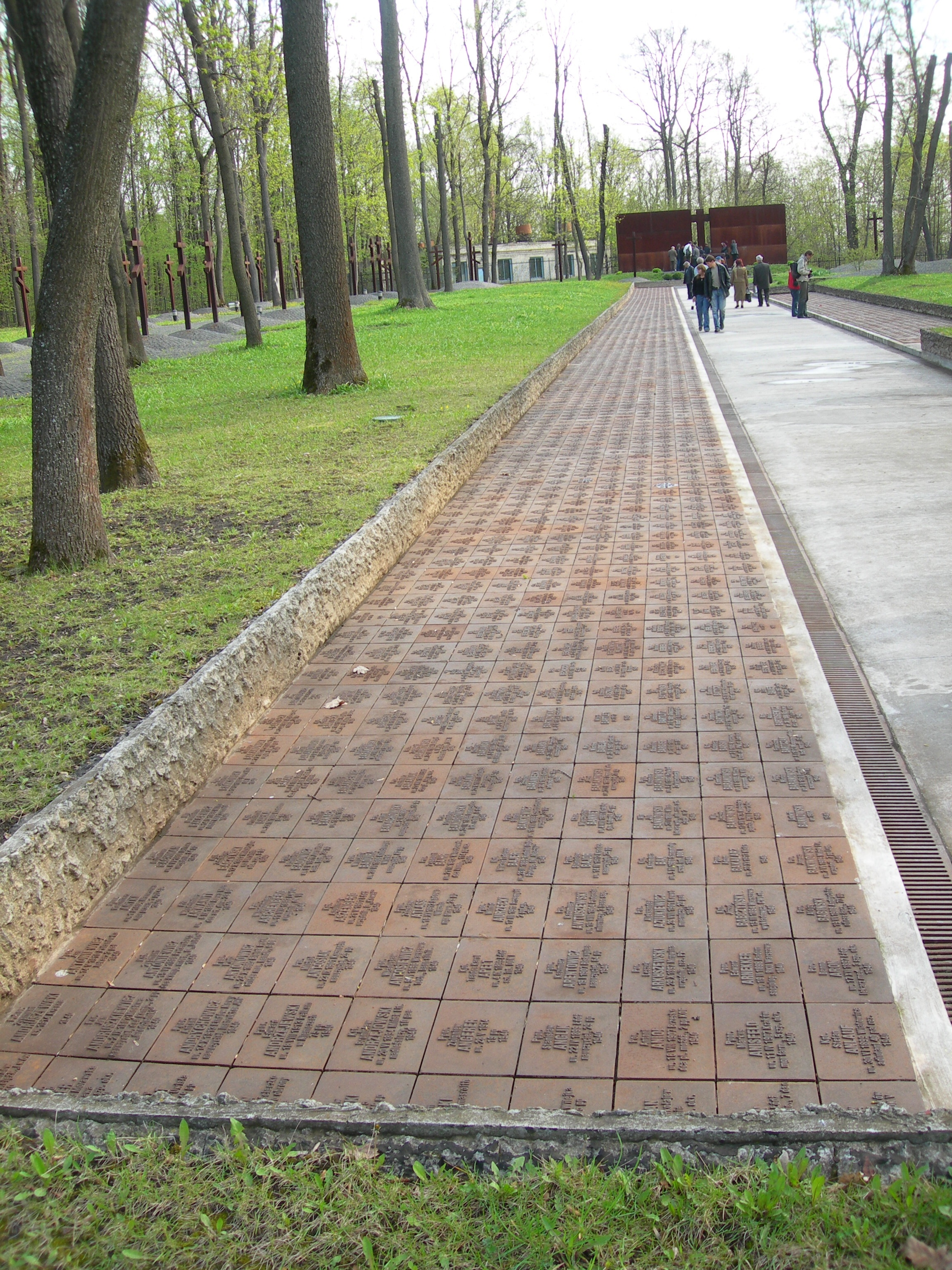
Cmentarz Ofiar Totalitaryzmu w Charkowie – tabliczki z nazwiskami polskich oficerów z obozu w Starobielsku

W 1994 zostały zawarte dwie kluczowe umowy: - 22 lutego - między Rządem Rzeczypospolitej Polskiej a Rządem Federacji Rosyjskiej o grobach i miejscach pamięci ofiar wojen i represji oraz - 21 marca -  między Rządem Rzeczypospolitej Polskiej a Rządem Ukrainy o ochronie miejsc pamięci i spoczynku ofiar wojny i represji politycznych, które umożliwiły m.in. dokonywanie ekshumacji szczątków ofiar totalitaryzmu, jak również godne ich upamiętnienie. Umowy te stanowiły główną podstawę wybudowania następujących cmentarzy wojennych:
- Cmentarz Ofiar Totalitaryzmu w Charkowie, otwarty 17 czerwca 2000 (ok. 3800 jeńców obozu w Starobielsku i ok. 500 niezidentyfikowanych ofiar[131])
- Polski Cmentarz Wojenny w Katyniu, otwarty 28 lipca 2000 (ok. 4400 jeńców obozu w Kozielsku)
- Polski Cmentarz Wojenny w Miednoje, otwarty 2 września 2000 (ok. 6300 jeńców obozu w Ostaszkowie)
- Polski Cmentarz Wojenny w Bykowni, otwarty 21 września 2012 (1992 obywateli polskich zamordowanych przez NKWD w 1940, w tym ofiary z ukraińskiej listy katyńskiej)[132]

## Domniemane nowe miejsca ukrycia zwłok ofiar
W 1998 roku pojawiły się informacje, że groby polskich jeńców wojennych zamordowanych w 1940 roku przez NKWD mogą się znajdować w miejscowości Tawda na Uralu. Według przypuszczeń historyków ofiary figurujące na tzw. białoruskiej liście katyńskiej mogły zostać pogrzebane w Kuropatach pod Mińskiem (wymieniano również kilka innych miejsc w rejonie Mińska, m.in. Mały Trościeniec, a ponadto Głębokie w obwodzie witebskim). Wysunięto hipotezę, że masowe groby ofiar zbrodni katyńskiej mogą się znajdować w kilku miejscach w okolicach Charkowa (Aleksiejewka, Bezludówka, Sokolniki, Dergacze). Jako miejsce możliwego pochówku osób zamordowanych na podstawie rozkazu katyńskiego wskazywano również Włodzimierz Wołyński, gdzie w 2011 roku polscy badacze rozpoczęli prace archeologiczne. W 2014 zostało ujawnione zeznanie amerykańskiego oficera ppłk. Johna Van Vlieta jr. sporządzone w 1945, który był przy ekshumacjach katyńskich w 1943 – wspomniał w nim o obozach przetrzymywania polskich jeńców w Kozielsku, Starobielsku oraz w mieście Putywl na terenie obecnej Ukrainy (podczas ekshumacji w 1943 została ujawniona lista 27 oficerów przetrzymywanych w Putywlu).

## Zbrodnia katyńska współcześnie

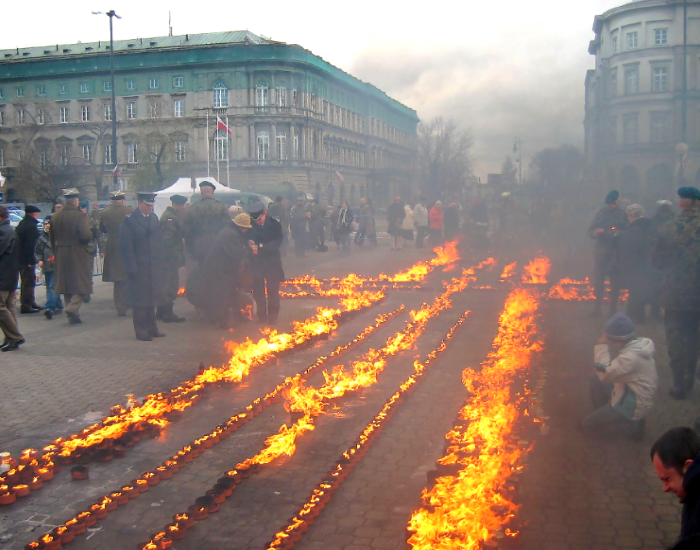
Katyń Pamiętamy – Uczcijmy Pamięć Bohaterów, obchody uroczystości na Placu Marszałka Józefa Piłsudskiego w Warszawie 10 listopada 2007 roku

### Anty-Katyń
Od 1990 roku w ZSRR i Rosji prowadzona jest akcja propagandowa, której celem jest relatywizacja zbrodni katyńskiej przez powiązanie jej z wysoką śmiertelnością wśród jeńców sowieckich w niewoli polskiej (1919–1921), rzekomo spowodowaną przez zbrodnie popełnione na jeńcach. Akcję tę, określaną przez historyków terminem „anty-Katyń”, zapoczątkował prezydent ZSRR Michaił Gorbaczow, który wydał tajne rozporządzenie nr RP-979 (РП-979) z 3 listopada 1990 roku zawierające (punkt 9) polecenie zebrania archiwaliów o tych wydarzeniach z historii stosunków dwustronnych, w których straty poniosła strona sowiecka. W późniejszym okresie akcja ta była kontynuowana przez władze rosyjskie.

### Negowanie odpowiedzialności władz stalinowskich
Pomimo oficjalnego uznania przez ZSRR, a następnie Federację Rosyjską, odpowiedzialności Stalina i NKWD za zbrodnię katyńską oraz ujawnienia wielu tajnych dokumentów, wina władz stalinowskich jest negowana przez rosyjskie ugrupowania nacjonalistyczne i komunistyczne, w tym Komunistyczną Partię Federacji Rosyjskiej (KPFR) i jej przywódcę Giennadija Ziuganowa. Ugrupowania te zrzucają winę na Niemców, powtarzając tezy radzieckiej propagandy z lat 1943–1989 i komunikatu Komisji Burdenki, w tym o obozach nr 1-ON, 2-ON i 3-ON. Znany z takich poglądów jest np. publicysta i inżynier metalurg z wykształcenia Jurij Muchin; prezentował je również Wiktor Iluchin, jeden z liderów Komunistycznej Partii Federacji Rosyjskiej. Według skarg rodzin ofiar zbrodni składanych od 2006 roku w Europejskim Trybunale Praw Człowieka w Strasburgu dochodzi również do negowania zbrodni katyńskiej jako historycznego faktu w wyrokach rosyjskich sądów. Odpowiedzialność władz stalinowskich za zbrodnię katyńską jest także negowana przez Komunistyczną Partię Polski, działającą obecnie w Polsce.

### Nowe śledztwa, ekshumacje i procesy sądowe
Oficjalne ujawnienie winy ZSRR umożliwiło rozpoczęcie śledztwa przez prokuraturę radziecką (potem rosyjską), współpracę z polskimi władzami, przesłuchanie żyjących świadków oraz podjęcie badań terenowych i ekshumacji w niektórych miejscach kaźni. Śledztwa w sprawie zbrodni katyńskiej planowano również w Polsce.

#### Śledztwo prokuratur wojskowych ZSRR i Rosji
9 października 1989 roku prokurator generalny PRL Józef Żyta wystosował do prokuratora generalnego ZSRR Aleksandra Suchariewa wniosek o wszczęcie śledztwa w sprawie katyńskiej. W uzasadnieniu wniosku strona polska powołała się na Konwencję Organizacji Narodów Zjednoczonych w sprawie zapobiegania i karania zbrodni ludobójstwa, uchwaloną przez ONZ 9 grudnia 1948 roku, oraz Konwencję ONZ o nieprzedawnianiu zbrodni wojennych i zbrodni przeciwko ludzkości, uchwaloną przez ONZ 26 listopada 1968 roku, ratyfikowane przez Polskę i ZSRR. Odpowiedź strony radzieckiej była początkowo negatywna, lecz później śledztwo zostało wszczęte i było prowadzone od 27 września 1990 roku do 21 września 2004 roku przez Główną Prokuraturę Wojskową początkowo ZSRR, a potem Federacji Rosyjskiej, jako tzw. „śledztwo w sprawie karnej nr 159”.

##### Śledztwo rosyjskie w latach 1990–1994
W latach 1990–1992 rosyjskim śledztwem kierował płk (w późniejszym okresie generał) Aleksandr Trietiecki, a w latach 1992–1994 ppłk Anatolij Jabłokow. W ramach postępowania m.in. przeprowadzono badania terenowe i ekshumacje w Katyniu, Miednoje i w Piatichatkach (patrz dalej) oraz przebadano dowody zgromadzone przez tzw. Komisję Burdenki, stwierdzając, że zostały sfabrykowane. Rosyjskiej grupie śledczej udało się zidentyfikować, odnaleźć i przesłuchać żyjących funkcjonariuszy NKWD, którzy mieli bezpośredni związek z rozstrzeliwaniami (w tym kluczowego świadka Dmitrija Tokariewa, który złożył obszerne zeznania). Przesłuchano m.in. Aleksandra Szelepina, który potwierdził autentyczność swojej notatki z 3 marca 1959 roku i podanych w niej faktów. Rosyjscy prokuratorzy wojskowi przeprowadzili również ekspertyzę kryminalistyczną zachowanych dokumentów, w tym uchwały Biura Politycznego KC WKP(b) z 5 marca 1940 roku, która jednoznacznie wykluczyła możliwość fałszerstwa i potwierdziła autentyczność samych dokumentów oraz złożonych na nich podpisów Stalina, Mołotowa, Woroszyłowa, Mikojana i Berii. W 1992 roku rosyjska prokuratura przekazała stronie polskiej nieuwierzytelnione kserokopie pierwszych 93 tomów akt śledztwa.
17 marca 1992 roku ppłk Anatolij Jabłokow powołał Komisję Ekspertów w składzie: Boris Nikołajewicz Topornin – dyrektor Instytutu Państwa i Prawa Rosyjskiej Akademii Nauk; Aleksandr Maksimowicz Jakowlew – kierownik wydziału prawa karnego i kryminologii Instytutu Państwa i Prawa Rosyjskiej Akademii Nauk; Inessa Siergiejewna Jażborowska – kierownik naukowy Instytutu Politologii Porównawczej Rosyjskiej Akademii Nauk; Walentyna Siergiejewna Parsadanowa – starszy pracownik naukowy Instytutu Słowianoznawstwa i Bałkanistyki Rosyjskiej Akademii Nauk; Jurij Nikołajewicz Zoria – docent katedry dyscyplin specjalnych Wojskowej Akademii Armii Radzieckiej; Lew Waleriewicz Bielajew – starszy ekspert wydziału ekspertyz medycyny sądowej Centralnego Laboratorium Medycyny Sądowej Ministerstwa Obrony Federacji Rosyjskiej. 2 sierpnia 1993 roku Komisja Ekspertów działająca przy rosyjskiej Głównej Prokuraturze Wojskowej opublikowała raport końcowy w sprawie kwalifikacji prawnej zbrodni katyńskiej, w którym stwierdziła, że była to zbrodnia przeciwko pokojowi, zbrodnia wojenna, zbrodnia przeciwko ludzkości i ludobójstwo.
13 lipca 1994 roku ppłk Anatolij Jabłokow zamknął rosyjskie śledztwo w sprawie zbrodni katyńskiej, umarzając sprawę z powodu śmierci winnych. W decyzji o umorzeniu stwierdził, że Józef Stalin i jego bliscy współpracownicy, członkowie Biura Politycznego WKP(b) – Mołotow, Woroszyłow, Kalinin, Kaganowicz, Mikojan i Beria – także szefowie NKWD-NKGB i MGB ZSRR oraz wykonawcy egzekucji są winni zbrodni przeciwko pokojowi, zbrodni wojennej i zbrodni przeciwko ludzkości, czyli zbrodni z artykułu 6 § a,b określonych w Statucie Międzynarodowego Trybunału Wojskowego w Norymberdze, oraz winni ludobójstwa obywateli polskich. Za winnych uznał także dopuszczających się fałszerstw członków radzieckiej Komisji Burdenki, twórców fałszywego aktu oskarżenia w sprawie katyńskiej przed Międzynarodowym Trybunałem Wojskowym w Norymberdze oraz wszystkich ukrywających zbrodnię katyńską do upadku ZSRR. Decyzja ppłk. Jabłokowa została zakwestionowana przez kierownictwo rosyjskiej Głównej Prokuratury Wojskowej i Prokuratury Generalnej Federacji Rosyjskiej; śledztwo powierzono innemu prokuratorowi, Siergiejowi Szałamajewowi, któremu zlecono zmianę kwalifikacji prawnej czynu na „nadużycie władzy”.

##### Śledztwo rosyjskie w latach 1994–2004

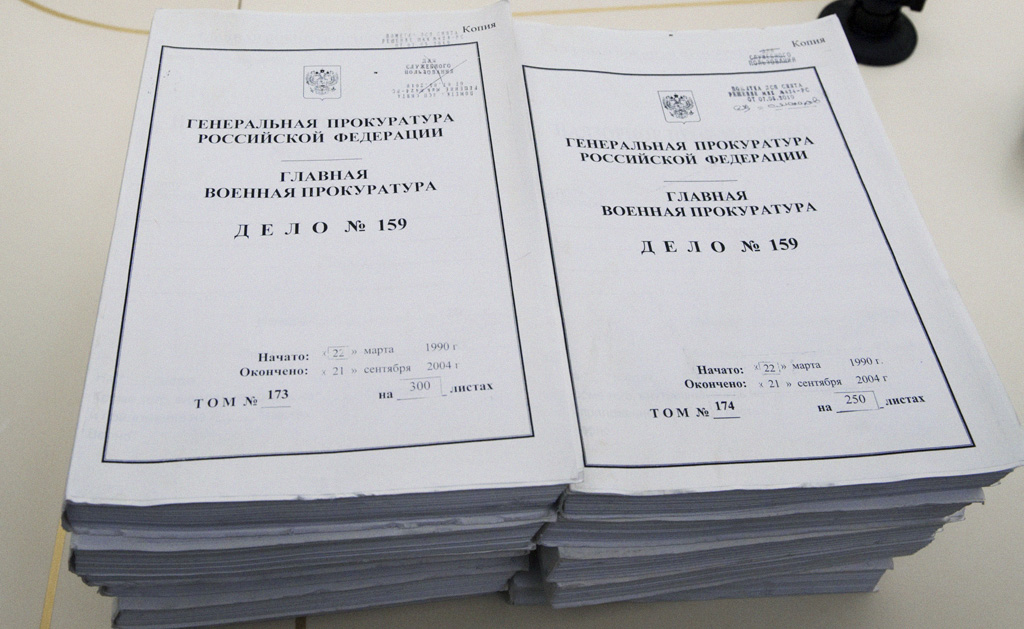
Jawne tomy rosyjskiego śledztwa w sprawie zbrodni katyńskiej (teczki w nowym układzie dokumentów)

W latach 1994–2004 śledztwo rosyjskie było prowadzone z art. 193–17 punkt b Kodeksu karnego Rosyjskiej Federacyjnej Socjalistycznej Republiki Radzieckiej z 1926 roku (nadużycie władzy mające bardzo poważne następstwa). 21 września 2004 roku płk Siergiej Szałamajew zamknął postępowanie, umarzając sprawę z powodu śmierci winnych; strona polska dowiedziała się o tym 29 września 2004 roku podczas wizyty Aleksandra Kwaśniewskiego w Moskwie. Informacja o umorzeniu śledztwa została oficjalnie ogłoszona 11 marca 2005 roku na konferencji prasowej Głównej Prokuratury Wojskowej, podczas której wystąpił rosyjski główny prokurator wojskowy gen. Aleksandr Sawienkow. W trakcie konferencji prasowej 11 marca 2005 roku gen. Sawienkow stwierdził, że ludobójstwo na narodzie polskim nie miało miejsca ani na poziomie państwowym, ani w sensie prawnym, i że sprawa została zamknięta jako wojskowe przestępstwo służbowe, związane z przekroczeniem uprawnień służbowych. Postanowienie o umorzeniu śledztwa wraz uzasadnieniem opatrzono klauzulą „ściśle tajne” i do dziś nie jest ono znane stronie polskiej. Decyzja rosyjskiej Głównej Prokuratury Wojskowej oznacza, że traktuje ona zbrodnię katyńską jako przestępstwo pospolite, a jej sprawcy są chronieni przedawnieniem. Deklaracja prezydenta Rosji Władimira Putina z 29 września 2004 roku o przekazaniu stronie polskiej całości materiałów śledztwa zgromadzonych w 183 tomach nie została zrealizowana, a 116 tomów utajniono (80 tomom nadano klauzulę „do użytku służbowego”, a 36 tomom klauzule „tajne” i „ściśle tajne”). Istotną rolę w utajnieniu akt śledztwa odegrała Federalna Służba Bezpieczeństwa (FSB), wskazując prokuratorom, które dokumenty zawierają tajemnice państwowe.
Ponieważ oświadczenie Głównej Prokuratury Wojskowej podawało tylko, czym zbrodnia katyńska nie była, 15 marca 2005 roku rosyjskie Stowarzyszenie „Memoriał” skierowało do gen. Aleksandra Sawienkowa zapytanie domagające się podania kwalifikacji prawnej. W odpowiedzi „Memoriał” otrzymał pismo gen. Walerija K. Kondratowa, naczelnika zarządu przestrzegania przepisów o bezpieczeństwie federalnym, który podał kwalifikację z art. 193 punkt 17 Kodeksu karnego RFSRR (nadużycie władzy przez osoby należące do wyższego dowództwa Armii Czerwonej). W swoim liście z 2005 roku gen. Kondratow stwierdził, że w toku śledztwa ustalono, iż w wyniku decyzji trójki NKWD zginęło 1803 obywateli polskich, z czego udało się zidentyfikować 22 osoby, i poinformował, że rozpatruje się kwestię możliwości zastosowania wobec rozstrzelanych obywateli polskich ustawy o rehabilitacji ofiar prześladowań politycznych.
W dniach 9–21 października 2005 roku trzej polscy prokuratorzy zapoznali się w Moskwie z 67 jawnymi tomami akt rosyjskiego śledztwa bez prawa wykonywania kopii. W trakcie oględzin ustalono, że są to materiały przekazane stronie polskiej w 1992 roku w 93 tomach akt śledztwa, w teczkach o innym układzie dokumentów. 67 tomów akt w nowym układzie, okazanych stronie polskiej w 2005 roku, miało pierwotnie klauzulę „ściśle tajne” nadaną w nieznanym terminie i zdjętą w 2004 roku.
Wnioski rosyjskich adwokatów kierowane w latach 2006–2008 w imieniu krewnych ofiar do Głównej Prokuratury Wojskowej o przyznanie tym krewnym statusu pokrzywdzonych w rosyjskim postępowaniu katyńskim (tzw. sprawie nr 159) oraz o dokonanie rehabilitacji zamordowanych zostały rozpatrzone negatywnie; decyzję tę podtrzymały rosyjskie sądy.
Starania o rehabilitację ofiar zbrodni podejmowało Stowarzyszenie „Memoriał”, które próbowało również zaskarżyć decyzję o utajnieniu postanowienia o umorzeniu śledztwa katyńskiego przez Główną Prokuraturę Wojskową. Działania te nie dały rezultatów; odbyło się kilkanaście rozpraw przed rosyjskimi sądami różnych instancji, które odrzucały wnioski Stowarzyszenia. 26 stycznia 2011 roku Sąd Najwyższy Rosji oddalił skargę „Memoriału” na decyzję Moskiewskiego Sądu Miejskiego w sprawie utajnienia postanowienia Głównej Prokuratury Wojskowej o umorzeniu śledztwa katyńskiego.

#### Badania terenowe w miejscach pochówku ofiar
Pierwsze prace terenowe i wykopy sondażowe prowadzono w Katyniu w 1991 roku. W czasie prac terenowych prowadzonych od 5 do 25 września 1994 roku ekipa polskich archeologów określiła lokalizację 5 pierwotnych masowych grobów polskich jeńców obozu w Kozielsku w rejonie dawnego cmentarza PCK z 1943 roku. Odnaleziono fragmenty szkieletów, rzeczy osobiste i resztki umundurowania, lecz ani jednego pewnego identyfikatora PCK pozostawionego przy zwłokach przez Komisję Techniczną PCK w 1943 roku. Mogiła nr 8, która w 1943 roku nie została ekshumowana, okazała się opróżniona w późniejszym okresie. Prace ekshumacyjne w Katyniu kontynuowano w 1995 roku; odnaleziono wówczas i zidentyfikowano szczątki gen. Bronisława Bohatyrewicza i gen. Mieczysława Smorawińskiego, a także wytyczono plan polskiego cmentarza wojennego.
Prace ekshumacyjne w Miednoje prowadzono w 1991 roku i w latach 1994–1995. Zlokalizowano masowe groby polskich policjantów z obozu w Ostaszkowie, nie znajdując mogił rosyjskich ani innych niż polskie. W 1994 roku na terenie dawnego poligonu wojskowego koło Tweru (w zupełnie innym miejscu, w dawnej zamkniętej strefie wojskowej) dzięki wskazówkom rosyjskiego zbieracza militariów ekipa polskich archeologów odnalazła dół, do którego kilkadziesiąt lat wcześniej zrzucono przedmioty osobistego użytku należące do jeńców z Ostaszkowa (policyjne znaki ewidencyjne, kubki, miski, manierki, menażki z polskimi oznaczeniami).
Badania w Piatichatkach prowadzono w latach 1991 i 1994–1996, odnajdując 15 grobów polskich i 60 grobów obywateli ZSRR. Liczbę Polaków pochowanych w tym miejscu oszacowano na ok. 4300 osób (ok. 3800 jeńców obozu w Starobielsku i ok. 500 niezidentyfikowanych ofiar, być może z tzw. ukraińskiej listy katyńskiej). W trakcie badań stwierdzono, że na przełomie lat 70. i 80. prowadzono akcję niszczenia masowych mogił za pomocą wierceń świdrami o średnicy 60 i 80 cm; zarejestrowano ponad 130 takich odwiertów.
Prace ekshumacyjne w Bykowni rozpoczęto w 1989 roku i kontynuowano w latach 2004–2011. W 2006 roku strona polska otrzymała 22 tomów akt śledztwa ukraińskiej prokuratury wojskowej w sprawie pochówków w Bykowni (umorzonego w 2001 roku); podano tam liczbę 1745 Polaków zamordowanych w Kijowie i pogrzebanych w Bykowni. Do czerwca 2011 roku w trakcie prowadzonych prac ekshumacyjnych zidentyfikowano szczątki 9 polskich ofiar znajdujących się na ukraińskiej liście katyńskiej; ogólna liczba polskich ofiar pochowanych w tym miejscu została oszacowana przez archeologów na ok. 1700.

#### Polskie śledztwa w sprawie zbrodni katyńskiej

##### Tzw. pierwsze polskie śledztwo katyńskie
Tzw. pierwsze polskie śledztwo katyńskie, toczące się w latach 1993–1995, zostało zlecone prokuraturze warszawskiej przez prokuratora generalnego Jana Piątkowskiego, ministra sprawiedliwości w rządzie Hanny Suchockiej. Śledztwo to nie przyniosło żadnych efektów, a kolejny minister sprawiedliwości, Włodzimierz Cimoszewicz, rozwiązał zespół prokuratorski. 16 lutego 1995 roku warszawska prokuratura apelacyjna uchyliła decyzję o prowadzeniu śledztwa, tym samym je zamykając. Nieoficjalnym powodem takiej decyzji miały być ustalenia polsko-rosyjskie, aby pozostawić śledztwo stronie rosyjskiej, co prawdopodobnie miało zapobiec pogorszeniu stosunków między oboma krajami.

##### Śledztwo IPN
30 listopada 2004 roku, po zakończeniu śledztwa rosyjskiego, Instytut Pamięci Narodowej wszczął nowe polskie śledztwo w sprawie zbrodni katyńskiej (sygn. S 38/04/Zk). W uzasadnieniu postanowienia o wszczęciu polskiego śledztwa katyńskiego przyjęto, że masowe zabójstwa przez rozstrzelanie, nie mniej niż 21 768 obywateli polskich, stanowiły nie tylko zbrodnię wojenną w ścisłym tego słowa znaczeniu, w rozumieniu art. VIb Karty (Statutu) Międzynarodowego Trybunału Wojskowego, lecz także zbrodnię przeciwko ludzkości w jej najcięższej postaci – ludobójstwa, ponieważ motywem działania sprawców wydających polecenie z 5 marca 1940 roku była likwidacja obywateli polskich z powodu ich przynależności narodowościowej, co miało zapobiec w przyszłości odrodzeniu, w oparciu o ich potencjał intelektualny, polskiej państwowości.
W trakcie toczącego się śledztwa IPN gromadzi zeznania świadków, dokumenty z archiwów polskich i zagranicznych (Rosja, Ukraina, Stany Zjednoczone, Wielka Brytania, Niemcy), materiały audiowizualne oraz wyniki badań archeologicznych w miejscach pochówku ofiar, ustalając i dokumentując procesowo okoliczności zbrodni. W ramach postępowania uzyskano od władz ukraińskich niektóre dokumenty, których przekazania odmówiła Polsce Federacja Rosyjska.

#### Europejski Trybunał Praw Człowieka
Po wyczerpaniu możliwości sądowej rehabilitacji ofiar zbrodni katyńskiej krewni zamordowanych zwrócili się z tą sprawą do Europejskiego Trybunału Praw Człowieka w Strasburgu, który 24 listopada 2009 roku zażądał dostarczenia mu postanowienia rosyjskiej prokuratury wojskowej o umorzeniu postępowania. 27 stycznia 2010 roku polski rząd przyłączył się do skarg rodzin ofiar jako tzw. strona trzecia, mogąca przekazywać dokumenty i odnosić się do stanowiska władz rosyjskich. Strona rosyjska udzieliła odpowiedzi Europejskiemu Trybunałowi Praw Człowieka 19 marca 2010 roku, nie dostarczając postanowienia o umorzeniu postępowania.
W Trybunale w Strasburgu rozpatrywane są skargi krewnych ofiar zbrodni katyńskiej składane od 2006 roku. Krewni ofiar, zrzeszeni w Rodzinach Katyńskich, zarzucają Rosji brak skutecznego postępowania wyjaśniającego zbrodnię katyńską oraz poniżające traktowanie bliskich ofiar m.in. przez negowanie zbrodni jako historycznego faktu w wyrokach rosyjskich sądów. Skargi są oparte na Europejskiej Konwencji Praw Człowieka i Podstawowych Wolności, która zakazuje umyślnego i bezprawnego zadawania śmierci, jak również nakłada obowiązek przeprowadzenia efektywnego postępowania w każdym wypadku śmierci, zwłaszcza gdy w zbrodni uczestniczą funkcjonariusze państwowi. 5 lipca 2011 roku Trybunał podjął decyzję w sprawie dopuszczalności tzw. skarg katyńskich (sprawa Janowiec i inni przeciwko Rosji, nr 55508/07, oraz sprawa Wołk-Jezierska i inni przeciwko Rosji, nr 29520/09).
6 października 2011 roku odbyła się rozprawa przed Trybunałem, podczas której przedstawiciele skarżących argumentowali, że zbrodnia katyńska jako zbrodnia wojenna nie podlega przedawnieniu. Przedstawiciel strony rosyjskiej, wiceminister sprawiedliwości Georgij Matiuszkin, przekonywał, że Rosja nie ma obowiązku wyjaśniania śmierci polskich oficerów, bo chodzi o rok 1940, a wtedy nie było jeszcze Europejskiej Konwencji Praw Człowieka.
16 kwietnia 2012 roku ogłoszono publicznie wyrok Trybunału, w którym potwierdził on fakty historyczne dotyczące odpowiedzialności władz stalinowskich i NKWD za zbrodnię katyńską. Trybunał stwierdził, że Rosja dopuściła się poniżającego traktowania krewnych ofiar zbrodni w odniesieniu do 10 na 15 skarżących (naruszenie art. 3 Konwencji) i że nie wywiązała się z obowiązku współpracy z Trybunałem, gdyż nie dostarczyła mu postanowienia o umorzeniu postępowania (naruszenie art. 38 Konwencji). Trybunał uznał, że nie może ocenić rosyjskiego śledztwa w sprawie zbrodni katyńskiej, i orzekł, że masowy mord na polskich jeńcach wojennych dokonany przez radziecką tajną policję miał cechy zbrodni wojennej. W lipcu 2012 roku krewni ofiar zbrodni, wspierani przez polski rząd, odwołali się od wyroku do Wielkiej Izby Trybunału, wnioskując, by zbadała ona, czy Rosja rzetelnie prowadziła śledztwo katyńskie. We wrześniu 2012 roku odwołanie skarżących zostało uwzględnione i ostateczny wyrok w sprawie skargi przeciwko Rosji wyda 17-osobowa Wielka Izba Trybunału. Wyrok został ogłoszony 21 października 2013 r.

### Odznaczenia i awanse pośmiertne

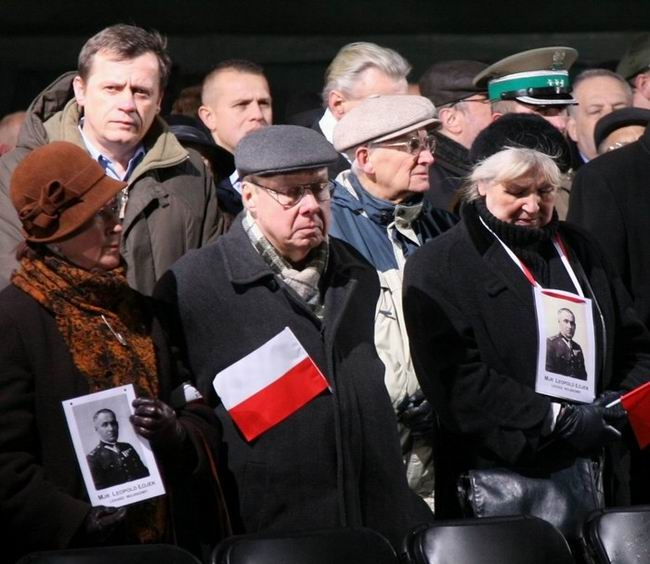
Uroczystość pośmiertnego awansowania żołnierzy polskich zamordowanych przez NKWD: plac Marszałka Józefa Piłsudskiego w Warszawie, listopad 2007

Prezydent RP na Uchodźstwie Stanisław Ostrowski „w hołdzie ofierze życia Żołnierzy Polskich, zamordowanych w 1940 roku w Związku Sowieckich Republik Radzieckich”, zarządzeniem z 11 listopada 1976 dekorował Srebrnym Krzyżem Orderu Wojennego Virtuti Militari Pomnik Katyń w Londynie.
1 stycznia 1986 roku minister spraw wojskowych na uchodźstwie ppłk dypl. inż. Jerzy Morawicz nadał odznakę pamiątkową Krzyż Kampanii Wrześniowej 1939 r. wszystkim Polakom ofiarom zbrodni w Katyniu.
9 i 10 listopada 2007 roku w Warszawie, w trakcie uroczystości „Katyń Pamiętamy – Uczcijmy Pamięć Bohaterów”, ogłoszono awanse 14183 żołnierzy Wojska Polskiego oraz funkcjonariuszy Policji Państwowej, Straży Więziennej i Straży Granicznej – ofiar zbrodni katyńskiej.
Prezydent RP Bronisław Komorowski postanowieniem z dnia 29 czerwca 2012 roku mianował pośmiertnie na stopień generała brygady ks. płk. Kazimierza Suchcickiego.

### Inne wydarzenia w Polsce i na świecie
W 1987 roku oficjalne warty wojskowe pojawiły się na Cmentarzu Powązkowskim przed pomnikiem pomordowanych w Katyniu
W połowie czerwca 1988 r. Prymas Polski Józef Glemp przebywając w ZSRR z okazji uroczystości 1000 lecia chrztu Rusi udzielił wywiadów pismom „Moskowskie Nowosti” i „Litieraturnaja gazieta” w których odnosił się do sprawy katyńskiej („ Najważniejszą sprawą jest Katyń. Nie należy przewlekać studiowania tej sprawy. Nikt dziś nie chce z Katynia robić argumentu przeciwko ZSRR”). Po raz pierwszy od 1940 r. w prasie radzieckiej zaprezentowano inne stanowisko niż oficjalne.
W kwietniu i pod koniec czerwca 1988 r., na wniosek kilku wdów po zamordowanych oficerach zgłoszony pod adresem ówczesnego I sekretarza KC PZPR gen. Wojciecha Jaruzelskiego, zorganizowano ich przyjazd do Katynia. Relacja z tej podróży ukazała się w gazecie „Rzeczpospolita” z 1 lipca 1988 r. Była to pierwsza organizowana przez władze polskie wizyta rodzin pomordowanych na miejscu zbrodni w Katyniu.
10 lipca 1988 r. do ZSRR, w związku z uroczystościami 45 lecia powstania Ludowego Wojska Polskiego, udała się grupa kapelanów WP pod przewodnictwem generalnego dziekana Wojska Polskiego księdza pułkownika Floriana Klewiadło. 17 lipca 1988 r. przybyli oni do Katynia składając wieńce na mogiłach pomordowanych i odprawiając tam mszę.

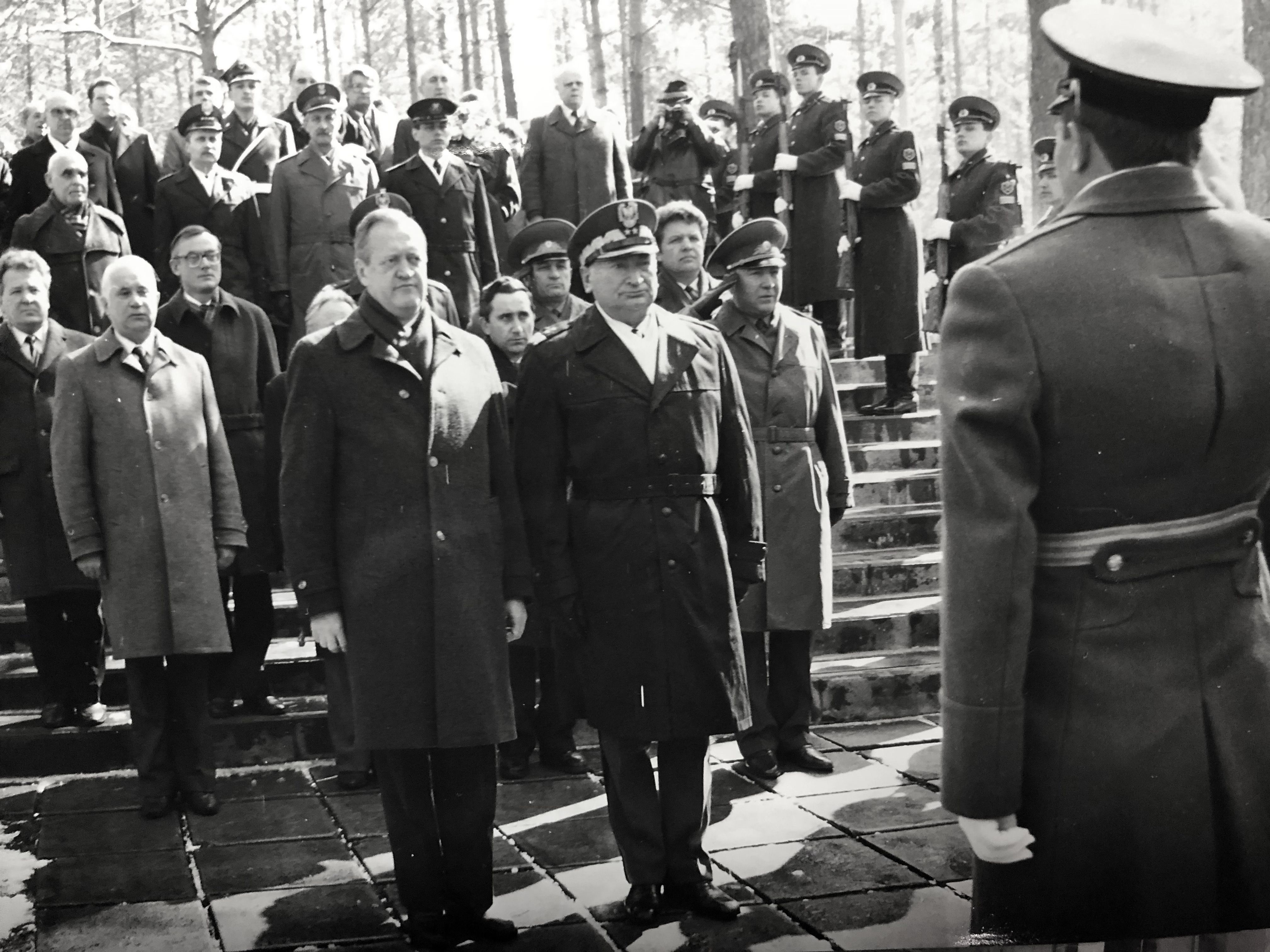
Uroczystość pobrania przez delegację rządową i rodzin ofiar zbrodni katyńskiej ziemi z mogił katyńskich, 5 kwietnia 1989, w środku przewodniczący Rady Ochrony Pamięci Walk i Męczeństwa gen. dyw. pil. Roman Paszkowski.

W kwietniu 1989 delegacja Rady Ochrony Pamięci Walk i Męczeństwa z jej przewodniczącym gen. dyw. pil. Romanem Paszkowskim wraz z grupą rodzin ofiar zbrodni pobrała w Katyniu urnę z ziemią, która w dniu 18 kwietnia 1989 została uroczyście złożona w Grobie Nieznanego Żołnierza w Warszawie oraz w Dolince Katyńskiej. Egzekwie żałobne odprawił biskup Zbigniew Kraszewski, a przemówienia wygłosili gen. Roman Paszkowski oraz gen. Franciszek Skibiński.
1995 rok został ogłoszony przez prezydenta RP Lecha Wałęsę Międzynarodowym Rokiem Katyńskim.
W 2002 roku Rada Ochrony Pamięci Walk i Męczeństwa zakupiła od anonimowego Rosjanina kilkaset cennych przedmiotów należących do polskich oficerów zamordowanych w Katyniu (m.in. ordery, medale, odznaki pułkowe, ryngrafy, fragment sztandaru 8 Dywizjonu Artylerii Przeciwlotniczej, przedmioty osobistego użytku). Przedmioty te zostały wykopane na terenie Rosji przez osoby prywatne; w Polsce poddano je konserwacji i są przechowywane przez Radę Ochrony Pamięci Walk i Męczeństwa.
W 2003 roku Kongres Stanów Zjednoczonych przekazał rządowi RP podczas specjalnej uroczystości na Kapitolu kopię pełnego zapisu (7 tys. stron) posiedzeń tzw. Komisji Maddena, która w latach 1951–1952 prowadziła śledztwo w sprawie zbrodni katyńskiej; wcześniej dokumentacja ta nie była dostępna w Polsce.
W grudniu 2007 roku reaktywowano Polsko-Rosyjską Grupę do Spraw Trudnych (wcześniej jej działalność była przez 5 lat zamrożona), zajmującą się m.in. kwestią zbrodni katyńskiej.
20 lutego 2008 roku polski minister spraw zagranicznych Radosław Sikorski ujawnił, że w trakcie rozmowy w cztery oczy z premierem Donaldem Tuskiem premier Rosji Władimir Putin przyznał, że mord w Katyniu to zbrodnia stalinowska.
W kwietniu 2008 roku polski wiceminister spraw zagranicznych Ryszard Schnepf zapowiedział wystąpienie do strony rosyjskiej o informacje w sprawie doniesień, że egzekucje polskich oficerów były filmowane przez NKWD jako „materiał instruktażowy”; według Tadeusza Kisielewskiego informacja o filmie miała się pojawiać w publikacjach amerykańskich za archiwami CIA.
W maju 2008 roku politolog rosyjski Siergiej Karaganow, jeden z doradców Władimira Putina, podczas wizyty w Polsce na pytanie dziennikarza odpowiedział, że rosyjskie władze publicznie nie przeproszą za zbrodnię katyńską, bo obawiają się pozwów o odszkodowania, a nieoficjalnie przepraszały wielokrotnie. Karaganow stwierdził, że jeśli chodzi o zbrodnię katyńską, to Polacy powinni wyleczyć się z tego kompleksu.
Na początku kwietnia 2010 roku Andriej Artizow, szef rosyjskiej Federalnej Służby Archiwalnej, poinformował o odnalezieniu dokumentów dotyczących zbrodni katyńskiej, które, jak stwierdził, pomogą doprecyzować liczby i listy zabitych. Rosyjski urzędnik nie ujawnił, o jakie dokumenty chodzi; zdaniem polskich historyków mogła to być tzw. białoruska lista katyńska z nazwiskami 3870 osób zamordowanych na Zachodniej Białorusi. 28 kwietnia 2010 roku na stronach internetowych Federalnej Służby Archiwalnej opublikowano dokumenty z teczki specjalnej nr 1 przekazane w 1992 roku Lechowi Wałęsie przez Borysa Jelcyna.
10 września 2012 roku Archiwa Narodowe USA (National Archives and Records Administration, NARA) opublikowały kilka tysięcy stron dokumentów dotyczących zbrodni katyńskiej, z których część odtajniono i udostępniono po raz pierwszy. Wynika z nich, że rząd Stanów Zjednoczonych wiedział już w lecie 1943, kto dokonał tej zbrodni, ale oficjalnie uznał radziecką odpowiedzialność za nią dopiero po rozpadzie ZSRR.
27 czerwca 2019 Rada Miasta Inowrocławia odebrała F.D. Rooseveltowi sprawowany od 1945 patronat jednej z głównych ulic miasta, przemianowując ją na Ratuszową, motywując to m.in. współodpowiedzialnością za ukrywanie prawdy o zbrodni katyńskiej.

### Akty Parlamentu RP
Sejm PRL X kadencji podjął dwie uchwały w sprawie Katynia: 22 marca i 28 kwietnia, w których podkreślił, że do tego czasu znane było tylko jedno miejsce pochówku pomordowanych polskich oficerów w lesie katyńskim. Uchwałą z 14 listopada 2007 Sejm RP ustanowił przez aklamację dzień 13 kwietnia Dniem Pamięci Ofiar Zbrodni Katyńskiej. Ponadto Sejm RP podejmował uchwały rocznicowe upamiętniające zbrodnię katyńską: 9 czerwca 1995 w 55. rocznicę, 13 kwietnia 2000 w 60. rocznicę, 22 marca 2005 w 65. rocznicę, 9 kwietnia 2010 w 70. rocznicę.
Senat RP 13 listopada 1992 uchwalił oświadczenie o zbrodni katyńskiej, składające hołd ofiarom i wyrażające nadzieję na ujawnienie pełnej prawdy. Ponadto Senat RP podejmował uchwały rocznicowe upamiętniające zbrodnię katyńską: 12 kwietnia 2000 w 60. rocznicę, 1 kwietnia 2005 w 65. rocznicę, 26 kwietnia 2006 w 66. rocznicę.

### Obchody 50., 60., 65. i 70. rocznicy zbrodni

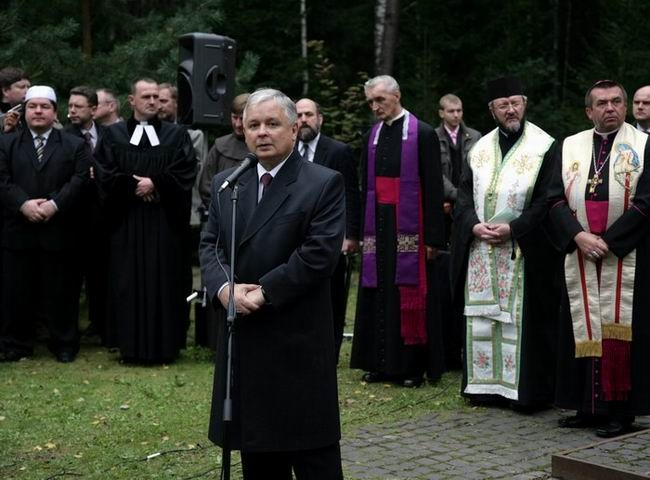
Prezydent RP Lech Kaczyński podczas uroczystości w Katyniu 17 września 2007. Po prawej duchowni Roman Indrzejczyk, Miron (Chodakowski) i Tadeusz Płoski (wszyscy czterej zginęli w drodze na obchody 70. rocznicy zbrodni katyńskiej 10 kwietnia 2010)

W 50. rocznicę zbrodni katyńskiej w kwietniu 1990 prezydent RP na uchodźstwie Ryszard Kaczorowski wydał orędzie zatytułowane „Męczennikom Katynia w hołdzie”.
Obchody sześćdziesiątej rocznicy zbrodni odbyły się w 2000 roku pod honorowym patronatem premiera Jerzego Buzka.
Obchody 70. rocznicy zbrodni odbyły się w 2010 roku w wielu miastach i miejscowościach Polski oraz poza jej granicami, z centralnymi uroczystościami w Warszawie w dniu 13 kwietnia 2010 roku. 7 kwietnia 2010 roku w Rosji zorganizowano obchody w Katyniu z udziałem premiera Rosji Władimira Putina i premiera Polski Donalda Tuska, którzy wygłosili przemówienia nawiązujące do upamiętnianych wydarzeń, uczcili na rosyjskiej części cmentarza katyńskiego pamięć radzieckich ofiar tzw. wielkiego terroru w ZSRR w latach 30. XX wieku i wzięli udział w uroczystości wmurowania kamienia węgielnego pod cerkiew Zmartwychwstania Pańskiego na terenie rosyjskiej części kompleksu katyńskiego.
10 kwietnia 2010 roku w Katyniu miała się odbyć druga część uroczystości, z udziałem prezydenta RP Lecha Kaczyńskiego i przedstawicieli wszystkich stanów (m.in. żołnierzy, polityków, adwokatów, księży, lekarzy) Polski, którzy zostali zamordowani w 1940 roku. Nie doszła ona do skutku z powodu katastrofy polskiego samolotu Tu-154 w Smoleńsku, w której zginął prezydent wraz z wszystkimi osobami obecnymi na pokładzie samolotu.

### Stanowisko Rosji w latach 2010–2012

#### Prezydent
14 kwietnia 2010 roku w wywiadzie dla anglojęzycznej telewizji Russia Today prezydent Rosji Dmitrij Miedwiediew oświadczył, że jest oczywiste, że polscy oficerowie w 1940 roku zostali rozstrzelani z woli ówczesnych przywódców ZSRR, w tym Józefa Stalina. 5 maja 2010 roku w obszernym wywiadzie dla dziennika Izwiestija stwierdził m.in., że dla zbrodni wojennych nie ma terminu przedawnienia, i określił mord w Katyniu mianem bardzo mrocznej stronicy.

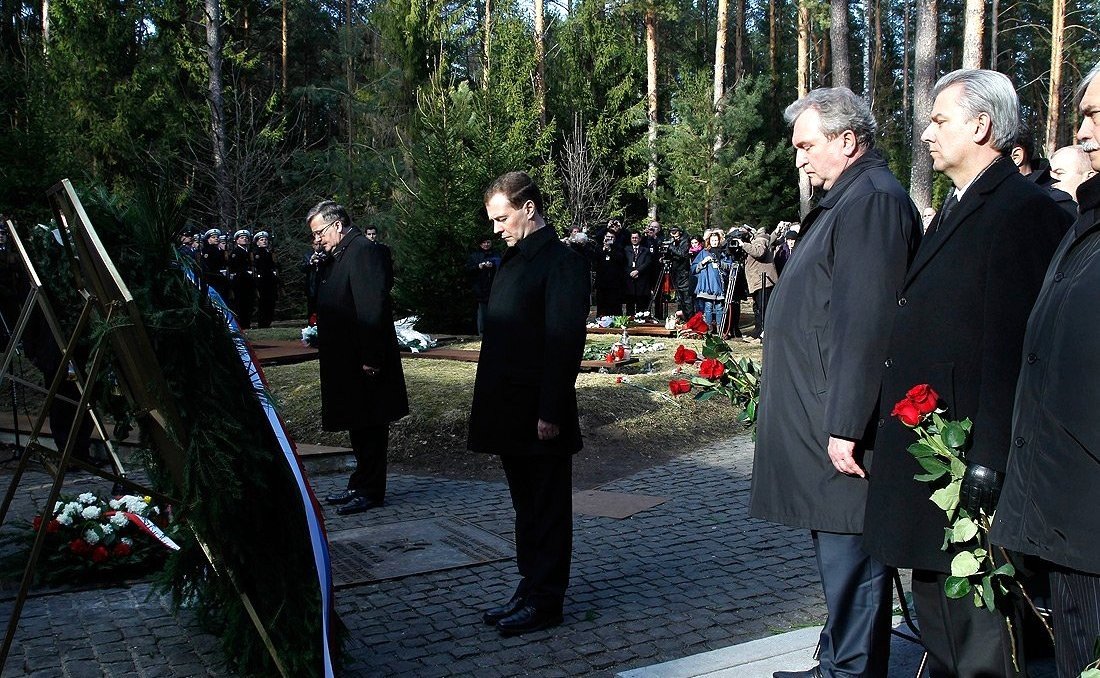
Bronisław Komorowski i Dmitrij Miedwiediew w Katyniu 11 kwietnia 2011

8 maja 2010 roku prezydent Miedwiediew przekazał marszałkowi Sejmu Bronisławowi Komorowskiemu, tymczasowo wykonującemu obowiązki prezydenta RP, 67 tomów jawnych akt rosyjskiego śledztwa znanych stronie polskiej od 2005 roku, zawierających materiały znane od 1992 roku. Prezydent Rosji oświadczył, że na jego polecenie kontynuowane będą czynności mające na celu odtajnienie 116 utajnionych tomów.
W latach 2010–2011 Rosja przekazała Polsce 148 tomów akt (ostatnią partię 7 kwietnia 2011 roku). Nie przekazano 35 tomów z klauzulą „tajne” i „ściśle tajne” oraz kopii ściśle tajnego postanowienia o umorzeniu śledztwa.

#### Rząd
19 marca 2010 roku, w odpowiedzi na skargę katyńską złożoną przez krewnych ofiar w Europejskim Trybunale Praw Człowieka w Strasburgu (sprawa Wołk-Jezierska i inni przeciwko Rosji, nr 29520/09), rosyjski rząd stwierdził, że w trakcie prowadzonego w Rosji śledztwa nie udało się potwierdzić okoliczności schwytania polskich oficerów, charakteru postawionych im zarzutów i tego, czy je udowodniono. Według rządu rosyjskiego nie ma pewności, czy Polaków w ogóle rozstrzelano. Trybunałowi nie przesłano kopii postanowienia z 21 września 2004 roku o umorzeniu rosyjskiego postępowania katyńskiego, bo dokument ten, według strony rosyjskiej, zawiera tajemnice, których ujawnienie mogłoby przynieść uszczerbek bezpieczeństwu kraju.
6 października 2011 roku rosyjski wiceminister sprawiedliwości Georgij Matiuszkin oświadczył podczas rozprawy przed Europejskim Trybunałem Praw Człowieka w Strasburgu (sprawa Janowiec i inni przeciwko Rosji, nr 55508/07 i 29520/09), że nie ma dowodów, iż polscy oficerowie zostali zamordowani, lecz należy ich traktować jak osoby „zaginione”, a 19 października 2011 roku w piśmie do Trybunału stwierdził, że krewni ofiar zbrodni nie cierpieli, bo nie znali swych bliskich.

#### Główna Prokuratura Wojskowa
9 kwietnia 2010 roku w piśmie do rosyjskiego Stowarzyszenia „Memoriał” Główna Prokuratura Wojskowa Federacji Rosyjskiej stwierdziła, że nie ma mowy o rehabilitacji ofiar i wznowieniu śledztwa w sprawie zbrodni katyńskiej. Z pisma prokuratury wynika, że Stalin nie został uznany za odpowiedzialnego za zbrodnię katyńską, a obwiniono jedynie funkcjonariuszy NKWD, którzy przekroczyli swoje uprawnienia. Według Głównej Prokuratury Wojskowej nie ma dowodów, że każdy z polskich oficerów został rozstrzelany.
Na początku kwietnia 2012 roku Siergiej Fridinski, główny prokurator wojskowy Federacji Rosyjskiej, w wypowiedzi cytowanej przez media dał do zrozumienia, że Rosja może nie przekazać Polsce wszystkich akt rosyjskiego śledztwa katyńskiego.

#### Parlament
26 listopada 2010 roku rosyjska Duma Państwowa podjęła uchwałę potępiającą zbrodnię katyńską. Za przyjęciem uchwały, zatytułowanej „O tragedii katyńskiej i jej ofiarach” (ros. О Катынской трагедии и ее жертвах), głosowało 342 parlamentarzystów, przeciw było 57. W uchwale stwierdzono m.in., że opublikowane materiały, które przez wiele lat były przechowywane w tajnych archiwach, nie tylko ujawniają skalę tej strasznej tragedii, ale także dowodzą, iż zbrodnia katyńska została dokonana z bezpośredniego rozkazu [Józefa] Stalina i innych radzieckich przywódców.

## Rekonstrukcja losów jeńców
Rekonstrukcja losów jeńców w obozie Kozielskim oraz odtworzenie codzienności przetrzymywanych stały się w pewnej mierze możliwe na podstawie relacji uwięzionych żołnierzy i następnie ocalonych od eksterminacji, a także na podstawie zapisu dzienników, które zostały odnalezione przy zwłokach ofiar. Podczas ekshumacji z 1943 zostało odnalezionych 22 ręcznie sporządzonych dzienników, których zapis dzienny kończył się na przełomie kwietnia i maja 1940 (sporządzali je m.in. Adam Solski – jego pamiętnik został uznany za jeden z dokładniejszych i prowadzony do ostatnich chwil przed egzekucją), Stefan Pieńkowski, Zbigniew Przystasz, Dobiesław Jakubowicz, Tomasz Siwicki, Kazimierz Szczekowski, Jan Zienkiewicz. Ponadto swoje relacje z pobytu w obozach przedstawili przetrzymywani w nich, a następnie nie skierowani przez NKWD do egzekucji, w tym zwolnieni i wysłani na ziemie wówczas okupowane przez Niemców: plut. Józef Zarytkiewicz (zwolniony z Kozielska); bądź wiosną 1940 przewiezieni do innych obozów (w tym przewiezieni do obozu jenieckiego NKWD w Griazowcu), a następnie zwolnieni; byli to m.in.: Stanisław Swianiewicz, Zdzisław Peszkowski, Witold Ogniewicz, Stanisław Lubodziecki, Tadeusz Felsztyn, Henryk Gorzechowski (syn Henryka Gorzechowskiego) lub też skierowani w inne miejsce, jak późniejszy ksiądz Leon Musielak.
Na podstawie pamiętników ustalono, że na terenie obozu kozielskiego zdarzały się przypadki śmierci, samobójstwo. Jeńcy byli przesłuchiwani, fotografowani, szczepieni przeciw tyfusowi. Poszczególnym blokom, barakom i miejscom na terenie obozu kozielskiego osadzeni nadali nazwy własne, np. „Skit”, „Cyrk”, „Szanhaj”, „Małpi Gaj”, „Filharmonia”, „Dom starców” (mieszkanie majorów), „Bristol” (mieszkanie pułkowników), „Grób Agamemnona” i „Grobowiec Indyjski” (obszar byłej cerkwi), „Hotel pod Wszą”. Osadzeni żołnierze polscy mogli wysyłać i otrzymywać korespondencję, jednak była ona cenzurowana, a nawet cofana. Osadzeni w Kozielsku mogli nadać jeden list w miesiącu, lecz nie mogli w jego treści określać siebie jeńcami. Listy te po nadaniu z obozu nosiły stempel „Dom Wypoczynkowy im. Gorkiego”, zaś adres zwrotny brzmiał „Kozielsk., obwód smoleński, skrytka pocztowa 12”.
Na terenie obozu kozielskiego było pielęgnowane życie religijne, w tym tradycyjna dla Wojska Polskiego modlitwa wieczorna; wobec kar wymierzanych przez administrację obozu za prowadzenie modlitw, kontynuowano je nadal w formie kilkuminutowej ciszy; ponadto były odprawiane nabożeństwa, msze święte oraz udzielana komunia św. W noc wigilijną 24 grudnia 1939 zostało wywiezionych z Kozielska kilku duchownych, od tego czasu posługi kapłańskiej w Kozielsku udzielał ks. kap. Jan Leon Ziółkowski. Ponadto płk dr Tadeusz Felsztyn we wspomnieniach wskazywał na rozwijającą się działalność kulturalną, samokształceniową, odczytową, a nawet wydawniczą wśród osadzonych (w Kozielsku prowadzili ją głównie ppłk Andrzej Hałaciński i por. mar. Julian Ginsbert, który podjął się nawet wydawania obozowego pisma).
Jeden z przetrzymywanych polskich oficerów, kpt. Stanisław Marszałek, wykonał zdjęcie fotograficzne przedstawiające obóz w Kozielsku; fotografię wywiózł z obozu pchor. Władysław Furtek, który uniknął śmierci i został przewieziony do Griazowca (kpt. Marszałek został zamordowany w Katyniu).
W odniesieniu do obozu starobielskiego wspomnienia zawarł Józef Czapski w swojej publikacji pt. Na nieludzkiej ziemi w rozdziale Wspomnienia starobielskie.

## Niewyjaśnione kwestie związane ze zbrodnią katyńską
Ogółem na ok. 22 tys. ofiar zbrodni znane są nazwiska ok. 18 tys. osób. Nie są znane nazwiska 3870 ofiar figurujących na tzw. białoruskiej liście katyńskiej (jak dotąd nieodnalezionej); nie wiadomo, gdzie osoby te pochowano. W przypadku 3435 ofiar z tzw. ukraińskiej listy katyńskiej ich tożsamość jest znana, lecz jak dotąd ustalono miejsce pogrzebania zaledwie 9 osób znanych z nazwiska.
Niewyjaśnione pozostają kwestie motywu decyzji Biura Politycznego KC WKP(b) z 5 marca 1940 roku, sprawa ewentualnej współpracy NKWD i Gestapo, a także możliwej koordynacji zbrodni katyńskiej z tzw. akcją AB prowadzoną w Polsce przez III Rzeszę. Niejasna pozostaje kwestia tzw. obsługi czekistowskiej obozów w Kozielsku, Starobielsku i Ostaszkowie (w tym udziału w niej obywateli polskich – polskich komunistów), jej celów i zasad selekcji 395 polskich jeńców, których nie rozstrzelano. Ze względu na brak dostępu do archiwów rosyjskich i białoruskich nie wiadomo, jakie dokumenty dotyczące zbrodni katyńskiej zniszczono, a jakie się zachowały. Nie wiadomo, czy istnieją związki – a jeśli tak, to jakie – między zbrodnią katyńską a katastrofą lotniczą w Gibraltarze; na taką możliwość wskazują niektórzy autorzy. Historycy nie wiedzą, jakie tajemnice państwowe są zawarte w utajnionych tomach akt rosyjskiego śledztwa z lat 1990–2004 i ściśle tajnym postanowieniu o umorzeniu postępowania z 2004 roku. Nierozwiązane są także liczne problemy szczegółowe.

## Zbrodnia katyńska w kulturze, sztuce i muzyce
W 1995 roku w lubelskim wydawnictwie Norbertinum ukazała się międzynarodowa antologia poezji, dramatu i prozy pt. Katyń w literaturze (wyd. III poszerzone, Lublin 2010), opracowana przez prof. Jerzego R. Krzyżanowskiego, ze wstępem Włodzimierza Odojewskiego. Gromadzi polskie teksty literackie ponad 100 autorów zamieszkałych w różnych częściach świata. Wśród nich m.in.: Władysław Broniewski, Jerzy Ficowski, Ferdynand Goetel, Marian Hemar, Zbigniew Herbert, Kazimiera Iłłakowiczówna, Józef Mackiewicz, Czesław Miłosz, Włodzimierz Odojewski, Kazimierz Wierzyński.
Zbrodnia katyńska jest też tematem wiersza Zbigniewa Herberta Guziki.
Zbrodni katyńskiej poświęcone są piosenki:
- Katyń Jacka Kaczmarskiego (1986)
- Katyń zespołu Spółdzielnia Inwalidów (1990)
- Katyń 1940 (Ostatni list) Lecha Makowieckiego (2010)
- Katyń 1940 zespołu Wilcze Stado (2011)
- Katyn amerykańskiego zespołu First Strike (2011)
- Katyńskie Łzy zespołu Horytnica (2011)
- Sen o Katyniu Dominiki Świątek (rok ?)

W 1967 roku polski kompozytor Andrzej Panufnik napisał utwór orkiestrowy Katyń Epitaph (poprawiony w 1969 roku). Wątki odkrycia grobów oraz prac Międzynarodowej Komisji Lekarskiej wiosną 1943 są jedną z osi fabuły powieści kryminalnej Philipa Kerra Był pan w Smoleńsku, kapitanie? z cyklu o komisarzu Kripo Bernardzie Güntherze.

### Filmy o zbrodni katyńskiej
W 1971 roku brytyjska telewizja BBC2 wyemitowała film dokumentalny Tej sprawy należy unikać (ang. The Issue Should be Avoided).
W Polsce zbrodnia katyńska stała się m.in. tematem filmów dokumentalnych (w kolejności chronologicznej):
- Las Katyński Marcela Łozińskiego (1990)
- Nie zabijaj[241], Studia Filmowego Kronika (1991)
- Zbrodnia Katyńska Macieja Sieńskiego (1991)[242]
- Gdzie rosną poziomki Anny Ferens (2006)
- Katyń. Ostatni świadek Piotra Szkopiaka (2018)[243].

oraz filmu fabularnego:
- Katyń Andrzeja Wajdy (2007).

W Rosji na temat zbrodni katyńskiej powstały filmy dokumentalne:
- Pamięć i ból Katynia (ros. Память и боль Катыни) Aleksandra Marinczenki i Władimira Figanowa (1993)[244]
- Katyńska podłość (ros. Катынская подлость) Jurija Muchina (2009)[245]
- Widziałem kata (ros. Я увидел палача) Nataszy Lo (2009)[244].

Na Białorusi nakręcono film dokumentalny Katyń – 70. lat później (biał. Катынь. Праз 70 гадоў) autorstwa Galiny i Uładzimira Samojłau (2010).
W USA powstał m.in. 60-sekundowy spot artystyczny Silence of Falling Leaves (2000) w reżyserii Stephena Fischera, nominowany w 2001 roku do nagrody Emmy.

## Upamiętnienie
W wielu miastach Polski i innych krajów powstały pomniki katyńskie i tablice pamięci poświęcone ofiarom. W Polsce i za granicą działają instytucje i organizacje społeczne zajmujące się upamiętnieniem zamordowanych oraz prowadzące prace badawcze nad zbrodnią katyńską, m.in. Muzeum Katyńskie w Warszawie, Fundacja „Golgota Wschodu”, Polska Fundacja Katyńska i Komitet Katyński (w latach 70., 80. i 90. XX wieku działał również Instytut Katyński). Działania na rzecz upamiętnienia ofiar prowadzą ich krewni, skupieni w Rodzinach Katyńskich i Federacji Rodzin Katyńskich. W Warszawie organizowany jest co roku Katyński Marsz Cieni.
W latach 1999–2000 i w 2012 roku na terenie Rosji i Ukrainy utworzono cmentarze wojenne części ofiar zbrodni katyńskiej (łącznie ok. 15 tys. osób): Polski Cmentarz Wojenny w Katyniu, Polski Cmentarz Wojenny w Miednoje, Cmentarz Ofiar Totalitaryzmu w Charkowie, Polski Cmentarz Wojenny w Kijowie-Bykowni. 13 kwietnia corocznie obchodzony jest Dzień Pamięci Ofiar Zbrodni Katyńskiej; organizowane są również Międzynarodowe Motocyklowe Rajdy Katyńskie. W 2008 roku w ramach programu „Katyń… ocalić od zapomnienia” rozpoczęto sadzenie Dębów Pamięci upamiętniających 21 857 zamordowanych. Ofiary zbrodni katyńskiej upamiętniono także na monetach i znaczkach pocztowych. Biogramy ofiar zbrodni zamieszczono w książce Zabici w Katyniu z 2015 roku.
Poczta Polska wyemitowała 4 kwietnia 2020 roku znaczek pocztowy o nominale 3,30 złotych upamiętniający osiemdziesiątą rocznicę zbrodni. Autorka projektu znaczka Marzanna Dąbrowska przedstawiła na znaczku nieśmiertelnik jednej z ofiar. Druk wykonano techniką offsetową na papierze fluorescencyjnym, w nakładzie 135 tys. sztuk.
W związku z 85. rocznicą zbrodni katyńskiej uchwałą Sejmu RP X kadencji z 24 lipca 2024 zdecydowano o ustanowieniu roku 2025 „Rokiem Polskich Bohaterów z Katynia, Charkowa, Miednoje, Bykowni i innych miejsc”.

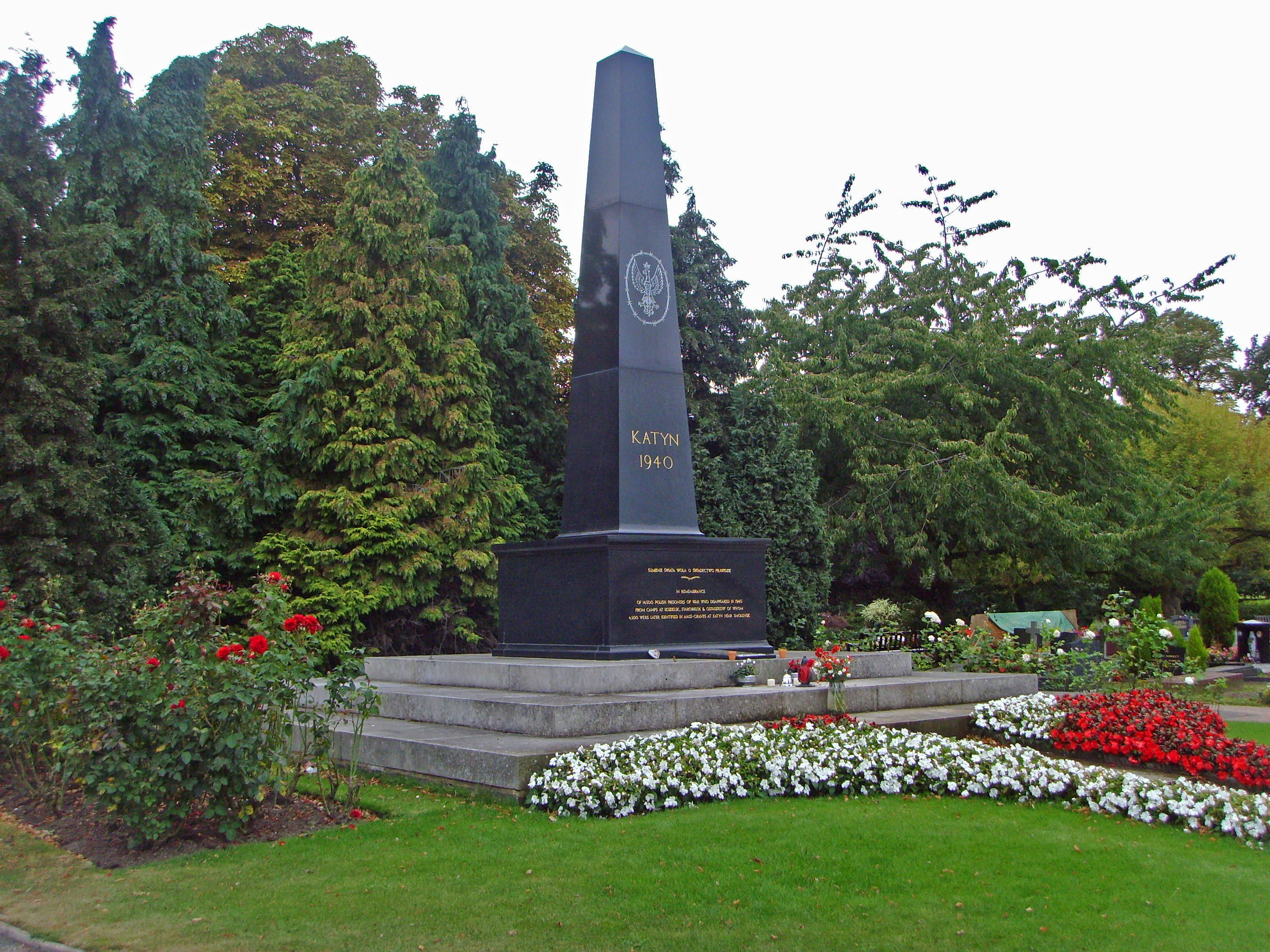
Pomnik Katyński w Londynie (1976)
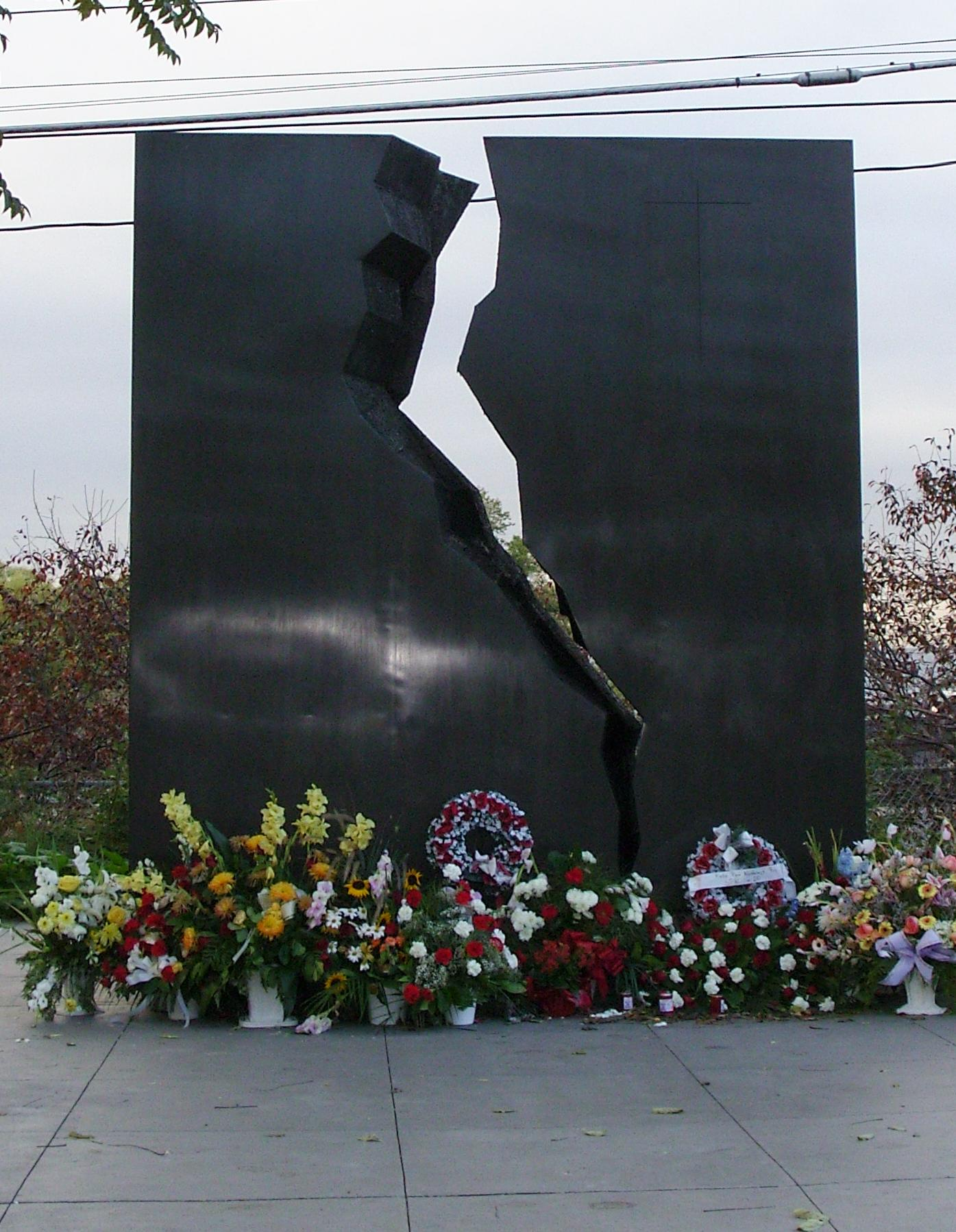
Pomnik Katyński w Toronto (1980)
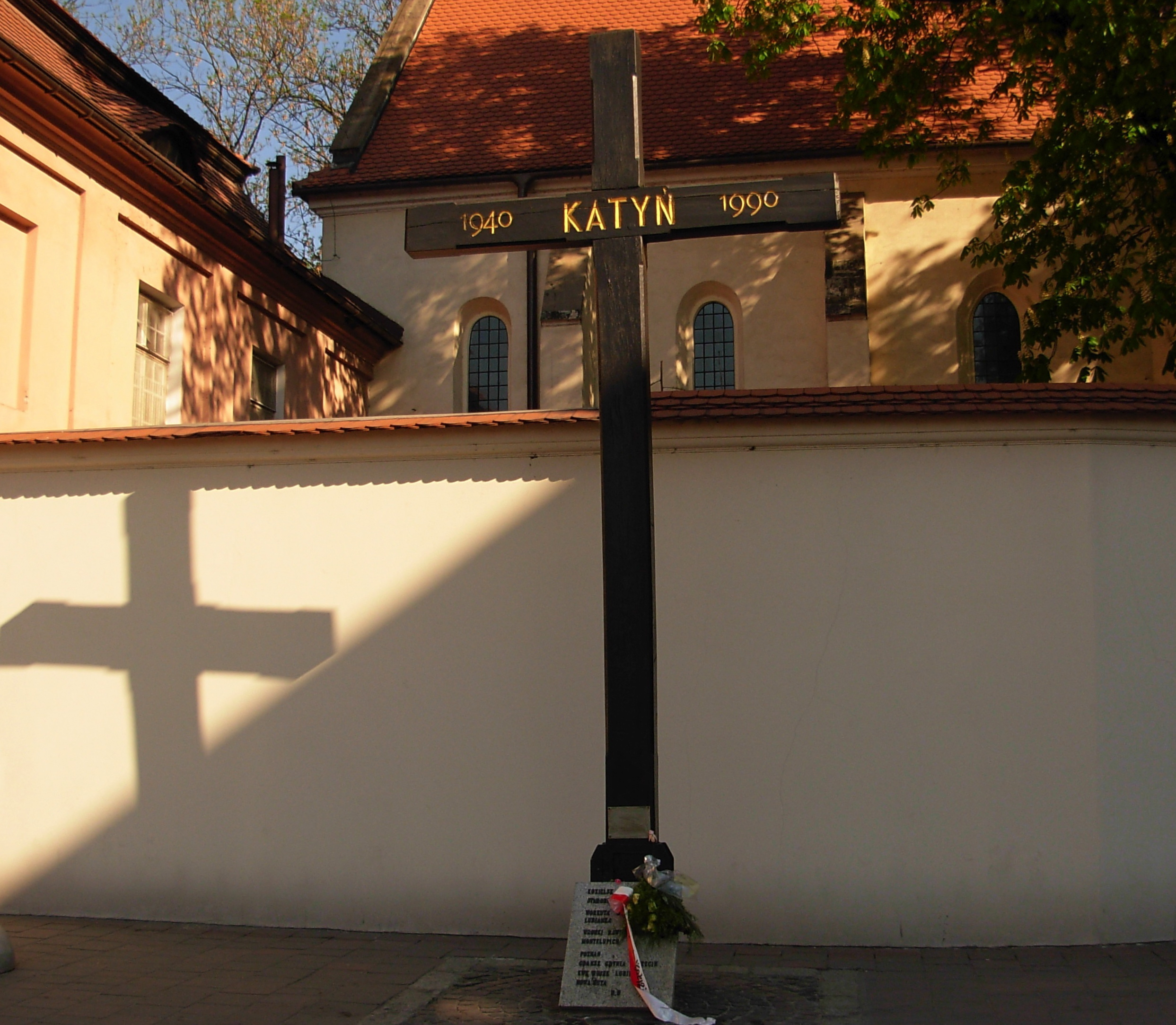
Krzyż Katyński w Krakowie (1990)
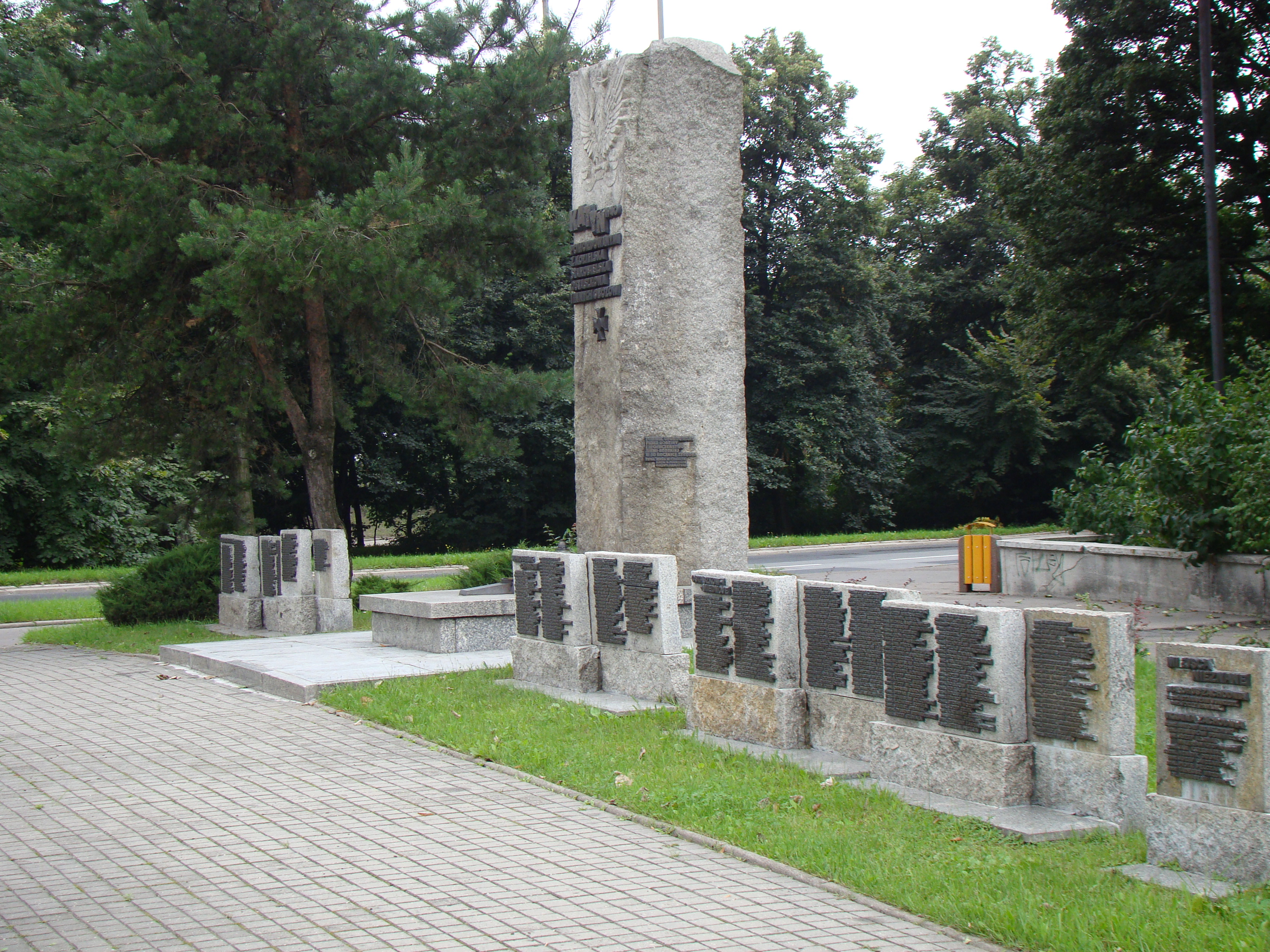
Pomnik Katyński w Łodzi (1990)
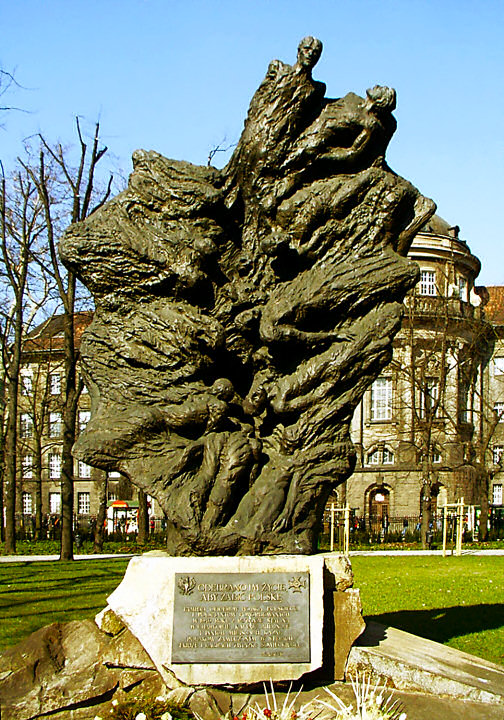
Pomnik Katyński w Poznaniu (1997)
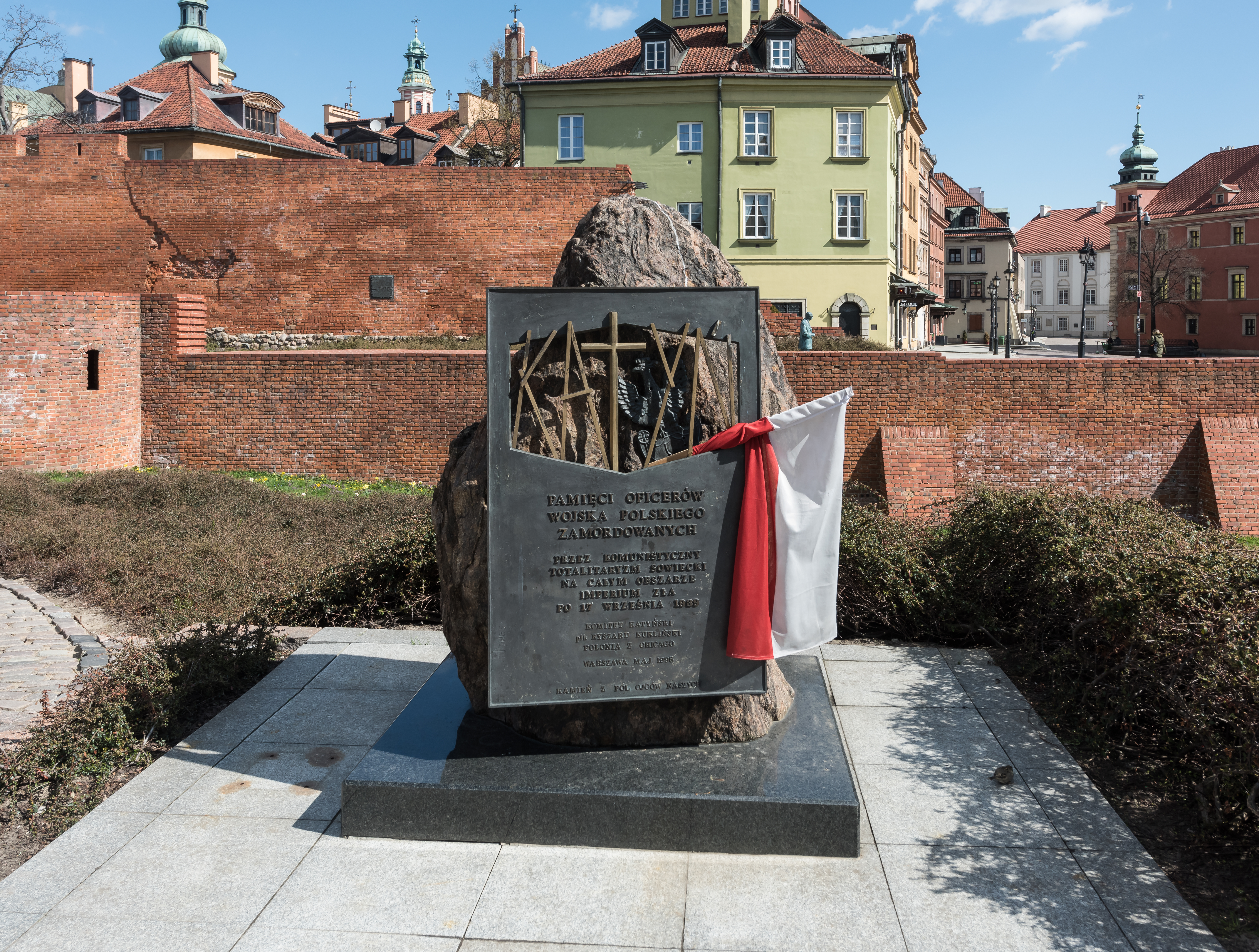
Pomnik Katyński w Warszawie (1998)
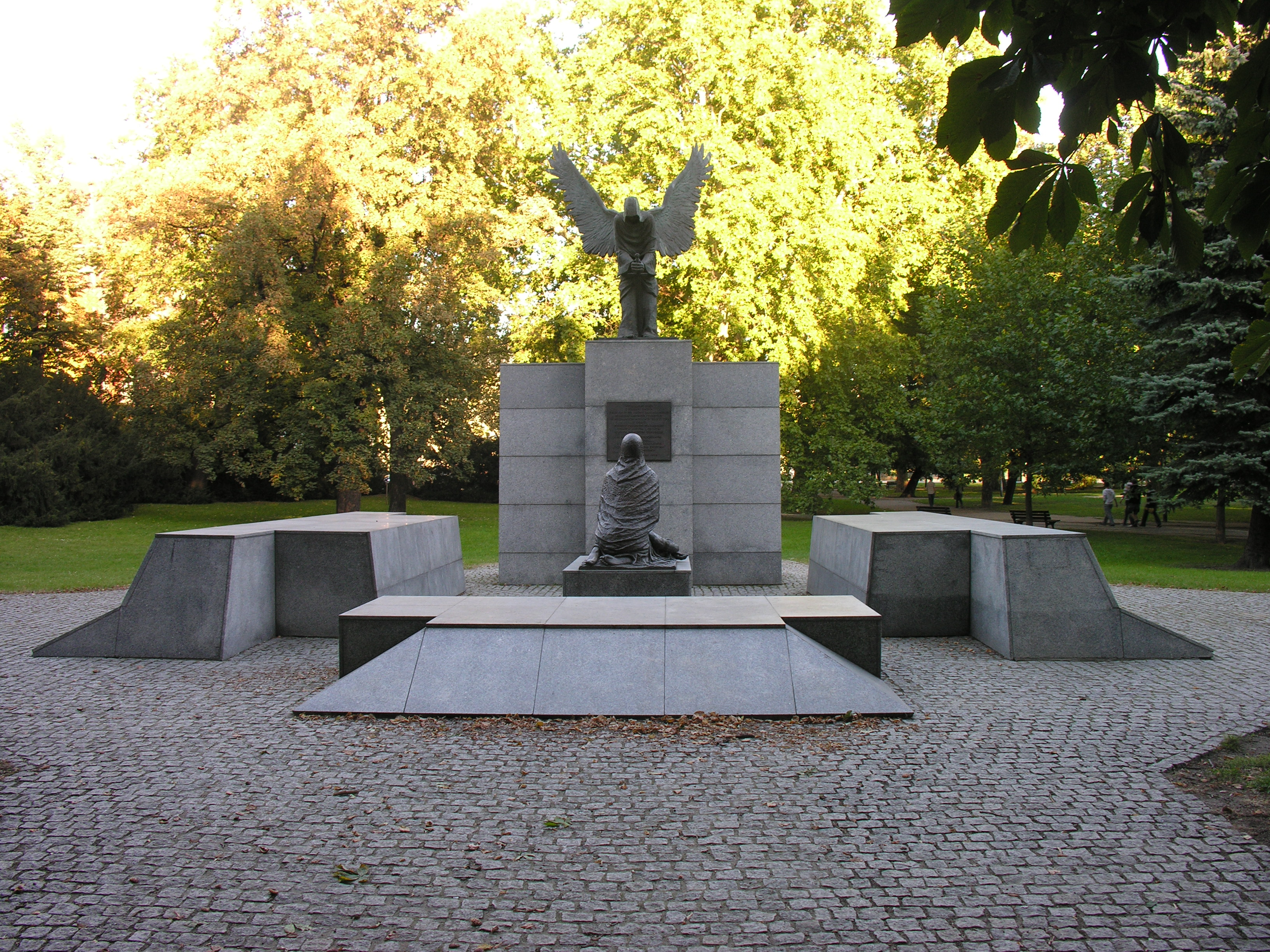
Pomnik Ofiar Zbrodni Katyńskiej we Wrocławiu (2000)
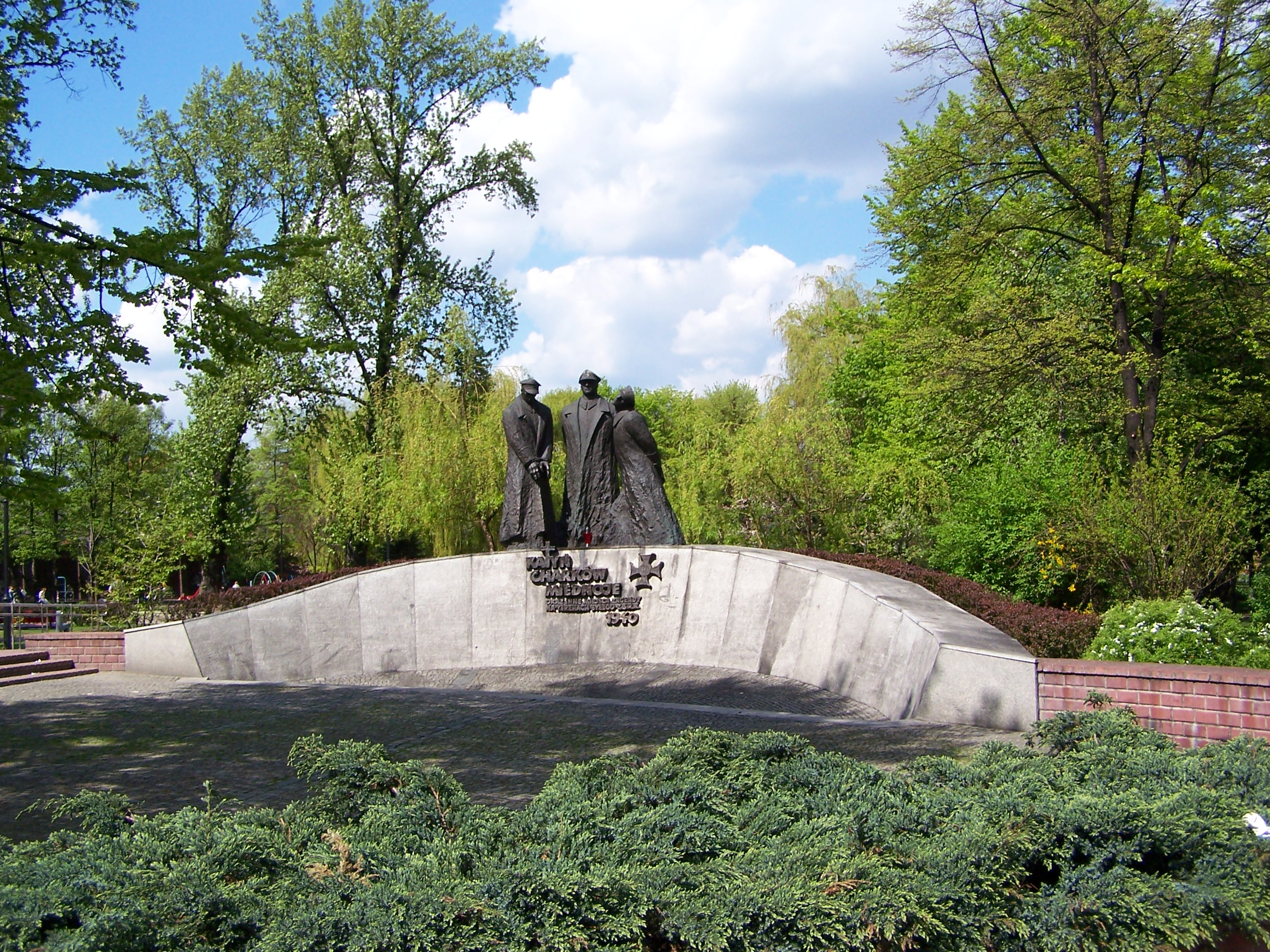
Pomnik Ofiar Katynia w Katowicach (2001)
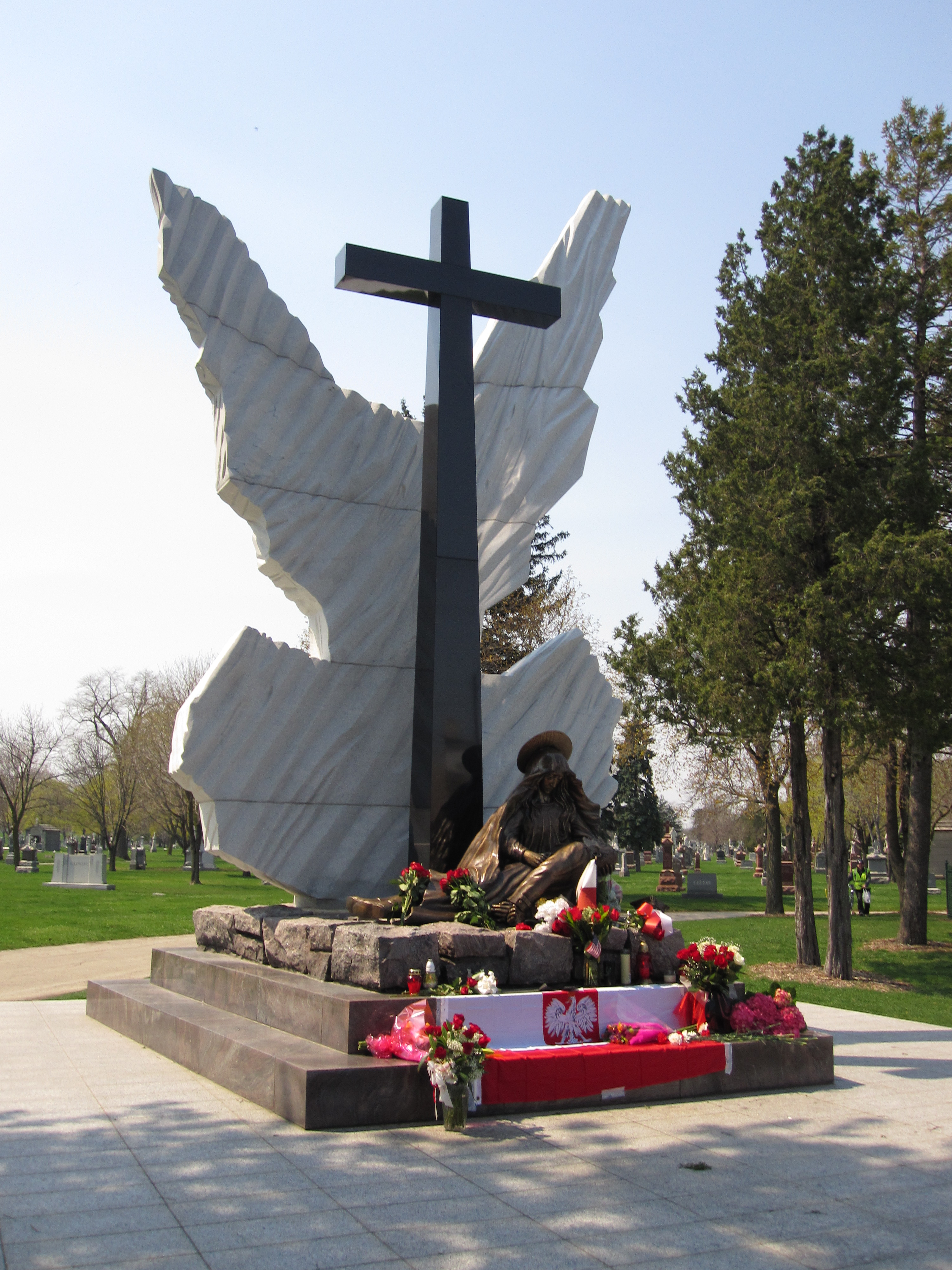
Pomnik Katyński w Niles (2009)
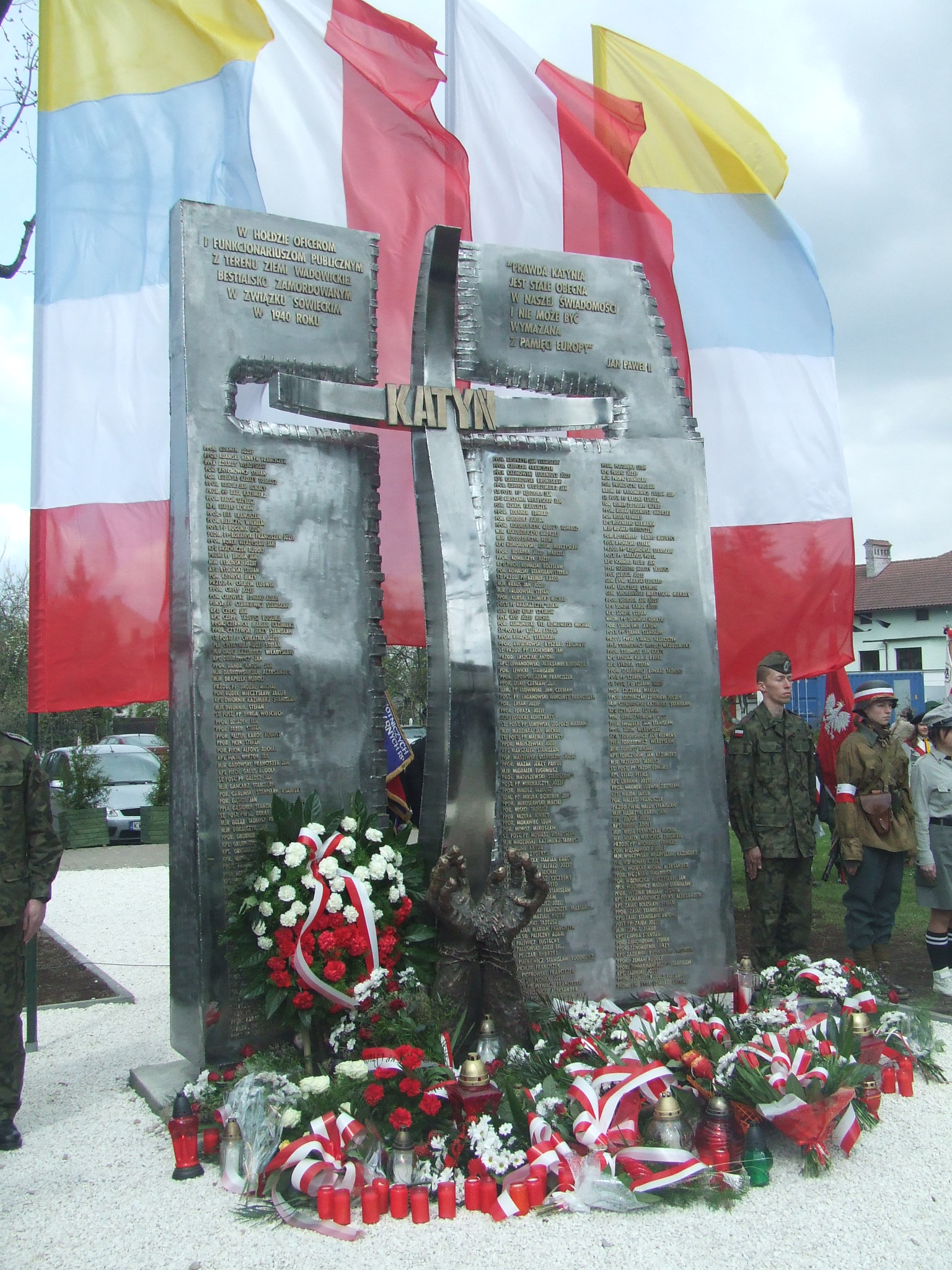
Krzyż Katyński w Wadowicach (2010)
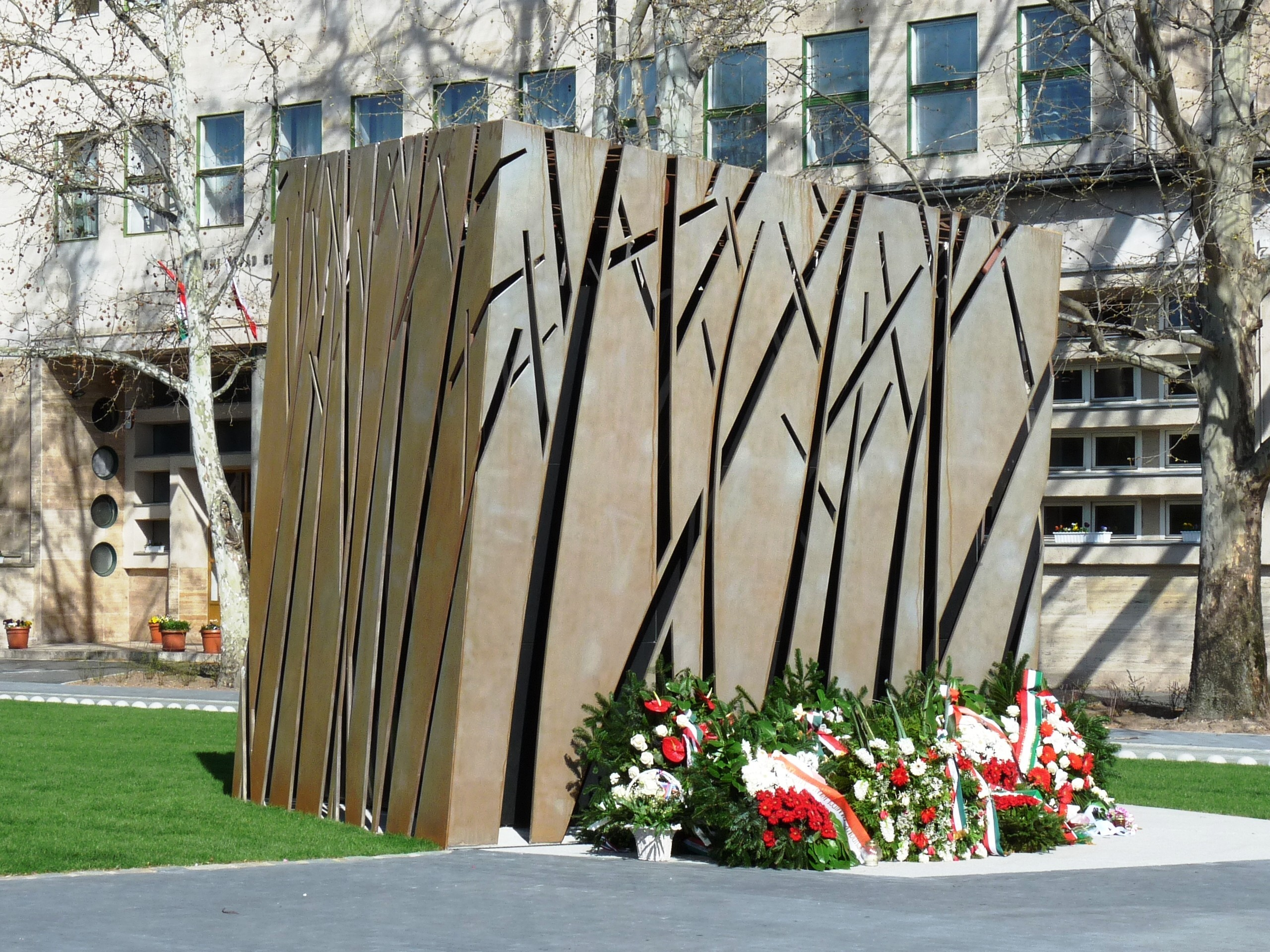
Pomnik Męczenników Katynia w Budapeszcie (2011)
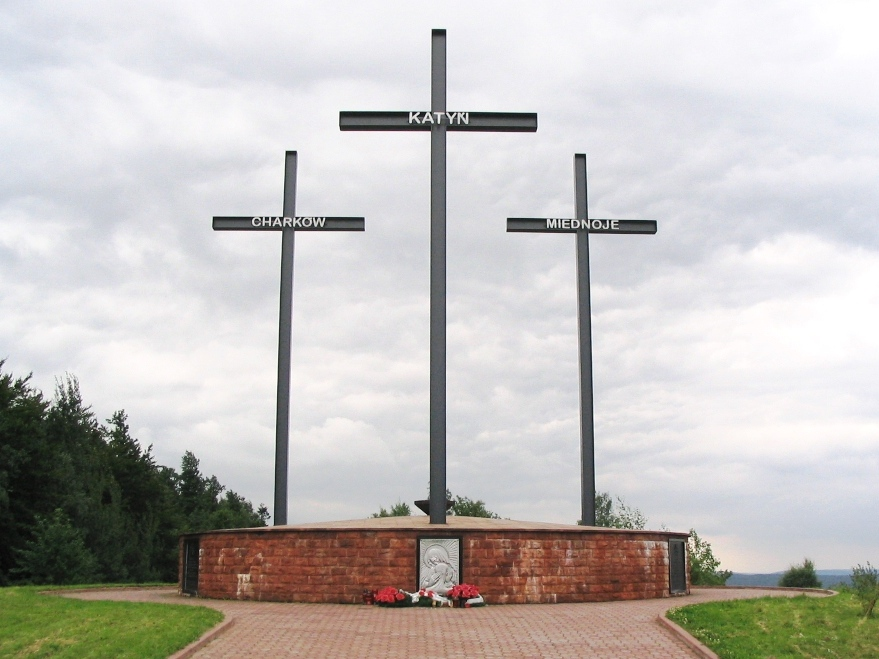
Trzy Krzyże u podnóża Świętego Krzyża
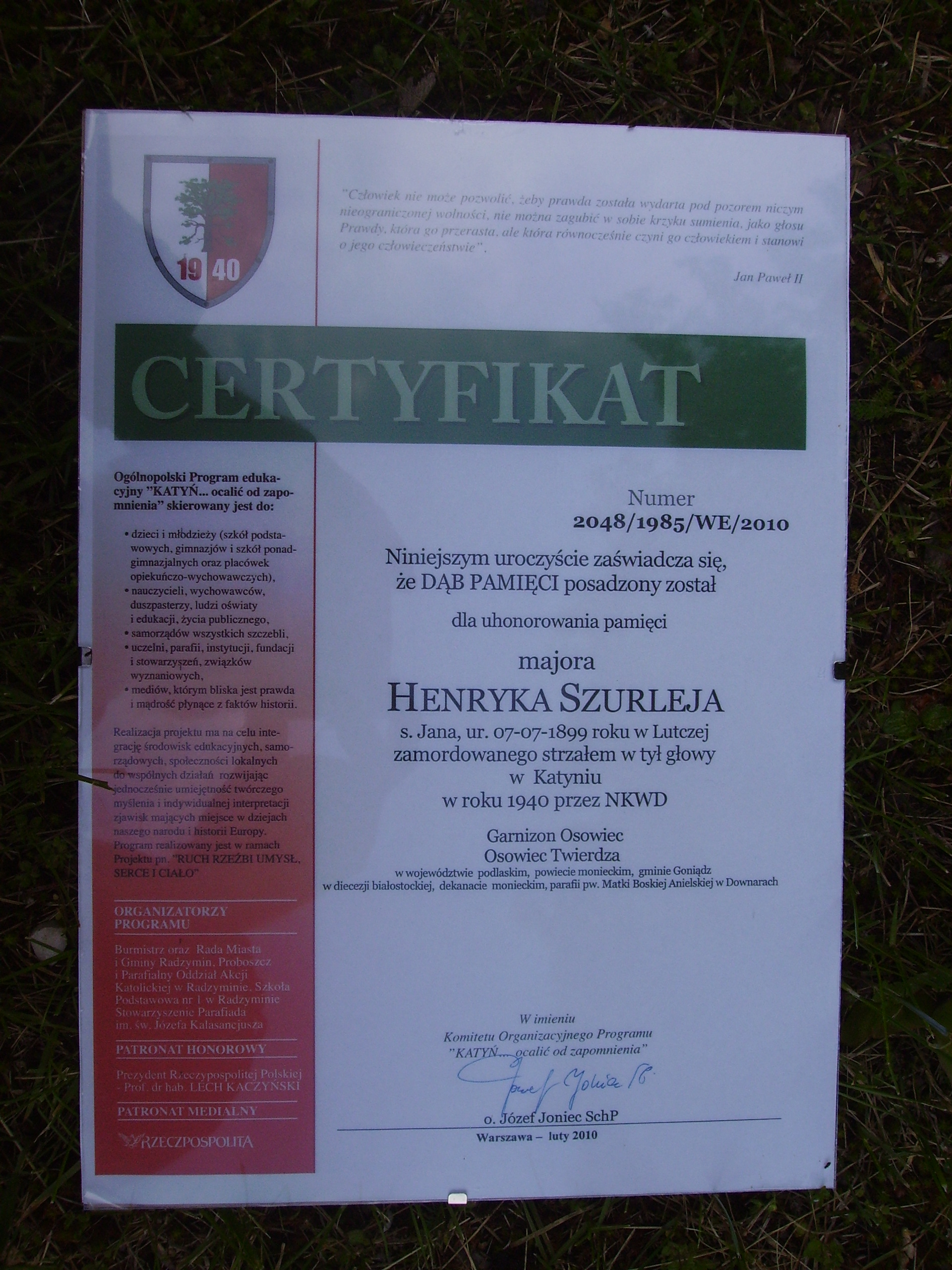
Certyfikat upamiętniający śmierć polskiego oficera
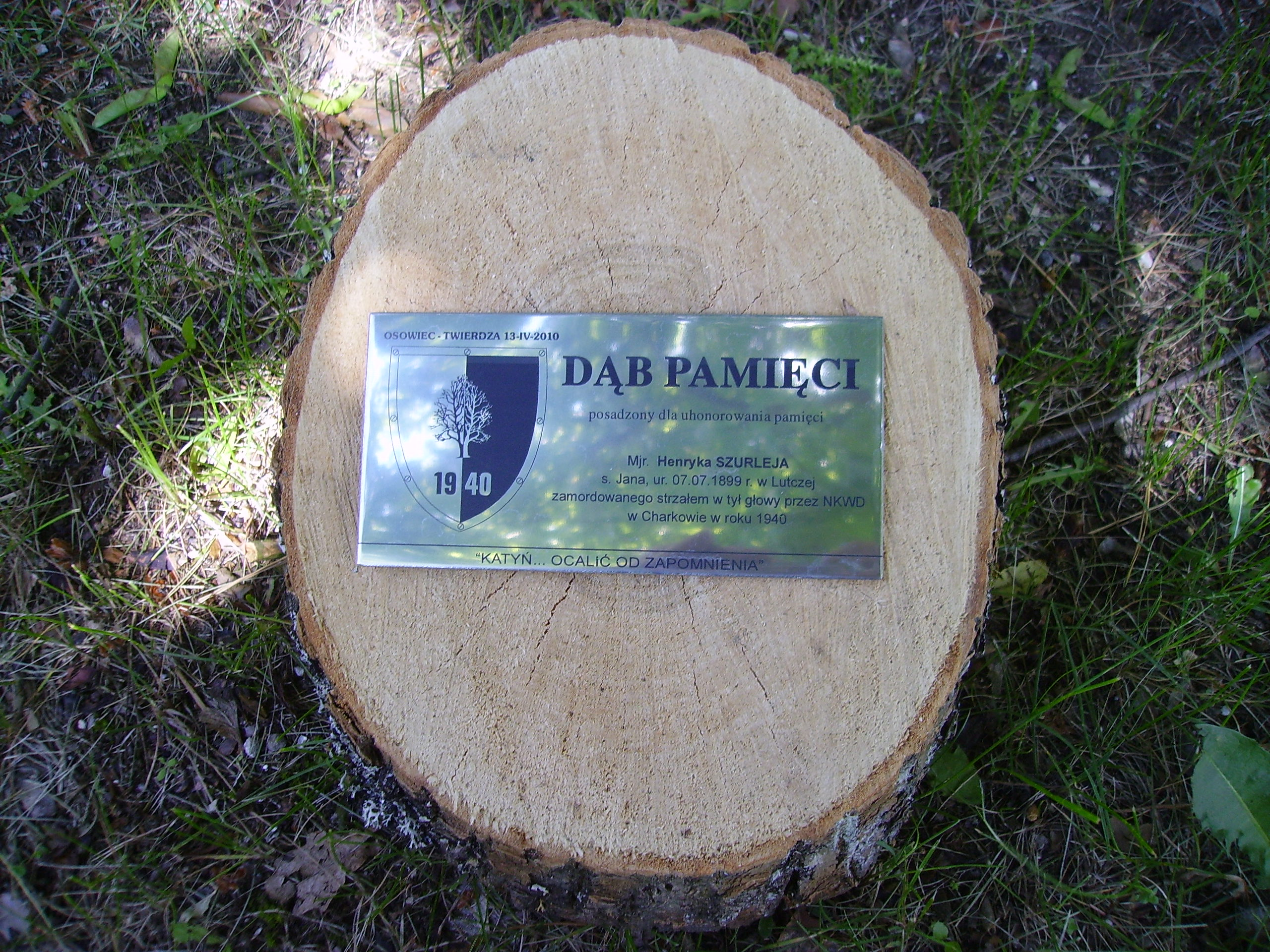
Tabliczka do Dębu Pamięci zamordowanych oficerów